# Straßenbahn Dresden
Die Straßenbahn Dresden ist der wichtigste Träger des ÖPNV in Dresden. Das Straßenbahnnetz umfasst derzeit eine gesamte Streckenlänge von 134,3 Kilometern und hat die einzigartige Spurweite von 1450 Millimetern. Sie ist um 15 mm breiter als Normalspur (1435 mm). Die erste elektrische Straßenbahn verkehrte im Jahr 1893. Betrieben wird das Straßenbahnnetz von den Dresdner Verkehrsbetrieben (DVB).

## Geschichte

### Frühe Vorläufer: Pferdeomnibus und Pferdestraßenbahn

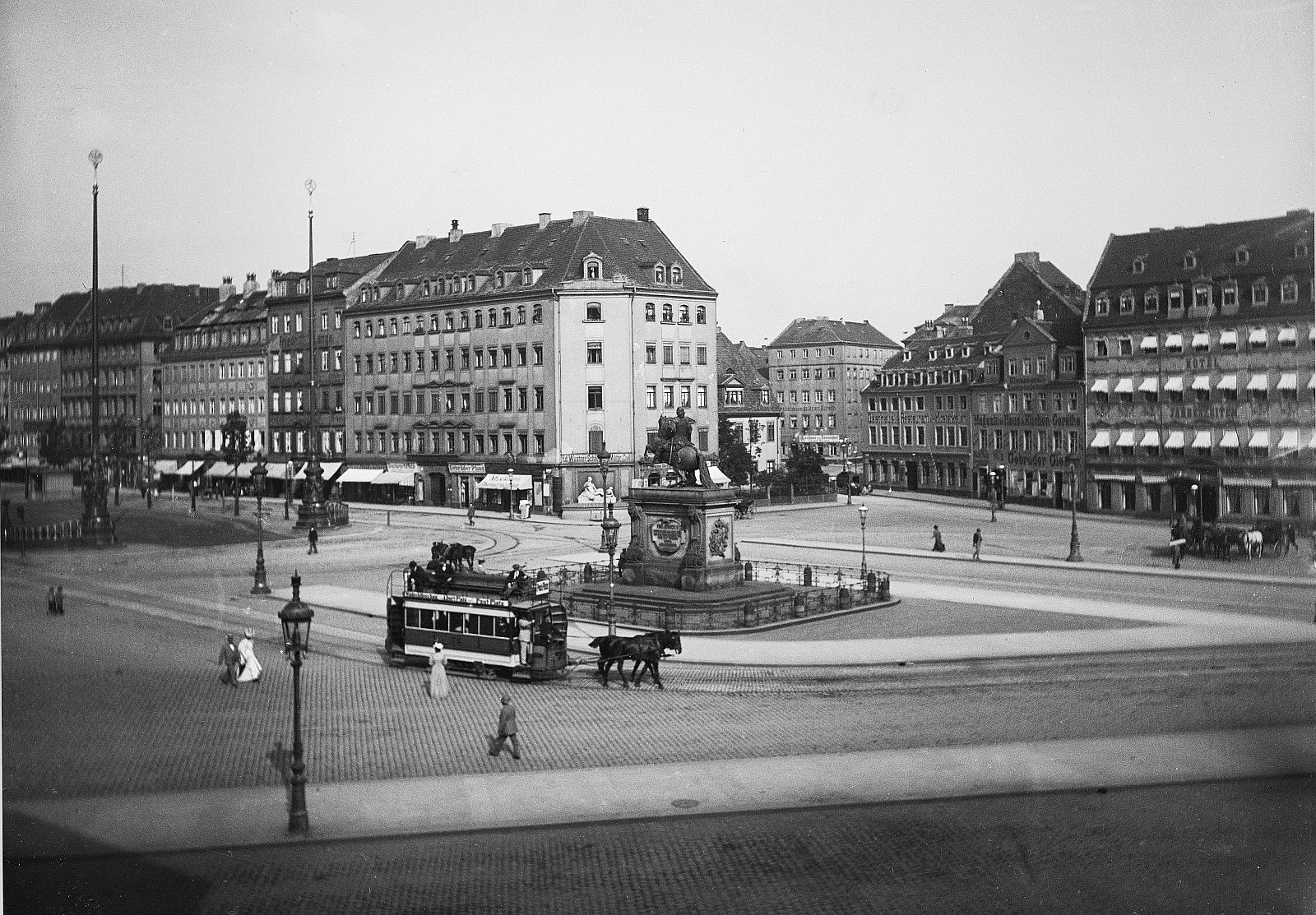
Pferdestraßenbahn nach 1893 auf dem Neustädter Markt

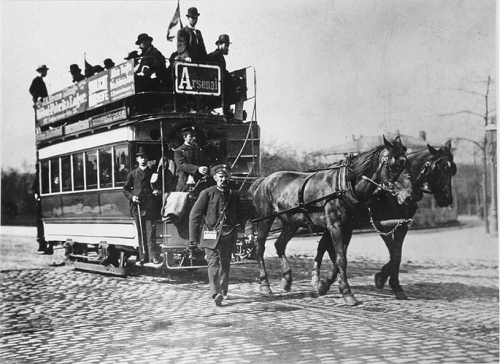
Doppeldeckwagen der 1881 eröffneten Pferdestraßenbahnlinie Böhmischer Bahnhof – Tannenstraße – Arsenal der Tramways Company of Germany Ltd.; die Arsenal-Wagen verfügten über eine grüne Stirnscheibe mit einem großen weißen „A“. Aus dieser Linie wurde später die „7“, die noch heute ihre historische Stammstrecke über die Königsbrücker Straße befährt.

Das Zeitalter des regulären Öffentlichen Personennahverkehrs (ÖPNV) begann in Dresden am 14. Oktober 1838 mit der Aufnahme des Linienbetriebes durch den Pferdeomnibus. Dieser frühe Busverkehr in Dresden kann insofern ebenfalls als der Vorläufer des heutigen Straßenbahnverkehrs in der sächsischen Hauptstadt gelten.

Die Eröffnung der ersten Linie der Pferdestraßenbahn vom Pirnaischen Platz zum Vorort Blasewitz am 26. September 1872 brachte den schienengebundenen Nahverkehr nach Dresden. Diese erste Pferdebahnstrecke besaß das Spurmaß von 1440 mm.

### Vereinigung des Nahverkehrs – Die Städtische Straßenbahn

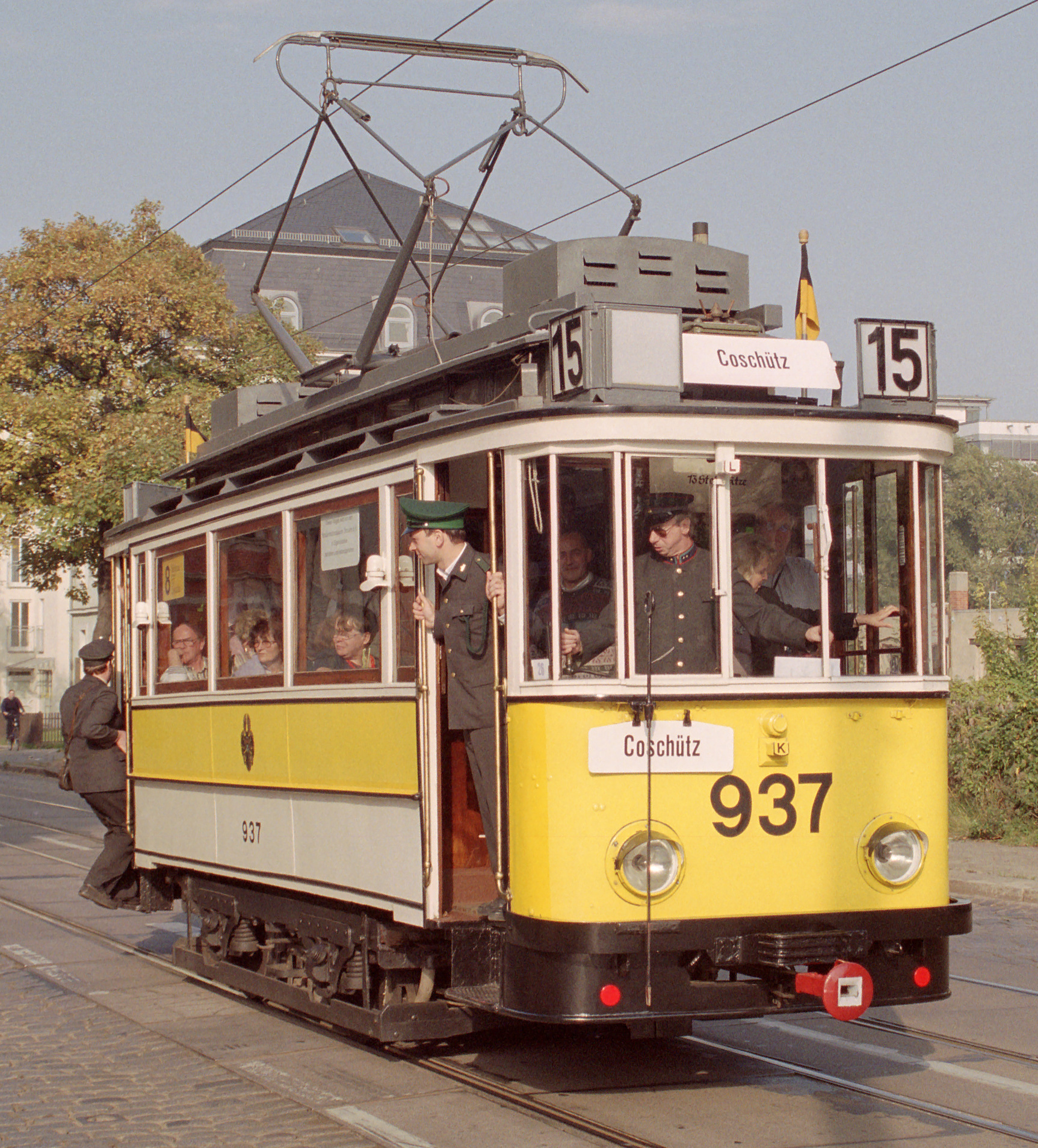
Triebwagen von 1927

Die Stadt Dresden übernahm 1905 beide bis dahin existierende Straßenbahngesellschaften (Tramways Company of Germany Ltd. sowie Deutsche Straßenbahngesellschaft in Dresden) und schloss sie mit Wirkung zum 1. Januar 1906 zur Städtische Straßenbahn zu Dresden zusammen.
Im Jahr 1909 wurde das Liniennetz erstmals reformiert. Auch die ursprünglich meterspurigen Strecken der Dresdner Vorortsbahn (Niedersedlitz – Laubegast) und der Lößnitzbahn (Mickten – Kötzschenbroda) wurden (nach Umspurung) in das Netz eingegliedert. 1911 wurde die Vorortbahn nach Klotzsche (zunächst bis Schänkhübel) eingerichtet. In den 1920er Jahren wurde der Postplatz, schon damals ein zentraler Verkehrsknotenpunkt in Dresden, umgebaut. So konnte 1925 das „Postplatztreffen“ eingeführt werden, welches noch heute existiert (unterbrochen nur durch die Zerstörung Dresdens 1945). 1927 entstand als Wartehalle der dortigen Straßenbahnhaltestellen die heute denkmalgeschützte Käseglocke.

### Dresdner Straßenbahn AG

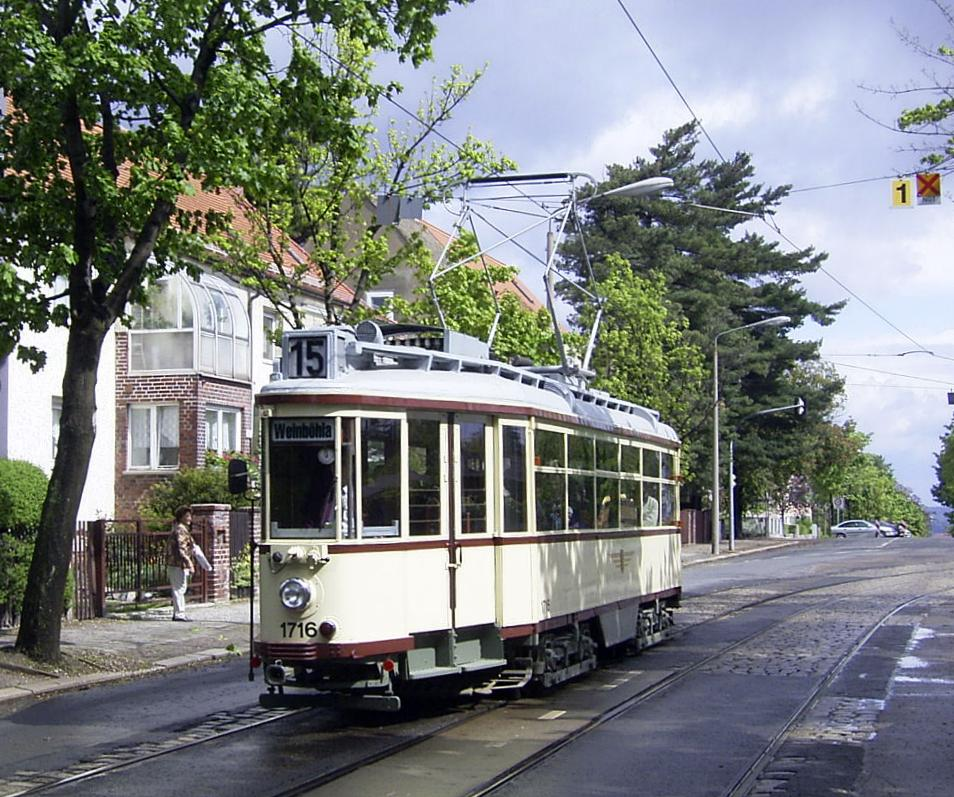
Großer Hecht

Am 1. Januar 1930 wurde die städtische Straßenbahn wieder in eine private Form umgewandelt und die Dresdner Straßenbahn AG gegründet.
Im Herbst 1931 wurde erstmals der Große Hechtwagen eingesetzt. Er gehörte damals zu den längsten Straßenbahnwagen. Eine wesentliche Neuerung war auch, dass der Fahrer einen Sitzplatz hatte. Auch nach dem Krieg wurden noch Wagen dieses Typs ausgeliefert. 1934 folgte die kleinere zweiachsige Variante, der Kleine Hecht.
1941 wurde die DRÜVEG von der Dresdner Straßenbahn AG übernommen. Damit gehörte nun auch die bislang von der DRÜVEG betriebene Lockwitztalbahn zum Netz der Dresdner Straßenbahn AG. 1944 umfasste das Netz 185,5 Streckenkilometer.

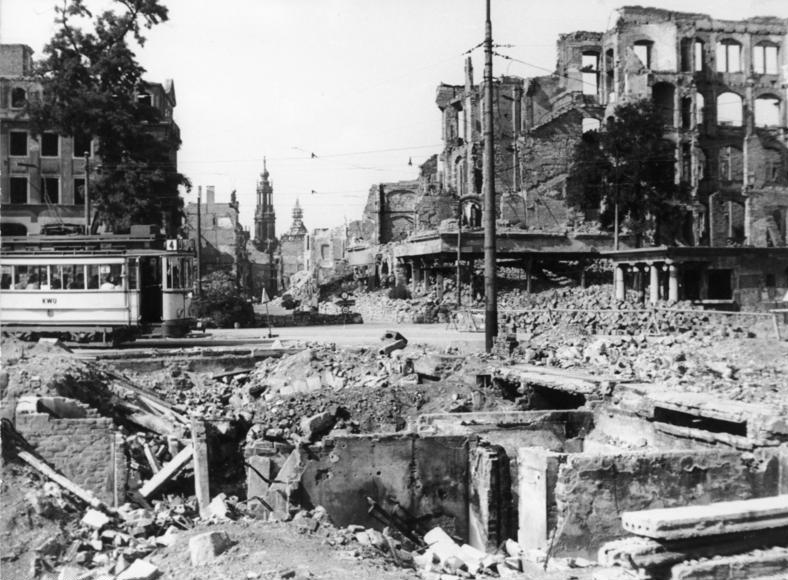
Straßenbahnbetrieb 1949 im Trümmerfeld der Inneren Altstadt (Blick vom Nordende der Prager Straße entlang der See- und Schloßstraße zur Katholischen Hofkirche)

### Die Zeit nach dem Krieg
Durch die Einwirkung des Zweiten Weltkrieges, insbesondere der Luftangriffe auf Dresden im Februar 1945, wurden viele Strecken zerstört, anschließend entweder provisorisch wiederhergestellt oder auch endgültig aufgegeben.
- Am 7. Oktober 1944 erfolgte der erste Luftangriff auf Dresden, bei dem Gleisschäden binnen 24 Stunden beseitigt waren, nur in der Schweriner Straße waren sie erst am 14. Oktober 1944 beseitigt.[7]
- Nach dem Angriff am 16. Januar 1945, der den Westen der Stadt betraf (Friedrichstadt, Löbtau, Cotta, Oppellvorstadt) waren entstandene Schäden am 21. Januar abschließend beseitigt.[8]
- Nach den vom 13. bis 15. Februar 1945 erfolgten Luftangriffen waren nurmehr 44,9 Kilometer Streckennetz in Betrieb (Weixdorf/Hellerau–Industriegelände, Weißig–Bühlau–Weißer Hirsch (Plattleite), Weinböhla–Trachau (Geblerstraße), Cossebaude–Schunckstraße, Hainsberg–Betriebshof Freital, Kreischa–Niedersedlitz). Bis zum 1. März 1945 wurden mit 97 Kilometern Streckenlänge ca. 52 Prozent der Streckenlänge vom 12. Februar 1945 (185,5 Kilometer) wieder betrieben.[9]
- Die Luftangriffe vom 2. März 1945 betrafen die Alt- und Neustadt, den Dresdner Süden und Osten, so dass anschließend nurmehr 77,9 Kilometer Streckennetz in Betrieb waren.[9]
- Bis zum 13. April wurden insgesamt 131,8 Kilometer Streckennetz wiederhergestellt (72 Prozent des Netzes vom 12. Februar 1945), als durch den Bau von Panzersperren das Netz erneut reduziert wurde.[9]
- Am 17. April 1945 erfolgte der letzte Luftangriff auf Dresden auf verschiedene Stellen, vorwiegend die Friedrichstadt, Löbtau und die Dresdner Eisenbahnanlagen, wonach nurmehr 31,6 Kilometer (17 Prozent des Netzes vom 12. Februar 1945) befahrbar waren.[10]
- Vom 23. bis 28. April 1945 war der Betrieb vollständig eingestellt (Totalausfall der Versorgung mit elektrischer Energie).[10]

Am 7. Mai 1945 – zu diesem Zeitpunkt waren inzwischen wieder 123,3 Kilometer Streckennetz in Betrieb – wurden die vier Elbbrücken im Zentrum durch die SS gesprengt, die Rote Armee erreichte Dresden und gegen 17 Uhr wurde der Straßenbahnbetrieb komplett (Ausnahme: Linie 31, die Lockwitztalbahn) stillgelegt. Am 8. Mai 1945 zog die Rote Armee in Dresden ein. Am 12. Mai 1945 wurde auf einer ersten Strecke, Hainsberg–Planettastraße (Fritz-Schulze-Straße) mit 8,8 Kilometern Länge der Betrieb erneut aufgenommen.

### Zeit der DDR

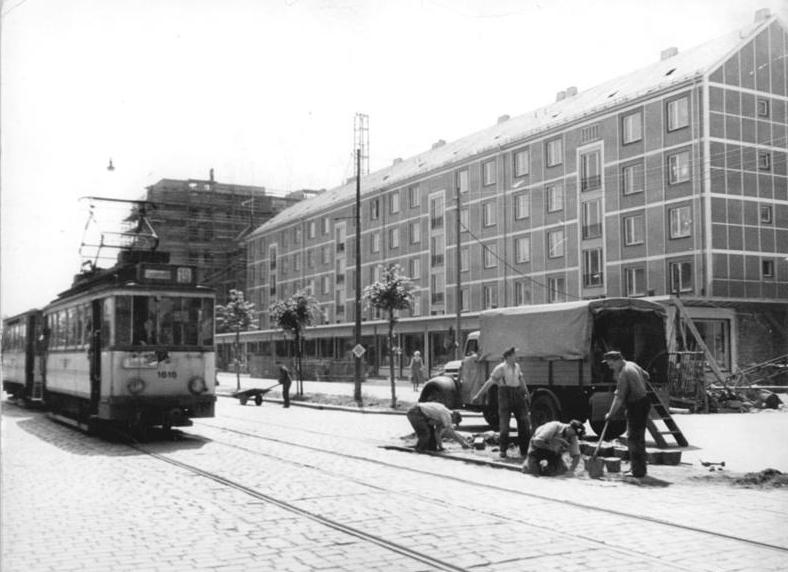
Von Laubegast nach Cossebaude: Linie 19 auf der Borsbergstraße, Sommer 1958

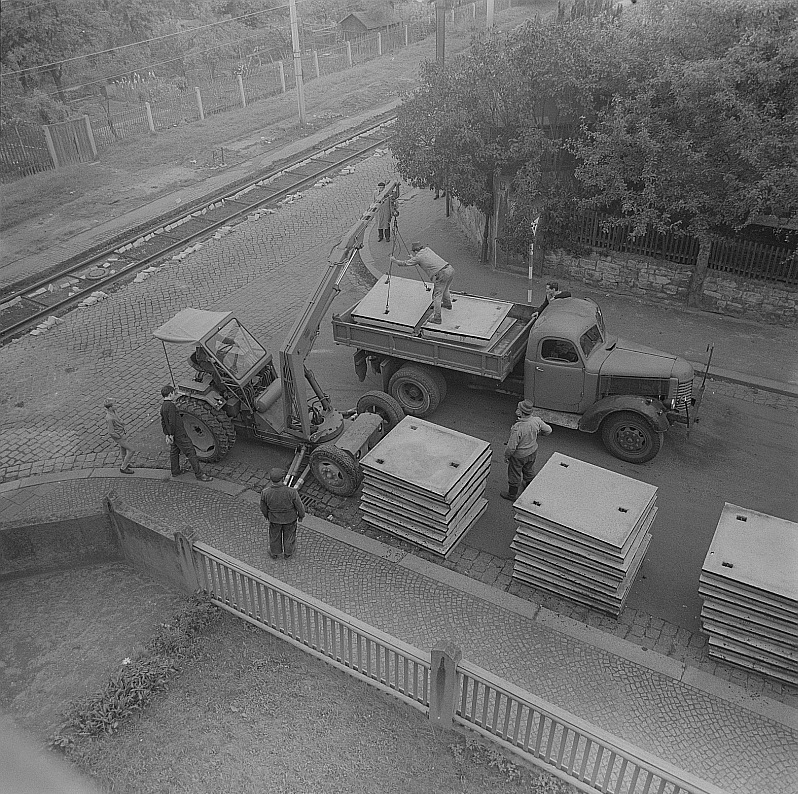
Gleisbau in der Warthaer Straße, 1969

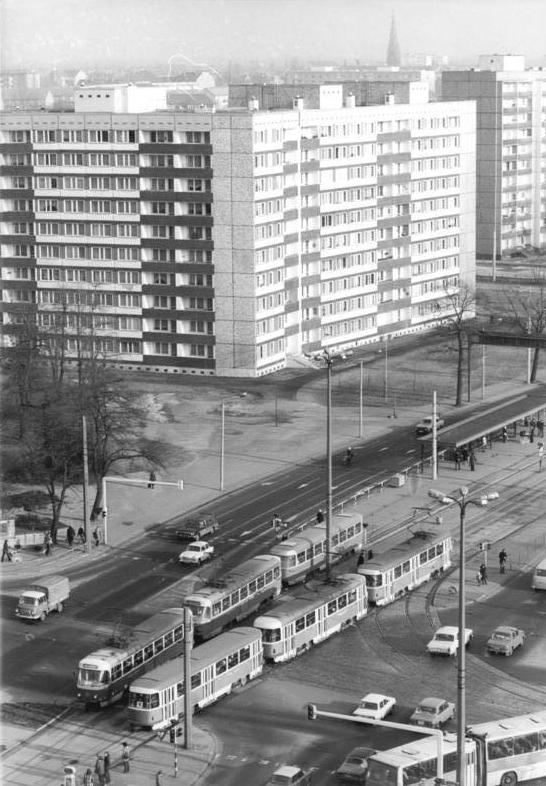
Die Tatra-Einheiten sind seit Februar 1969 im Einsatz und wurden in Mehrfachtraktion verwendet. Im Nachtverkehr der 1990er Jahre fuhren sie mitunter auch als Einzelwagen.

Nach der betrieblichen Konsolidierung erwies sich das Personalproblem als evident und sollte die Dresdner Straßenbahn nahezu 50 Jahre begleiten. Ein völlig veraltetes Vergütungssystem wie auch die (politisch gewollten) niedrigen Tarife boten keinen Spielraum für zusätzliche Lohnanpassungen. Eine Abwanderung in die DDR-Industrie mit höheren Bezahlungen war die Folge.
In den Straßenbahnzügen wurde der Schaffnerbetrieb schrittweise abgeschafft. Zunächst wurde der Triebwagen nur noch für Zeitkarteninhaber eingerichtet und mit „Z“ markiert (1. Linie: Linie 16 Laubegast – Wilder Mann, 15. Oktober 1956, letzte Linie: Linie 11 Coschütz – Bühlau, 10. Juni 1958). Dann entfiel der Schaffner für den mittleren Wagen bei zwei Anhängern, sodass nur noch der letzte Wagen für zahlende Fahrgäste verblieb („ZZ“). Der Schaffner im letzten Wagen kassierte und übernahm das Abfertigungssignal an Haltestellen und beim Rangieren. Vorher mussten die Beiwagen mit Abreißbremsen ausgerüstet werden, da in Drei-Wagen-Zügen der mittlere Beiwagen nicht mehr einzeln gebremst werden konnte.
Am 17. August 1959 fuhren die Linien 15 (Plauen – Weinböhla), 16 (Niedersedlitz – Wilder Mann) und 17 (Niedersedlitz – Wölfnitz) mit ZZ-Zügen, am 8. Mai 1960 war die Umstellung abgeschlossen. Ab 1. August 1962 (Probebetrieb) bzw. am 16. September 1963 (1. Linie: Linie 20 Johannstadt – Cotta) wurde nach und nach der schaffnerlose Betrieb durch Einsatz von Zahlboxen bis 1967 eingeführt. Die Wagen waren dann mit „OS“ (Ohne Schaffner) gekennzeichnet. Der Fahrer war danach für das Abfertigen an Haltestellen selbst verantwortlich. Eine Ausnahme bildete die Linie 11 (Bühlau – Coschütz), die zwar als letzte Linie am 1. April 1967 auf OS-Betrieb umgestellt wurde, jedoch auf dem Beiwagen in jedem Zug trotzdem einen „Zugbegleiter“ hatte: Die eingezogenen hinteren Türen des „Großen Hechts“ machten die ausschließliche Fahrerbeobachtung unmöglich. Diese Sonderform endete erst mit der Außerdienststellung der „Großen Hechte“ im Jahr 1972.
Der bislang schwerste Straßenbahnunfall in der Geschichte der Stadt Dresden ereignete sich am 9. Dezember 1959 in Dresden-Plauen. Durch zu schnelles Fahren auf der vereisten abschüssigen Strecke von Coschütz entgleiste der Beiwagen der Linie 11 in der Haarnadelkurve Westendring, wobei es elf Tote und über 70 Verletzte gab.
Drei Triebwagen des Typs Tatra T3 (6401, 6402, 6405) wurden versuchsweise von Dezember 1964 bis Mai 1965 in Betrieb genommen. Speziell für die Verkehrsbetriebe der DDR entstand daraus unter Federführung der Dresdner Verkehrsbetriebe der Tatra T4D mit 2,2 Meter Breite mit dem dazu gehörenden Beiwagen B4D. Am 14. September 1967 wurde der erste T4D des tschechoslowakischen Herstellers ČKD Tatra beschafft.
Die Verkehrsbetriebe der Stadt Dresden bezogen diese Trieb- und Beiwagen von 1968 bis 1984. Die Tatra-Wagen hatten zunächst eine rot-beige Lackierung. 1969 kamen erstmals bis zu 45 Meter lange Großzüge in Betrieb. Einige Grundzüge dieser Veränderungen sind erhalten geblieben. 1986 wurde der Tatra T6A2D in Dresden erprobt und blieb bis 2001 in Betrieb.
Am 18. Dezember 1977 fand die letzte Straßenbahnfahrt auf der Lockwitztalbahn statt.

### Liniennetz

#### Linienentwicklung von 1872 bis 1890

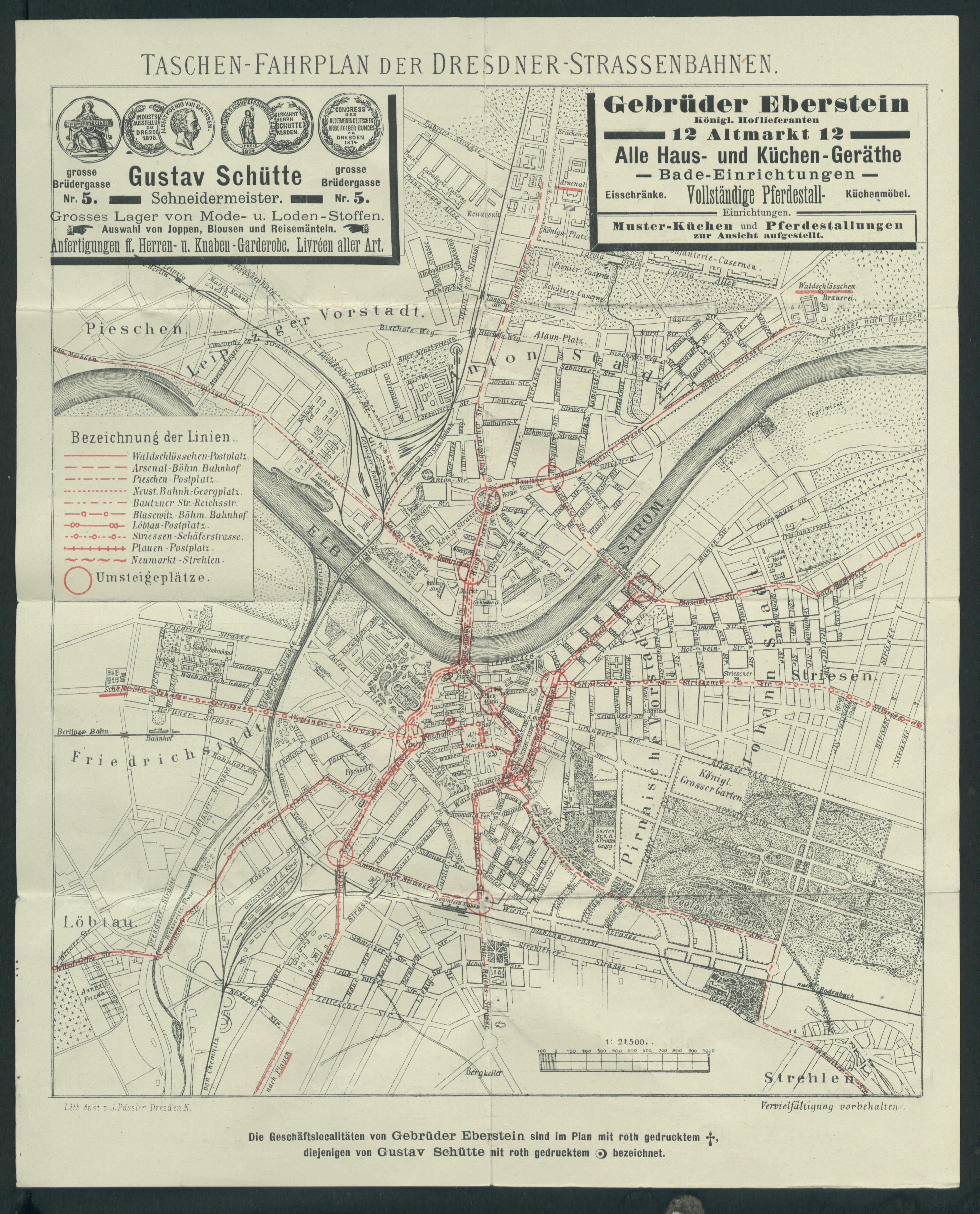
Übersichtsplan der Dresdner Pferdebahnen 1885

Die Straßenbahn Dresden bestand von 1872 bis 1880 lediglich aus einer einzigen Linie: Blasewitz – Böhmischer Bahnhof – Plauen. Jahrelange Unklarheiten, unter anderem bezüglich der Zuständigkeiten und der Konzessionierung konnten erst bis 1879 gelöst werden, sodass der Aufbau eines Strecken- und Liniennetzes erst ab 1880 begann.
Zuständig war dafür die Tramways Company of Germany Ltd. mit Sitz in London, die auch die erste Linie von dem Konzessionär Arnold Etlinger pachtete. Konzessionen wurden 1880, 1881 und 1882 erteilt, gefahren wurde mit gelb lackierten Pferdebahnwagen mit einem Pferd (Einspänner). Die am Anfang der Gesellschaft für die Linie über die Augustusbrücke mit zwei Pferden und einem weiteren Vorspannpferd („Vorreiter“) gefahrenen Wagen (Dreispänner) wurden ab etwa 1882 nurmehr mit zwei Pferden (Zweispänner) befahren, wobei das zweite Pferd nunmehr das Vorspannpferd war, welches entweder am Schlossplatz oder am Neustädter Markt wieder „abgekettelt“ wurde. Ein gleiches Verfahren wurde zwischen Bischofsweg und Arsenal bergwärts betrieben.
Die Linien 1883 und 1885 sind mit Ausnahme einer Verlängerung einer Linie vom Georgplatz bis zur Reichsstraße hinter dem heutigen Hauptbahnhof, identisch. Ihre Verlaufswege in der Tabelle enthalten nur wichtige Straßenzüge, der historische Verlauf kann nebenstehendem Plan entnommen werden. Soweit möglich wurden die heutigen Straßennamen kursiv angegeben, wenn sich Änderungen ergeben haben. Die Längenangaben der Linien widerspiegeln den Stand vom 7. Oktober 1883 und sind aus der Dissertation von Hermann Großmann: Die kommunale Bedeutung des Straßenbahnwesens beleuchtet am Werdegang der Dresdner Straßenbahnen. Wilhelm Baensch, Dresden 1903, entnommen worden. Ergänzungen ergeben sich aus dem kartierten Linienplan von 1885.
| Anfangsstation  | Linienverlauf | Endstation                                                   | Linienlänge in Kilometern |
| --------------- | --- | ------------------------------------------------------------ | ------------------------- |
| Blasewitz       | Schillerplatz – Blasewitzer Straße (damals tw. als „Weg nach Blasewitz“ bezeichnet) – Sachsenallee – Marschallstraße (überbaut) – Amalienstraße – Johannesstraße (beide St. Petersburger Straße, etwa östliche Fahrbahn) – Waisenhausstraße – Prager Straße | Böhmischer Bahnhof                                           | 7,197                     |
| Plauen          | Coschützer Straße (selbständiges Dorf Plauen, Teil der Chemnitzer Straße) – Chemnitzer Straße – Falkenbrücke (nicht mehr vorhanden) – Falkenstraße – Annenstraße | Postplatz                                                    | 2,995                     |
| Löbtau          | Wilsdruffer Straße (selbständiges Dorf Löbtau, Kesselsdorfer Straße) – Tharandter Straße (Löbtau, Teil der Freiberger Straße) – Freiberger Straße – Freiberger Platz – Annenstraße | Postplatz                                                    | 2,608                     |
| Waldschlößchen  | Bautzner Straße – Albert Platz (Albertplatz) – Hauptstraße – Augustusbrücke – Sophienstraße | Postplatz                                                    | 4,025                     |
| Arsenal         | Königsbrücker Straße – Albert Platz (Albertplatz) – Hauptstraße – Augustusbrücke – Sophienstraße – Annenstraße – Ammonstraße – Wiener Platz | Böhmischer Bahnhof                                           | 5,023                     |
| Georgplatz      | Gewandhausstraße – Moritzstraße (beide überbaut) – Neumarkt – Augustusbrücke – Hauptstraße – Heinrichstraße – Palaisplatz – Kaiserstraße (Robert-Blum-Straße) – Antonstraße – Großenhainer Straße (die heutigen Gleislagen in beiden Straßen wurden erst nach 1900 geschaffen) | Neustädter Bahnhöfe                                          | 2,673                     |
| Pieschen        | (Endpunkt Mickten, Oststraße –) Leipziger Straße – Kaiserstraße (Robert-Blum-Straße) – Palaisplatz – Heinrichstraße – Hauptstraße – Augustusbrücke – Sophienstraße | Postplatz                                                    | 3,462                     |
| Bautzner Straße | Endpunkt in der Markgrafenstraße (Rothenburger Straße) – Kurfürstenstraße (Hoyerswerdaer Straße) – Albert-Brücke (Albertbrücke) – Sachsenallee – Marschallstraße (überbaut) – Amalienstraße – Johannesstraße (beide St. Petersburger Straße, etwa östliche Fahrbahn); nach 1883 weiter: Waisenhausstraße – Prager Straße – Reichsstraße (Fritz-Löffler-Straße)                                     | Georgplatz (war 1885 inzwischen verlängert zur Reichsstraße) | 4,347 (bis 1883)          |
| Strehlen        | Beginn in Altstrehlen (der Plan von 1885 ist diesbezüglich nachlässig bzw. falsch gestochen worden, eine Strehlener Endstelle in der Leubnitzer Straße gab es nie) – Reicker Straße – Residenzstraße (August-Bebel-Straße) – Palaisstraße (Julius-Otto-Straße) – Thiergartenstraße (Tiergartenstraße) – An der Bürgerwiese (Bürgerwiese) – Georgplatz – Gewandhausstraße – Moritzstraße (überbaut) | Neumarkt                                                     | 4,025                     |
| Striesen        | Straße J (Borsbergstraße) – Striesener Straße – Pillnitzer Straße – Amalienstraße – Johannesstraße (beide St. Petersburger Straße, etwa östliche Fahrbahn) – Georgplatz (damals Wende um 180° (!)) – Gewandhausstraße – Kreuzstraße – Altmarkt – Wilsdruffer Straße – Postplatz – Wettiner Straße (Schweriner Straße)                                                                              | Schäferstraße                                                | 6,102                     |

1888 wurde schließlich die Linie Bautzner Straße – Reichsstraße an ihrem nördlichen Ende noch bis zum Alaunplatz verlängert und endete in einer Häuserblockumfahrung (Görlitzer Straße – Bischofsweg – Kamenzer Straße – Louisenstraße).

#### Linienentwicklung von 1890 bis etwa 1904
Die Stadt plante Ende der 1880er Jahre eine erhebliche Umgestaltung der Konzession für die Straßenbahn, die die Tramways Company of Germany Ltd., eingedenk ihrer Monopolstellung und trotz, dass sie zu deren Akzeptanz vertraglich dazu verpflichtet gewesen war, nicht übernehmen wollte.
In dessen Folge erließ die Stadt einerseits 1889 diese neuen Bedingungen, andererseits gründete sich noch im selben Jahr eine von zunächst vier Kaufleuten ins Leben gerufene Konkurrenzgesellschaft, die diese akzeptierte und nach der Umbenennung in Deutsche Straßenbahngesellschaft in Dresden auch die gewünschten Konzessionen erhielt. Der Stadt gelang es nur, der Tramways Company of Germany Ltd. ein Streckennutzungsrecht einerseits für die Elbbrücken sowie andererseits für eine Mitnutzung einer Gleislänge von maximal 600 Metern durch diese neue Gesellschaft abzutrotzen.
Gleichwohl startete die neue Gesellschaft, die mit rot lackierten Pferdebahnwagen den Betrieb aufnahm (daraufhin „Rote“ genannt, gegenüber der englischen Gesellschaft, die künftig den Beinamen „Gelbe“ erhielt) und binnen dreier Jahre gelang es ihr, ein erstes, sieben Linien umfassendes Netz aufzubauen. Die „600-Meter-Beschränkung“ führte dabei einerseits zu heute absurd zu nennenden Linienführungen in der Inneren Neustadt und in der Seevorstadt Ost, andererseits reservierte der Rat den wichtigen Ost-West-Durchbruch der König-Johann-Straße zwischen Altmarkt und Pirnaischem Platz für diese Gesellschaft und verweigerte nach dessen Fertigstellung 1888 hartnäckig dessen Nutzung durch die „Gelbe“ (die Mitbenutzung zwischen Altmarkt und Postplatz war durch die „600-Meter-Beschränkung“ durch sie zu dulden – was in Folge echte Ost-West-Linien durch die Innenstadt, wie sie auch heute noch gefahren werden, nur der „Roten“ ermöglichte).

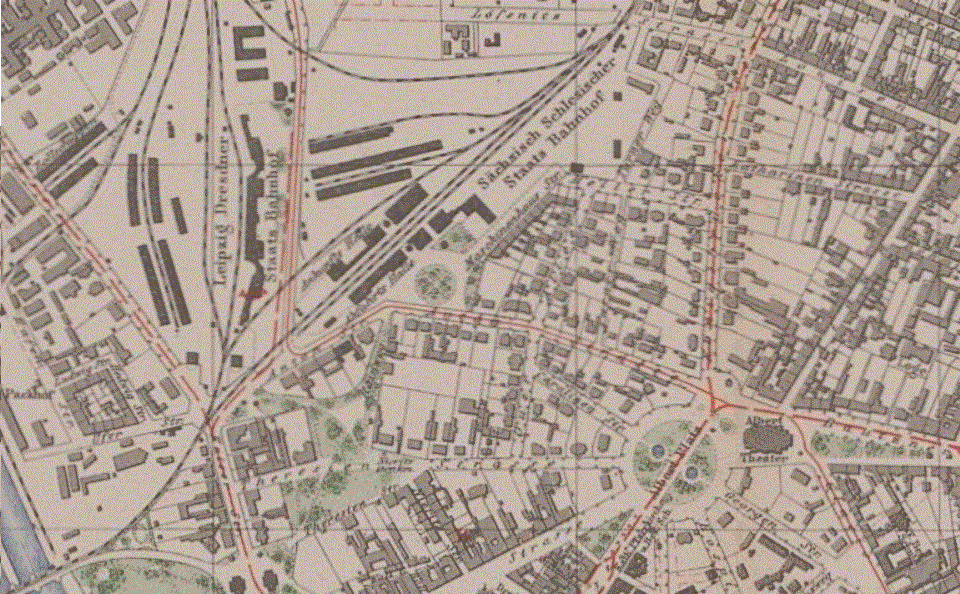
Stadtplanausschnitt der Stadt Dresden von 1894 mit Lage und Linienführung an den Neustädter Bahnhöfen

Ende 1892 betrieb die „Rote“ folgende Linien:
| Anfangsstation     | Linienverlauf | Endstation          |
| ------------------ | --- | ------------------- |
| Friedrichstraße    | Wagenhalle Höhe Kreuzung Waltherstraße – Friedrichstraße – Maxstraße – Ostra-Allee – Postplatz – Altmarkt – König-Johann-Straße (Wilsdruffer Straße) – Pirnaischer Platz – Grunaer Straße – Canaletto Straße – Fürstenplatz (Fetscherplatz) – Fürstenstraße (Fetscherstraße) – Dürerstraße – Augsburger Straße – Huttenstraße – Barbarossaplatz – Hüblerstraße – selbst. Dorf Blasewitz, Striesener Straße (Teil der Hüblerstraße)                                                                                               | Blasewitz           |
| Theaterplatz       | Sophienstraße – Postplatz – Marienstraße – Johannesallee – Friedrichsallee (etwa nördliche Fahrbahn Dr.-Külz-Ring) – Victoriastraße (überbaut) – Struvestraße (teilweise überbaut) – Lüttichaustraße (Hans-Dankner-Straße) – Sidonienstraße – Wiener Straße – Uhlandstraße – Schnorrstraße – Schnorr-/Franklinstraße | Schnorrstraße       |
| Bergkeller         | Bergstraße – Bismarckstraße (Bayrische Straße) – Bergstraßenbrücke – Kohlschütter Straße (beide nicht mehr vorhanden) – Große Plauensche Straße (zu großen Teilen überbaut) – Dippoldiswalder Platz – Marienstraße – Postplatz – Altmarkt – König-Johann-Straße – Pirnaischer Platz – Moritzallee (in etwa westliche Fahrbahn St. Petersburger Straße) – Elbberg (überbaut, Gegenrichtung Hasenberg) – Terrassenufer – Sachsenplatz – Albertbrücke – Glacisstraße – Bautzner Straße – Antonstraße – Großenhainer Straße          | Neustädter Bahnhöfe |
| Böhmischer Bahnhof | Wiener Platz – Wilkestraße (nicht mehr vorhanden) – Kohlschütter Straße – weiter wie vorhergehende Linie (bereits 1894 durch den Baubeginn Hauptbahnhof wieder stillgelegt) | Neustädter Bahnhöfe |
| Böhmischer Bahnhof | Endstelle vor Kreuzung mit Prager Straße – Wiener Straße – Lüttichaustraße (Hans-Dankner-Straße) – Struvestraße (teilweise überbaut) – Victoriastraße (überbaut) – Friedrichsallee (etwa nördliche Fahrbahn Dr.-Külz-Ring) – Pirnaischer Platz – Grunaer Straße – Kaulbachstraße – Cranachstraße (beide überbaut) – Ziegelstraße – Lothringer Straße – Sachsenplatz – Albertbrücke – Melanchthonstraße – Carl Straße (Lessingstraße) – Holzhofgasse – Löwenstraße – Bautzner Straße – Forststraße (Endstelle in der Jägerstraße) | Forststraße         |
| Albertplatz        | Bautzner Straße – Antonstraße – Großenhainer Straße | Wilder Mann         |
| Albertplatz        | Bautzner Straße – Antonstraße – Großenhainer Straße – Trachenberger Straße – Marienhofstraße (Maxim-Gorki-Straße) – Döbelner Straße (Teil der Maxim-Gorki-Straße) | St. Pauli-Friedhof  |

Die „Gelbe“ wiederum eröffnete Verlängerungen in Strehlen und von Löbtau nach Wölfnitz, 1890 kam es zu ersten Bau einer Straßenbahnstrecke durch den Staat – eine Besonderheit in Dresden und dessen Umland –, in dem dieser die Verlängerung in Mickten von Oststraße (Oschatzer Straße) bis Kirchstraße (Mohnstraße) baute und mit der Betriebsführung die „Gelbe“ beauftragte.
Am 6. Juli 1893 eröffnete die „Rote“ die erste elektrische Straßenbahnlinie Sachsens vom Schlossplatz bis zum Schillerplatz in Blasewitz mit der Linienführung Rampe Schlossplatz – Terrassenufer – Lothringer Straße – Ziegelstraße – Eliasplatz (Güntzplatz) – Blumenstraße – Pfotenhauerstraße – Emser Allee (Goetheallee) – Naumannstraße (Blasewitz) und führte erstmals in Dresden Haltestellen ein. Bereits wenige Tage später, am 15. Juli 1893, wurde die Linie über das neu gebaute Blaue Wunder bis Loschwitz verlängert. Auch die „Gelbe“ verlängerte am selben Tag ihre Blasewitzer Linie, fuhr jedoch mit Pferdebahnen über diese Elbebrücke. Ihre erste elektrifizierte Linie nahm die „Gelbe“ im November 1893 zwischen Neugruna, Tolkewitz und Laubegast (Forsthaus) in Betrieb.
1895 wurde die Carolabrücke eröffnet, sie wurde in das Liniennetz der „Roten“ integriert.
Beide Gesellschaften hatten somit binnen weniger Jahre ein Straßenbahnnetz mit immerhin 17 Linien errichtet.
Während die Jahre danach einerseits, auch geprägt durch die fortschreitende Elektrifizierung, von weiteren Linieneröffnungen beider Gesellschaften geprägt waren (von den fünf Linien in den Osten der Stadt und ihrer östlichen Vororte sind noch immer drei Linienführungen (bzw. Strecken) Bestandteil des heutigen Netzes der Straßenbahn Dresden), waren zwei grundlegende Ereignisse Anlass für weitere Streckeneröffnungen:
1. Die gesamte Neuordnung des Eisenbahnverkehrs innerhalb der Stadt (einschließlich Freigabe der Marienbrücke für den Straßenbahnverkehr).

2. Die Entscheidung der damaligen Staatsregierung, Straßenbahnlinien in die Vororte Dresdens zu planen und zu bauen, die auch heute noch das Liniennetz prägen.

##### Linienübersicht des Jahres 1901
Diese und weitere Liniennetzübersichten wurden zusammengestellt nach Geschichte der Dresdner Straßenbahn
| Anfangsstation                    | Endstation                      | Bemerkung |
| --------------------------------- | ------------------------------- | --------- |
| Dresdner Straßenbahn AG           |                                 |           |
| Plauen                            | Blasewitz/Loschwitz             |           |
| Hauptbahnhof                      | Johannstadt (Fürstenstr.)       |           |
| Georgplatz                        | Neustadt (Hechtstr.)            |           |
| Hauptbahnhof                      | Albertstadt (Arsenal)           |           |
| Strehlen                          | Neustadt (Waldschlößchen)       |           |
| Waldschlößchen                    | Bühlau                          |           |
| Postplatz                         | Wölfnitz                        |           |
| Postplatz                         | Plauen                          |           |
| Postplatz                         | Mickten                         |           |
| Laubegast                         | Cotta                           |           |
| Georgplatz                        | Neustädter Bahnhof              |           |
| Blasewitz                         | Neugruna (Ludwig-Hartmann-Str.) |           |
| Deutsche Straßenbahngesellschaft  |                                 |           |
| Friedrichstadt (Friedrichstr.)    | Blasewitz                       |           |
| Theaterplatz                      | Neumarkt                        |           |
| Wilder Mann                       | Südvorstadt (Bergkeller)        |           |
| Neustädter Bahnhof                | Marienstr.                      |           |
| Trachenberge (St. Pauli-Friedhof) | Neustadt (Albertplatz)          |           |
| Neumarkt                          | Gruna                           |           |
| Albertstadt (Grenadierkaserne)    | Güntzplatz                      |           |
| Schlossplatz                      | Loschwitz                       |           |
| Postplatz                         | Plauen (Habsburger Str.)        |           |
| Hauptbahnhof                      | Südvorstadt (Ackermannstr.)     | Ringlinie |

#### Linienübersicht des Jahres 1906
Beschluss der Stadtverordneten von 1904, jedoch erst nach der Übernahme der beiden Straßenbahngesellschaften durch die Stadt, jetzt „Städtische Straßenbahn“, 1906, eingeführt. Dabei erhielt die ehemalige Gelbe (Dresdner Straßenbahngesellschaft) die ungeraden Liniennummern, die Rote (Deutsche Straßenbahngesellschaft zu Dresden) die geraden Liniennummern. Die Liniennummern 20 und 24 waren für Zwischenlinien (analog der 8 zur 6) vorgesehen, wurden aber nicht genutzt (eine Linie 24 hat es übrigens in Dresden nie gegeben).
| Linien-Nr. | Anfangsstation         | Endstation                          | Bemerkung                                                                  |
| ---------- | ---------------------- | ----------------------------------- | -------------------------------------------------------------------------- |
| 1          | Loschwitz              | Plauen                              |                                                                            |
| 2          | Blasewitz              | Friedrichstraße                     |                                                                            |
| 3          | Hauptbahnhof           | Johannstadt (Fürstenstr.)           | über Pirnaischer Platz                                                     |
| 4          | Theaterplatz           | Neumarkt                            | innere Ringlinie                                                           |
| 5          | Hechtstr.              | Georgplatz                          |                                                                            |
| 6          | Wilder Mann            | Räcknitz                            |                                                                            |
| 7          | Arsenal                | Hauptbahnhof                        |                                                                            |
| 8          | Trachenberger Platz    | Südvorstadt (Bergkeller)            |                                                                            |
| 9          | Waldschlösschen        | Leubnitz-Neuostra                   |                                                                            |
| 10         | Neustädter Bahnhof     | Marienstr.                          |                                                                            |
| 11         | Waldschlösschen        | Bühlau                              | ab 25. Januar 1906 ab Bahnhof Neustadt                                     |
| 12         | St. Pauli-Friedhof     | Albertplatz                         |                                                                            |
| 13         | Postplatz              | Wölfnitz                            |                                                                            |
| 14         | Neumarkt               | Seidnitz                            |                                                                            |
| 15         | Postplatz              | Plauen                              |                                                                            |
| 16         | Grenadierkaserne       | Güntzplatz                          | Der Güntzplatz war 1906 im heute bebauten Bereich Dr.-Külz-Ring/Pfarrgasse |
| 17         | Postplatz              | Mickten                             |                                                                            |
| 18         | Schloßplatz            | Loschwitz (– Pillnitz)              |                                                                            |
| 19         | Laubegast              | Cotta                               |                                                                            |
| 21         | Laubegast              | Cotta (– Cossebaude)                | ab 27. September 1906                                                      |
| 22         | Postplatz              | Plauen (Habsburger Str.) (– Deuben) |                                                                            |
| 23         | Striesen (Geisingstr.) | Bahnhof Wettiner Str.               | über Postplatz                                                             |
| 25         | Neustädter Bahnhof     | Südvorstadt (Reichenbachstr.)       |                                                                            |
| 26         | Hauptbahnhof           | Zschertnitz                         | offene Ringlinie über Albertplatz                                          |
| 27         | Blasewitz              | Ludwig-Hartmann-Straße              |                                                                            |
| 28         | Hauptbahnhof           | Johannstadt (Fürstenstr.)           | über Ausstellungsgelände (Stübelplatz)                                     |
| 30         | Altmarkt               | Striesen (Altenberger Str.)         |                                                                            |

#### Linienübersicht des Jahres 1909
| Linien-Nr. | Anfangsstation                                          | Endstation                              | Bemerkung                                |
| ---------- | ------------------------------------------------------- | --------------------------------------- | ---------------------------------------- |
| 1          | Loschwitz bzw. Vorstadt Neugruna (Ludwig-Hartmann-Str.) | Vorstadt Plauen (Chemnitzer Platz)      |                                          |
| 2          | Blasewitz                                               | Friedrichstraße                         | 1910 bis Schlachthof verlängert          |
| 3          | Neustädter Bahnhof                                      | Barbarossaplatz                         |                                          |
| 4          | Neustädter Bahnhof                                      | Neustädter Bahnhof                      | Innere Ringlinie über Schnorrstraße      |
| 5          | Hechtstraße                                             | Strehlener Platz – Vorstadt Zschertnitz |                                          |
| 6          | Wilder Mann                                             | Bergkeller – Vorstadt Räcknitz          |                                          |
| 7          | Arsenal                                                 | Vorstadt Wölfnitz bzw. Altcotta         |                                          |
| 9          | Waldschlößchen                                          | Vorstadt Strehlen – Leubnitz-Neuostra   |                                          |
| 11         | Neustädter Bahnhof                                      | Bühlau – Weißig                         | ab Bühlau und Staatsstraßenbahn          |
| 12         | St. Pauli-Friedhof                                      | Vorstadt Gruna (Grüne Wiese) – Seidnitz |                                          |
| 15         | Plauen (Ringstraße)                                     | Vorstadt Mickten                        | bis Radebeul – Kötzschenbroda verlängert |
| 16         | Grenadierkaserne                                        | Reichenbachstraße                       |                                          |
| 18         | Schloßplatz                                             | Loschwitz – Pillnitz                    | ab Loschwitz Gemeindeverbandsbahn        |
| 19         | Laubegast                                               | Vorstadt Cotta (Schusterhaus)           |                                          |
| 21         | Tolkewitz                                               | Cossebaude                              | Ab Hst. Cotta Staatsstraßenbahn          |
| 22         | Altenberger Straße                                      | Habsburger Str. – Hainsberg             | ab Habsburger Str. Staatsstraßenbahn     |
| 23         | Striesen (Geisingstr.)                                  | Pfotenhauerstraße                       | über Postplatz – Hauptbahnhof            |
| 26         | Hauptbahnhof                                            | Hauptbahnhof                            | Äußere Ringlinie                         |
|            | Mickten                                                 | Kötzschenbroda                          | meterspurige Lößnitzbahn                 |
|            | Laubegast                                               | Bhf. Niedersedlitz – Zschachwitz        | meterspurige Vorortsbahn                 |

#### Linienübersicht des Jahres 1927

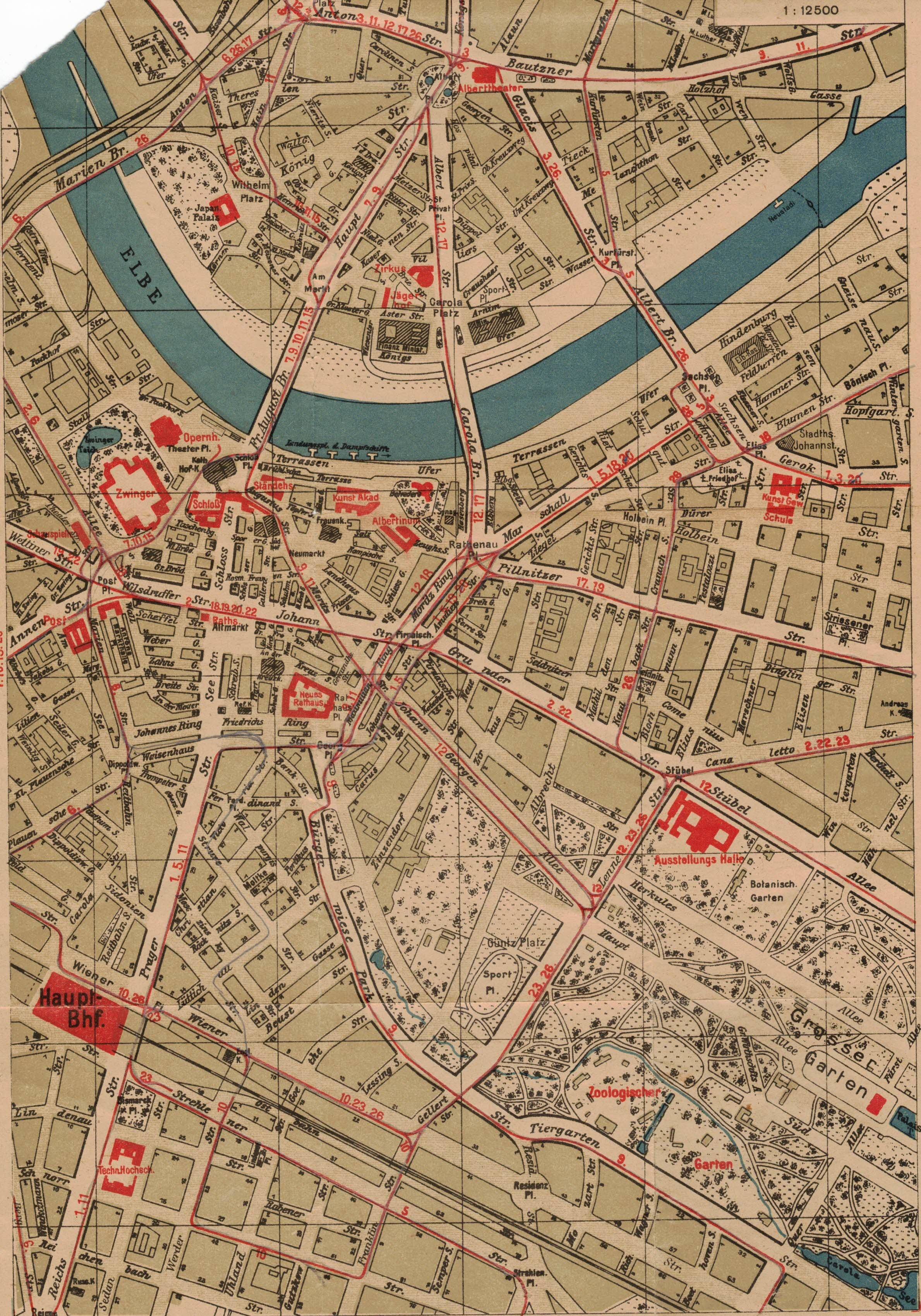
Das Straßenbahnnetz in der Dresdner Innenstadt 1922

Am 24. November 1927 verkehrten in Dresden folgende Straßenbahnlinien:
| Linie | Verlauf |
| ----- | --- |
| 1     | (Coßmannsdorf – Freital –) Plauen, Habsburgerstraße – Chemnitzer Platz – Münchner Platz – Nürnberger Platz – Reichsplatz – Bismarckplatz – Hauptbahnhof – Prager Straße – Waisenhausstraße – Georgplatz – Johannesstraße – Pirnaischer Platz – Amalienstraße – Rathenauplatz – Marschallstraße – Sachsenplatz – Eliasplatz – Trinitatisplatz – Königsheimplatz – Blasewitz, Schillerplatz – abwechselnd nach: Loschwitz, Körnerplatz bzw. Neugruna, Ludwig-Hartmann-Straße (durchgehender Nachtverkehr nur Plauen – Neugruna alle 30 Minuten; nach Coßmannsdorf nur werktags 5–20 Uhr und sonntags 8–24 Uhr, Fahrten von/nach Coßmannsdorf beginnen/enden in Loschwitz, im Berufsverkehr Zusatzfahrten Plauen – Königsheimplatz) |
| 2     | (Schlachthof –) Friedrich-/Waltherstraße – Ostraallee – Postplatz – Pirnaischer Platz – Stübelplatz – Stephanienplatz – Fürstenplatz – Wartburgstraße / Augsburger Straße – Barbarossaplatz – Hüblerplatz – Blasewitz, Schillerplatz – abwechselnd nach: Loschwitz, Körnerplatz bzw. Neugruna, Straßenbahnhof (kein Nachtverkehr; zum Schlachthof werktags 20–24 Uhr und sonntags 8–13 Uhr nur jede zweite Fahrt, nach Neugruna nur werktags, sonntags alle Fahrten nach Loschwitz) |
| 5     | (Hechtstraße/St.-Pauli-Friedhof –) Buchenstraße – Bischofsplatz – Alaunplatz – Markgrafenstraße – Kurfürstenplatz – Sachsenplatz – Marschallstraße – Rathenauplatz – Moritzring – Pirnaischer Platz – Maximiliansring – Georgplatz – Waisenhausstraße – Prager Straße – Hauptbahnhof – Bismarckplatz – Lindenauplatz – Strehlener Platz (– Zschertnitz, Moreaustraße) (kein Nachtverkehr; zum St.-Pauli-Friedhof werktags 20–24 Uhr und sonntags 8–12 und 20–1 Uhr nur jede zweite Fahrt, nach Zschertnitz sonntags 8–12 Uhr nur jede zweite Fahrt) |
| 6     | Wilder Mann – Trachenberger Platz – Riesaer Platz – Großenhainer Platz – Neustädter Bahnhof – Marienbrücke – Ostraallee – Postplatz – Dippoldiswalder Platz – Plauenscher Platz – Hohe Brücke – Bergstraße – Reichsplatz – Räcknitz (durchgehender Nachtverkehr alle 60 Minuten; im Berufsverkehr bei Bedarf Zusatzfahrten Wilder Mann – Postplatz/Breite Straße) |
| 7     | abwechselnd ab Klotzsche, Königswald bzw. Hellerau-Rähnitz – Arsenal – Albertplatz – Neustädter Markt – Schloßplatz – Theaterplatz – Postplatz – Freiberger Platz – Ebertplatz – Kesselsdorfer Straße – Wölfnitz (durchgehender Nachtverkehr jeweils alle 60 Minuten ab Klotzsche und Hellerau-Rähnitz nach Wölfnitz; werktags im Tagesverkehr Zusatzfahrten Arsenal – Wölfnitz, im Berufsverkehr Zusatzfahrten Industriegelände – Wölfnitz) |
| 8     | Striesen, Altenberger Straße – Pohlandplatz – Fürstenplatz – Stephanienplatz – Stübelplatz – Lennéplatz – Wiener Straße – Hauptbahnhof – Plauenscher Platz – Könneritzstraße – Marienbrücke – Neustädter Bahnhof – Albertplatz – Kurfürstenplatz – Sachsenplatz – Eliasplatz – Trinitatisplatz – Wartburgstraße / Augsburger Straße – Barbarossaplatz – Striesen, Altenberger Straße (in beide Richtungen befahren, täglich 5–2 Uhr) |
| 9     | Grenadierkaserne – Forststraße – Albertplatz – Neustädter Markt – Schloßplatz – Neumarkt – Maximiliansring – Georgplatz – Bürgerwiese – Lennéplatz – Zoo – Wasaplatz – Friedrich-August-Platz – Leubnitz-Neuostra, Finkenfangstraße (kein Nachtverkehr, täglich 5–24 Uhr) |
| 10    | Übigau, Böcklinstraße – Mickten – Erfurter Platz – Marienbrücke – Ostraallee – Postplatz – Falkenstraße – Plauenscher Platz – Hauptbahnhof – Wiener Straße – Lennéplatz – Stübelplatz – Stephanienplatz – Fürstenplatz – Fürsten-/Pfotenhauerstraße (kein Nachtverkehr, täglich 5–2 Uhr) |
| 11    | (Weißig, Bahnhof –) Bühlau – Weißer Hirsch – Waldschlößchen – Albertplatz – Neustädter Bahnhof – Wilhelmplatz – Neustädter Markt – Schloßplatz – Neumarkt – Maximiliansring – Georgplatz (– Waisenhausstraße – Prager Straße – Hauptbahnhof – Bismarckplatz – Reichsplatz – Nürnberger Platz – Südvorstadt, Nürnberger Straße) (durchgehender Nachtverkehr nur Bühlau – Georgplatz alle 60 Minuten; nach Weißig werktags ganztags und sonntags 5–12 Uhr nur jede dritte, sonntags 12–24 Uhr jede zweite Fahrt, im Berufsverkehr und bei Bedarf Zusatzfahrten Bühlau – Georgplatz) |
| 12    | St.-Pauli-Friedhof – Trachenberger Platz – Riesaer Platz – Großenhainer Platz – Neustädter Bahnhof – Albertplatz – Carolaplatz – Rathenauplatz – Moritzring – Pirnaischer Platz – Maximiliansring – Johann-Georgen-Allee – Stübelplatz – Comeniusplatz – Gruna (– Seidnitz – Dobritz, Abzweig Reick – Leuben – Bf. Niedersedlitz) (durchgehender Nachtverkehr alle 60 Minuten St.-Pauli-Friedhof – Bf. Niedersedlitz; im Berufsverkehr endet jede zweite Fahrt in Dobritz, ansonsten in Gruna) |
| 13    | Waldschlößchen – Albertplatz – Neustädter Markt – Schloßplatz – Neumarkt – Maximiliansring – Georgplatz – Bürgerwiese – Lennéplatz – Zoo – Wasaplatz – Friedrich-August-Platz – Reick, Strbf. (– Dobritz, Abzweig Reick) (durchgehender Nachtverkehr alle 60 Minuten Moritz-/König-Johann-Straße – Reick, Strbf.; nach Dobritz nur jede zweite Fahrt) |
| 14    | Mickten, Wurzener Straße – Moritzburger Platz – Fritz-Reuter-Straße – Bischofsplatz – Alaunplatz – Markgrafenstraße – Kurfürstenplatz – Sachsenplatz – Marschallstraße – Rathenauplatz – Moritzring – Pirnaischer Platz – Maximiliansring – Georgplatz – Waisenhausstraße – Prager Straße – Hauptbahnhof – Bismarckplatz (– Lindenauplatz – Strehlener Platz) (kein Nachtverkehr, täglich 5–2 Uhr; zum Strehlener Platz nur werktags nachmittags) |
| 15    | Mickten, Strbf. – Erfurter Platz – Wilhelmplatz – Neustädter Markt – Schloßplatz – Theaterplatz – Postplatz – Falkenstraße – Chemnitzer Platz (– Plauenscher Ring – Coschütz, Karlsruher Straße) (durchgehender Nachtverkehr alle 30 Minuten; nach Coschütz sonntags 8–13 Uhr nur jede zweite Fahrt, sonst alle Fahrten) |
| 17    | Mickten, Sternstraße – Erfurter Platz – Neustädter Bahnhof – Albertplatz – Carolaplatz – Rathenauplatz – Striesener Platz – Fürstenplatz – Pohlandplatz – Striesen, Gottleubaer Straße (kein Nachtverkehr, täglich 5–1 Uhr) |
| 18    | Cotta, Pennricher Straße – Fröbelstraße – Löbtauer Straße – Wettiner Platz – Postplatz – Pirnaischer Platz – Amalienstraße – Rathenauplatz – Marschallstraße – Sachsenplatz – Bönischplatz – Johannstadt – Barteldesplatz – Blasewitz, Schillerplatz – Loschwitz (– Wachwitz – Niederpoyritz – Pillnitz) (durchgehender Nachtverkehr alle 30 Minuten Cotta – Pfotenhauer/Fürstenstraße, alle 60 Minuten bis Loschwitz; nach Pillnitz werktags nur jede dritte, sonntags jede zweite Fahrt) |
| 19    | abwechselnd von Cossebaude – Gohlis – Stetzsch – Kemnitz – Briesnitz – … bzw. Leutewitz – Roquettestraße – Hamburger Straße – Wettiner Platz – Postplatz – Pirnaischer Platz – Amalienstraße – Rathenauplatz – Striesener Platz – Fürstenplatz – Pohlandplatz – Tolkewitz – abwechselnd nach: Laubegast, Kronstädter Platz bzw. Leuben – Bf. Niedersedlitz (durchgehender Nachtverkehr jeweils alle 60 Minuten ab Cossebaude und Leutewitz nach Niedersedlitz; nach Laubegast täglich 5–2 Uhr, Fahrten von Cossebaude fahren nach Niedersedlitz, Fahrten von Leutewitz fahren nach Laubegast) |
| 20    | Cotta, Roquettestraße – Altcotta – Kronprinzenplatz – Kesselsdorfer Straße – Ebertplatz – Freiberger Platz – Postplatz – Pirnaischer Platz – Amalienstraße – Rathenauplatz – Striesener Platz – Fürstenplatz – Pohlandplatz – Striesen, Gottleubaer Straße (– Tolkewitz, Strbf.) (kein Nachtverkehr, täglich 5–2 Uhr; nach Tolkewitz nur werktags 5–20 Uhr und sonntags 13–20 Uhr) |
| 22    | (Coßmannsdorf – Freital –) Plauen, Habsburgerstraße – Löbtauer Straße – Wettiner Platz – Postplatz – Pirnaischer Platz – Stübelplatz – Stephanienplatz – Fürstenplatz – Wartburgstraße / Augsburger Straße – Barbarossaplatz – Striesen, Altenberger Straße (durchgehender Nachtverkehr alle 60 Minuten; nach Coßmannsdorf werktags 5–24 Uhr und sonntags 8–24 Uhr nur jede zweite Fahrt) |
| 26    | Hauptbahnhof – Wiener Straße – Lennéplatz – Stübelplatz – Kaulbachstraße – Holbeinplatz – Sachsenplatz – Kurfürstenplatz – Albertplatz – Neustädter Bahnhof – Marienbrücke – Könneritzstraße – Plauenscher Platz – Hauptbahnhof (in beide Richtungen betrieben; kein Nachtverkehr, nur werktags 5–23 Uhr und sonntags 8–23 Uhr) |
| –     | Lößnitzbahn: Mickten, Strbf. – Trachau – Radebeul – Kötzschenbroda (– Zitzschewig) (Meterspur) (kein Nachtverkehr; nach Zitzschewig werktags 5–20 Uhr und sonntags 8–13 Uhr nur jede dritte Fahrt, sonst jede zweite Fahrt) |
| –     | Vorortsbahn: Bf. Niedersedlitz – Putjatinplatz – Altkleinzschachwitz – Kleinzschachwitz – Zschieren, Fähre (kein Nachtverkehr, täglich 5–24 Uhr) |

Hinzu kam die meterspurige Lockwitztalbahn von Niedersedlitz nach Kreischa, die jedoch 1927 noch eigenständig betrieben wurde.

#### Linienübersicht des Jahres 1929
| Linien-Nr. | Anfangsstation                     | Endstation                       | Bemerkung                                  |
| ---------- | ---------------------------------- | -------------------------------- | ------------------------------------------ |
| 1          | Loschwitz                          | Habsburger Str. – Hainsberg      |                                            |
| 2          | Loschwitz                          | Schlachthof                      |                                            |
| 3          | Wilder Mann                        | Altenberger Str.                 |                                            |
| 4          | Bhf. Wettinerstraße – Hauptbahnhof | Pfotenhauerstraße                |                                            |
| 5          | St. Pauli-Friedhof                 | Nürnberger Straße                | über Hechtstraße                           |
| 6          | Wilder Mann                        | Räcknitz (ab 1931 nach Coschütz) | über Postplatz – Plauen (Chemnitzer Str.)  |
| 7          | Weixdorf                           | Wölfnitz                         |                                            |
| 9          | Grenadierkaserne                   | Leubnitz-Neuostra                |                                            |
| 10         | Übigau                             | Altenberger Straße               |                                            |
| 11         | Zschertnitz                        | Bühlau – Weißig                  |                                            |
| 12         | St. Pauli-Friedhof                 | Niedersedlitz                    |                                            |
| 13         | Waldschlößchen                     | Dobritz                          |                                            |
| 14         | Mickten                            | Hauptbahnhof (Werderstraße)      |                                            |
| 15         | Coschütz                           | Mickten                          | tarifmäßiger Endpunkt Trachau (Geblerstr.) |
| 16         | Neugruna (Ludwig-Hartmann-Str.)    | Habsburger Straße                |                                            |
| 17         | Mickten                            | Gottleubaer Straße               |                                            |
| 18         | Pillnitz – Loschwitz               | Leutewitz                        |                                            |
| 19         | Cossebaude                         | Niedersedlitz                    |                                            |
| 20         | Leutewitz                          | Altenberger Straße               |                                            |
| 21         | Gruna (Grüne Wiese)                | Habsburger Straße                | Plauen (Habsburgerstr.)                    |
| 22         | Laubegast                          | Habsburger Str. – Hainsberg      |                                            |
| 26         | Hauptbahnhof                       | Hauptbahnhof                     | Ringlinie „26er-Ring“                      |
|            | Niedersedlitz                      | Zschieren                        | Vorortsbahn                                |
|            | Mickten                            | Kötzschenbroda – Zitzschewig     | meterspurige Lößnitzbahn                   |

#### Linienübersicht des Jahres 1938
| Linin-Nr. | Anfangsstation                  | Endstation         | Bemerkung                     |
| --------- | ------------------------------- | ------------------ | ----------------------------- |
| 1         | Loschwitz                       | Planettastraße     |                               |
| 2         | Loschwitz                       | Schlachthof        |                               |
| 3         | Wilder Mann                     | Altenberger Straße |                               |
| 5         | St.-Pauli-Friedhof              | Hauptbahnhof       |                               |
| 6         | Wilder Mann                     | Coschütz           |                               |
| 7         | Weixdorf                        | Wölfnitz           |                               |
| 8         | Hellerau                        | Wölfnitz           |                               |
| 9         | Grenadierkaserne                | Leubnitz-Neuostra  |                               |
| 10        | Übigau                          | Altenberger Straße |                               |
| 11        | Weißig – Bühlau                 | Nürnberger Straße  | Pendelverkehr Weißig – Bühlau |
| 13        | St. Pauli Friedhof              | Dobritz            |                               |
| 14        | Zschertnitz                     | Mickten            |                               |
| 15        | Weinböhla                       | Niedersedlitz      |                               |
| 16        | Neugruna (Ludwig-Hartmann-Str.) | Planetteastraße    |                               |
| 17        | Mickten                         | Gottleubaer Str.   |                               |
| 18        | Pillnitz                        | Leutewitz          |                               |
| 19        | Niedersedlitz                   | Cossebaude         |                               |
| 20        | Leutewitz                       | Altenberger Straße |                               |
| 22        | Laubegast                       | Hainsberg          |                               |
| 25        | Trachau (Geblerstraße)          | Kleinzschachwitz   |                               |
| 26        | Hauptbahnhof                    | Hauptbahnhof       | Ringlinie „26er-Ring“         |
| 31        | Niedersedlitz                   | Kreischa           | Lockwitztalbahn               |

#### Linienübersicht des Jahres 1945
Nach den Bombenangriffen vom Februar 1945 existierte kein zusammenhängendes Netz mehr. Es gab nur noch einzelne Teillinien (bis Mai 1945 auf etwa 123 km Streckenlänge).
Linienübersicht Ende Februar 1945
| Linien-Nr. | Anfangsstation    | Endstation                 | Bemerkung |
| ---------- | ----------------- | -------------------------- | --------- |
| 7/8        | Weixdorf/Hellerau | Neustadt (Bischofsweg)     |           |
| 11         | Weißig            | Weißer Hirsch (Plattleite) |           |
| 15         | Weinböhla         | Mickten                    |           |
| 19         | Cossebaude        | Cotta (Schunkstr.)         |           |
| 22         | Hainsberg         | Bhf. Freital               |           |
| 31         | Niedersedlitz     | Kreischa                   |           |

#### Linienübersicht vom 2. Juni 1945
| Linien-Nr. | Anfangsstation                    | Endstation                        | Bemerkung    |
| ---------- | --------------------------------- | --------------------------------- | ------------ |
| 3          | Laubegast                         | Johannstadt (Sachsenplatz)        |              |
| 6          | Wilder Mann                       | Neustädter Bahnhof                |              |
| 7          | Weixdorf                          | Neustadt (Bischofsweg)            |              |
| 8          | Hellerau                          | Neustadt (Bischofsweg)            |              |
| 9          | Dobritz                           | Lüttichaustr.                     |              |
| 10         | Übigau                            | Mickten                           |              |
| 11         | Weißig – Bühlau                   | Neustadt (Forststr.)              |              |
| 13         | Trachenberge (St. Pauli-Friedhof) | Neustädter Bahnhof                |              |
| 15         | Weinböhla                         | Neustadt (Uferstr.)               |              |
| 115        | Niedersedlitz                     | Johannstadt (Stübelplatz)         |              |
| 16         | Neugruna (Ludwig-Hartmann-Str.)   | Johannstadt (Sachsenplatz)        |              |
| 18         | Pillnitz                          | Johannstadt (Sachsenplatz)        |              |
| 18         | Friedrichstadt (Cottaer Str.)     | Leutewitz (Gottfried-Keller-Str.) |              |
| 19         | Niedersedlitz                     | Johannstadt (Fürstenplatz)        |              |
| 20         | Leutewitz                         | Wölfnitz                          |              |
| 22         | Hainsberg                         | Plauen (Planetteastr.)            | über Freital |
| 25         | Johannstadt (Stübelplatz)         | Kleinzschachwitz                  |              |
| 26         | Johann-Georgen-Allee              | Johannstadt (Sachsenplatz)        |              |
| 31         | Niedersedlitz                     | Kreischa                          |              |

Seit dem 14. Juli 1945 gab es wieder eine durchgehende Straßenbahnverbindung durch die zerstörte Innenstadt.
Die Linie 22 verkehrte wieder zwischen Hainsberg – Freital – Innenstadt (ohne Halt) – Tolkewitz.

#### Linienübersicht vom 31. Dezember 1945
| Linien-Nr. | Anfangsstation                    | Endstation                        | Bemerkung                                              |
| ---------- | --------------------------------- | --------------------------------- | ------------------------------------------------------ |
| 2          | Schlachthof                       | Neustadt (Forststr.)              |                                                        |
| 3          | Striesen (Huttenstr.)             | Striesen (Altenberger Str.)       |                                                        |
| 6          | Wilder Mann                       | Wallstr.                          |                                                        |
| 6          | Plauen (Fritz-Schulze-Str.)       | Coschütz                          |                                                        |
| 7          | Weixdorf                          | Georgplatz                        | ab Ende 1946 wieder bis Wölfnitz                       |
| 8          | Hellerau                          | Georgplatz                        | ab Ende 1946 wieder bis Wölfnitz                       |
| 9          | Dobritz                           | Neustädter Bahnhof                | ab Ende 1946 bis Klotzsche (Deutsche Eiche) verlängert |
| 10         | Übigau                            | Mickten                           | ab Ende 1946 bis Südvorstadt (Nürnberger Str.)         |
| 11         | Weißig – Bühlau                   | Neustädter Bahnhof                | ab Ende 1946 wieder bis Südvorstadt (Nürnberger Str.)  |
| 13         | Trachenberge (St. Pauli-Friedhof) | Leubnitz-Neuostra                 |                                                        |
| 15         | Weinböhla                         | Wallstr.                          |                                                        |
| 115        | Niedersedlitz                     | Freital (Straßenbahnhof)          |                                                        |
| 16         | Neugruna (Ludwig-Hartmann-Str.)   | Johannstadt (Sachsenplatz)        | ab Ende 1946 bis Neustädter Bahnhof verlängert         |
| 18         | Pillnitz                          | Leutewitz (Gottfried-Keller-Str.) |                                                        |
| 19         | Niedersedlitz                     | Cossebaude                        |                                                        |
| 20         | Leutewitz                         | Wölfnitz                          |                                                        |
| 22         | Laubegast                         | Hainsberg                         | über Freital                                           |
| 25         | Trachau (Geblerstr.)              | Kleinzschachwitz                  |                                                        |
| 26         | Lüttichaustr.                     | Johannstadt (Sachsenplatz)        | ab Ende 1946 wieder als Ringlinie „26er-Ring“          |
| 31         | Niedersedlitz                     | Kreischa                          |                                                        |

#### Linienübersicht vom 31. Dezember 1949
| Linie Nr. | Anfangsstation                | Endstation                        | Bemerkung |
| --------- | ----------------------------- | --------------------------------- | --------- |
| 2         | Loschwitz                     | Schlachthof                       |           |
| 3         | Tolkewitz                     | Freital (Straßenbahnhof)          |           |
| 4         | Trachenberge                  | Mockritz                          |           |
| 7         | Weixdorf                      | Wölfnitz                          |           |
| 8         | Hellerau                      | Leutewitz                         |           |
| 9         | Wilder Mann                   | Kleinzschachwitz                  |           |
| 11        | Bühlau                        | Coschütz                          |           |
| 12        | Kleinzschachwitz              | Hainsberg                         |           |
| 13        | Übigau                        | Leubnitz                          |           |
| 15        | Südvorstadt (Nürnberger Str.) | Weinböhla                         |           |
| 16        | Wilder Mann                   | Laubegast                         |           |
| 18        | Pillnitz                      | Leutewitz (Gottfried-Keller-Str.) |           |
| 19        | Niedersedlitz                 | Cossebaude                        |           |
| 31        | Niedersedlitz                 | Kreischa                          |           |

#### Linienübersicht vom 31. Dezember 1950
| Linien-Nr. | Anfangsstation                | Endstation               | Bemerkung |
| ---------- | ----------------------------- | ------------------------ | --------- |
| 2          | Loschwitz (Calberlastr.)      | Schlachthof              |           |
| 3          | Tolkewitz                     | Freital (Straßenbahnhof) |           |
| 4          | Trachenberge                  | Mockritz                 |           |
| 5          | Leutewitz                     | Übigau                   |           |
| 6          | Südvorstadt (Nürnberger Str.) | Klotzsche                |           |
| 7          | Weixdorf                      | Wölfnitz                 |           |
| 8          | Hellerau                      | Leutewitz                |           |
| 9          | Wilder Mann                   | Kleinzschachwitz         |           |
| 10         | Johannstadt                   | Reick                    |           |
| 11         | Bühlau                        | Coschütz                 |           |
| 12         | Kleinzschachwitz              | Hainsberg                |           |
| 13         | Leubnitz                      | Radebeul-Ost             |           |
| 14         | Niedersedlitz                 | Radebeul-West            |           |
| 15         | Südvorstadt (Nürnberger Str.) | Weinböhla                |           |
| 16         | Wilder Mann                   | Laubegast                |           |
| 17         | Leuben                        | Wölfnitz                 |           |
| 18         | Pillnitz                      | Cotta                    |           |
| 19         | Niedersedlitz                 | Cossebaude               |           |
| 31         | Niedersedlitz                 | Kreischa                 |           |

#### Linienübersicht vom Ende des Jahres 1961
| Linie Nr. | Anfangsstation                | Endstation               | Bemerkung                    |
| --------- | ----------------------------- | ------------------------ | ---------------------------- |
| 2         | Loschwitz (Calberlastr.)      | Schlachthof              |                              |
| 3         | Tolkewitz                     | Freital (Straßenbahnhof) |                              |
| 4         | Trachenberge                  | Mockritz                 |                              |
| 5         | Reick                         | Übigau                   |                              |
| 6         | Südvorstadt (Nürnberger Str.) | Industriegelände         |                              |
| 7         | Weixdorf                      | Wölfnitz                 |                              |
| 8         | Hellerau                      | Leutewitz                |                              |
| 9         | Wilder Mann                   | Kleinzschachwitz         |                              |
| 10        | Striesen                      | Übigau                   |                              |
| 11        | Bühlau                        | Coschütz                 |                              |
| 12        | Niedersedlitz                 | Hainsberg                |                              |
| 13        | Leubnitz                      | Radebeul-Ost             |                              |
| 14        | Kleinzschachwitz              | Radebeul-West            |                              |
| 15        | Plauen (Münchner Str.)        | Weinböhla                |                              |
| 16        | Wilder Mann                   | Niedersedlitz            |                              |
| 17        | Niedersedlitz                 | Wölfnitz                 |                              |
| 18        | Pillnitz                      | Leutewitz                |                              |
| 19        | Laubegast                     | Cossebaude               |                              |
| 20        | Johannstadt                   | Cotta                    |                              |
| 31        | Niedersedlitz                 | Kreischa                 |                              |
| 50        | Laubegast                     | Cotta                    | Sonderlinie im Berufsverkehr |
| 51        | Niedersedlitz                 | Gohlis (Strbf)           | Sonderlinie im Berufsverkehr |
| 52        | Industriegelände              | Radebeul-Ost             | Sonderlinie im Berufsverkehr |
| 53        | Industriegelände              | Tolkewitz                | Sonderlinie im Berufsverkehr |
| 54        | Leuben                        | Radebeul-West            | Sonderlinie im Berufsverkehr |
| 55        | Plauen                        | Coswig                   | Sonderlinie im Berufsverkehr |
| 56        | Südvorstadt                   | Wilder Mann              | Sonderlinie im Berufsverkehr |
| 57        | Wölfnitz                      | Strbf.Klotzsche          | Sonderlinie im Berufsverkehr |
| 59        | Hainsberg                     | Radebeul-West            | Sonderlinie im Berufsverkehr |

#### Linienübersicht ab 4. Mai 1969 (neues Liniennetz)
| Linien-Nr. | Anfangsstation                | Endstation         | Bemerkung |
| ---------- | ----------------------------- | ------------------ | --------- |
| 1          | Coschütz                      | Johannstadt        |           |
| E1         | Coschütz                      | Fucikplatz         |           |
| 2          | Laubegast                     | Cotta              |           |
| 3          | Wilder Mann                   | Freital-Hainsberg  |           |
| 4          | Pillnitz                      | Radebeul West      |           |
| E4         | Loschwitz                     | Radebeul West      |           |
| 5          | Südvorstadt (Nürnberger Str.) | Weinböhla          |           |
| 6          | Wilder Mann                   | Niedersedlitz      |           |
| E6         | Bf. Neustadt                  | Niedersedlitz      |           |
| 7          | Weixdorf                      | Wölfnitz           |           |
| E7         | Industriegelände              | Wölfnitz           |           |
| 8          | Hellerau                      | Leutewitz          |           |
| 9          | Kleinzschachwitz              | Übigau             |           |
| 10         | Tolkewitz                     | Schlachthof        |           |
| 11         | Bühlau                        | Plauen             |           |
| 12         | Cossebaude                    | Niedersedlitz      |           |
| 13         | Leubnitz                      | Mickten (- Übigau) |           |
| E13        | Reick                         | Radebeul Ost       |           |
| 14         | Kleinzschachwitz              | Leutewitz          |           |
| E          | Südvorstadt                   | Industriegelände   |           |
| 31         | Niedersedlitz                 | Kreischa           |           |

#### Linienübersicht von Ende des Jahres 1975
| Linien-Nr. | Anfangsstation                | Endstation    | Bemerkung |
| ---------- | ----------------------------- | ------------- | --------- |
| 1          | Cossebaude                    | Johannstadt   |           |
| 2          | Laubegast                     | Cotta         |           |
| 3          | Wilder Mann                   | Plauen        |           |
| 4          | Pillnitz                      | Radebeul-West |           |
| E4         | Postplatz                     | Radebeul-West |           |
| 5          | Südvorstadt (Nürnberger Str.) | Weinböhla     |           |
| 6          | Wilder Mann                   | Niedersedlitz |           |
| 7          | Weixdorf                      | Wölfnitz      |           |
| E7         | Industriegelände              | Wölfnitz      |           |
| 8          | Hellerau                      | Leutewitz     |           |
| 9          | Kleinzschachwitz              | Übigau        |           |
| 10         | Tolkewitz                     | Schlachthof   |           |
| 11         | Bühlau                        | Plauen        |           |
| 12         | Niedersedlitz                 | Coschütz      |           |
| 13         | Reick                         | Übigau        |           |
| E13        | Reick                         | Radebeul-Ost  |           |
| 14         | Kleinzschachwitz              | Leutewitz     |           |
| 15         | Wölfnitz                      | Loschwitz     |           |
| 31         | Niedersedlitz                 | Kreischa      |           |

#### Linienübersicht ab 29. Mai 1988
Quelle: Fahrplan Stadt- und Nahverkehr 1988/89, Herausgeber: Büro für Stadtverkehr des Rates der Stadt Dresden
Nach Stand des 29. Mai 1988 verkehrten in Dresden folgende Straßenbahnlinien:
| Linie | Verlauf |
| ----- | --- |
| 1     | Cossebaude, Schulstraße – Stetzsch, Am Urnenfeld – Kemnitz, Flensburger Straße – Cotta, Cossebauder Straße – Friedrichstadt, Waltherstraße – Bahnhof Mitte – Postplatz (Wallstr.) (ganztägiger 15-Minuten-Takt, durchgehender Nachtverkehr ungefähr alle 60 Minuten als Kombilinie 1/3 weiter in Richtung Wilder Mann) |
| 2     | Laubegast, Kronstädter Platz – Alttolkewitz – Tolkewitz, Straßenbahnhof – Striesen, Altenberger Straße – Fetscherplatz – Fucikplatz – Pirnaischer Platz – Postplatz – Bahnhof Mitte – Friedrichstadt, Fröbelstraße – Pennricher-/Rudolf-Renner-Straße – Hebbelplatz – Gorbitz, Platz der Bauarbeiter – Gorbitz, Gleisschleife (ganztägiger 15-Minuten-Takt, 10-Minuten-Takt in Hauptlastzeiten, durchgehender Nachtverkehr ungefähr alle 60 Minuten) |
| 3     | Südvorstadt – Nürnberger Platz – Hauptbahnhof – Pirnaischer Platz – Platz der Einheit – Bahnhof Neustadt – Liststraße – Trachenberger Platz – Hubertusplatz – Wilder Mann (ganztägiger 15-Minuten-Takt, 10-Minuten-Takt in Hauptlastzeiten, durchgehender Nachtverkehr ungefähr alle 60 Minuten, aber nur zwischen Pirnaischer Platz und Wilder Mann als Kombilinie 1/3 weiter nach Cossebaude) |
| 4     | Johannstadt, Straßenbahnhof – Blasewitzer-/Fetscherstraße – Fetscherplatz – Fucikplatz – Pirnaischer Platz – Postplatz – Neustädter Markt – Anton/Leipziger Straße – Altpieschen – Mickten, Straßenbahnhof – Am Trachauer Bahnhof – Radebeul, Forststraße – Weißes Roß – Radebeul West, Flemmingstraße (ganztägiger 15-Minuten-Takt, kein durchgehender Nachtverkehr; verkehrt nur von 4 bis 23 Uhr) |
| 5     | Plauen, Nöthnitzer Straße – Nürnberger Platz – Hauptbahnhof – Pirnaischer Platz – Neustädter Markt – Anton/Leipziger Straße – Altpieschen – Mickten, Straßenbahnhof – Am Trachauer Bahnhof – Radebeul, Forststraße – Weißes Roß – Radebeul West, Flemmingstraße – Eisenbahnbrücke – Straßenbahnhof Coswig – Weinböhla, Rathausstraße (ganztägiger 15-Minuten-Takt, durchgehender Nachtverkehr ungefähr alle 60 Minuten, aber nur zwischen Pirnaischer Platz und Weinböhla als Kombilinie 5/18 weiter nach Tolkewitz) |
| 6     | Bahnhof Niedersedlitz – Altleuben – Alttolkewitz – Tolkewitz, Straßenbahnhof – Schillerplatz – Blasewitzer-/Fetscherstraße – Sachsenallee – Bautzner-/Rothenburger Straße – Platz der Einheit – Bahnhof Neustadt – Liststraße – Trachenberger Platz – Hubertusplatz – Wilder Mann (ganztägiger 15-Minuten-Takt, 10-Minuten-Takt in Hauptlastzeiten, durchgehender Nachtverkehr ungefähr alle 60 Minuten, nur zwischen Niedersedlitz und Bahnhof Neustadt als Kombilinie 6/9 weiter nach Kleinzschachwitz) |
| 7     | Wölfnitz, Kesselsdorfer-/J. Vahlteich Straße – Straßenbahnhof Naußlitz – Tharandter Straße – Ammon-/Freiberger Straße – Postplatz – Dr Külz Ring – Pirnaischer Platz – Platz der Einheit – Bischofsweg – Industriegelände – Abzweig nach Hellerau – Käthe-Kollwitz-Platz – Klotzsche, Eisenbahnbrücke – Weixdorf, Rathenaustraße (ganztägiger 15-Minuten-Takt, 12-Minuten-Takt in Hauptlastzeiten, durchgehender Nachtverkehr ungefähr alle 60 Minuten, nur zwischen Tharandter Straße und Weixdorf als Kombilinie 7/8 weiter nach Leutewitz)                                                                            |
| 8     | Leutewitz, Herweghstraße – Cotta, Cossebauder Straße – Altcotta – Pennricher-/Rudolf-Renner-Straße – Tharandter Straße – Ammon-/Freiberger Straße – Postplatz – Prager Straße – Pirnaischer Platz – Platz der Einheit – Bischofsweg – Industriegelände – Abzweig nach Hellerau – Hellerau, Kiefernweg (ganztägiger 15-Minuten-Takt, 12-Minuten-Takt in Hauptlastzeiten, durchgehender Nachtverkehr ungefähr alle 60 Minuten, zwischen Leutewitz und Tharandter Straße als Kombilinie 7/8 weiter nach Weixdorf, sowie zwischen Abzweig nach Hellerau und Hellerau, Kiefernweg mit Anschluss an die Fahrten der Linie 7/8) |
| 9     | Kleinzschachwitz – Altleuben – Abzweig nach Reick – Straßenbahnhof Reick – Lohrmannstraße – H. Bürkner Straße – Wasaplatz – Parkstraße – Hauptbahnhof – Ammon-/Freiberger Straße – Bahnhof Mitte – Anton/Leipziger Straße – Altpieschen – Mickten, Straßenbahnhof – Übigau, Overbeckstraße (ganztägiger 15-Minuten-Takt, durchgehender Nachtverkehr ungefähr alle 60 Minuten, nur zwischen Kleinzschachwitz und Anton-/Leipziger Straße als Kombilinie 6/9 weiter nach Niedersedlitz) |
| 10    | Laubegast, Kronstädter Platz – Alttolkewitz – Tolkewitz, Straßenbahnhof – Striesen, Altenberger Straße – Fetscherplatz – Fucikplatz – Parkstraße – Hauptbahnhof – Ammon-/Freiberger Straße – Tharandter Straße – Straßenbahnhof Naußlitz – Kesselsdorfer-/J. Vahlteich Straße – Gorbitz, Platz der Bauarbeiter – Gorbitz, Gleisschleife (ganztägiger 15-Minuten-Takt, 10-Minuten-Takt in Hauptlastzeiten, kein durchgehender Nachtverkehr; verkehrt nur von 4 bis 23 Uhr) |
| 11    | Plauen, Nöthnitzer Straße – Nürnberger Platz – Hauptbahnhof – Dr Külz Ring – Postplatz – Haus der Presse – Anton/Leipziger Straße – Bahnhof Neustadt – Platz der Einheit – Bautzner-/Rothenburger Straße – Waldschlößchenstraße – Plattleite – Straßenbahnhof Bühlau – Bühlau, S. Rädel Platz (ganztägiger 10-Minuten-Takt, 6-Minuten-Takt in Hauptlastzeiten, durchgehender Nachtverkehr ungefähr alle 60 Minuten) |
| 12    | Niedersedlitz – Altleuben – Abzweig nach Reick – Bodenbacher-/Rennplatzstraße – Zwinglistraße – Comeniusplatz – Fucikplatz – Pirnaischer Platz – Postplatz – Bahnhof Mitte – Friedrichstadt, Fröbelstraße – Kesselsdorfer-/Tharandter Straße – Fritz Schulze Straße – Westendstraße – Achtbeeteweg – Coschütz, Mannheimer Straße (ganztägiger 15-Minuten-Takt, Verstärkerfahrten in Hauptlastzeiten ebenfalls im 15 Minuten-Takt zwischen Coschütz und Leuben als Linie E12, durchgehender Nachtverkehr ungefähr alle 60 Minuten)                                                                                        |
| 13    | Prohlis, Dohnaer Straße/Langer Weg – Otto Grotewohl Platz – Straßenbahnhof Reick – Lohrmannstraße – H. Bürkner Straße – Wasaplatz – Parkstraße – Sachsenallee – Bautzner-/Rothenburger Straße – Platz der Thälmannpioniere – Bischofsweg – Liststraße – Mickten, Straßenbahnhof – Übigau, Overbeckstraße (ganztägiger 15-Minuten-Takt, durchgehender Nachtverkehr ungefähr alle 60 Minuten, nur zwischen Parkstraße und Übigau als Kombilinie 13/26 weiter nach Zschertnitz) |
| 14    | Kleinzschachwitz – Altleuben – Abzweig nach Reick – Bodenbacher-/Rennplatzstraße – Zwinglistraße – Comeniusplatz – Fucikplatz – Pirnaischer Platz – Postplatz – Bahnhof Mitte – Friedrichstadt, Waltherstraße – Cotta, Cossebauder Straße – Leutewitz, Herweghstraße (ganztägiger 15-Minuten-Takt, kein durchgehender Nachtverkehr; verkehrt nur von 4 bis 20 Uhr) |
| 15    | Friedrichstadt, Vorwerkstraße – Bahnhof Mitte – Ammon-/Freiberger Straße – Hauptbahnhof – Parkstraße – Fucikplatz – Fetscherplatz (ganztägiger 15-Minuten-Takt, kein durchgehender Nachtverkehr; verkehrt nur von 4 bis 19 Uhr) |
| 16    | Zschertnitz, Münzmeisterstraße – Ernst Thälmann Platz – Parkstraße – Sachsenallee – Bautzner-/Rothenburger Straße – Platz der Thälmannpioniere – Bischofsweg – Liststraße – Mickten, Straßenbahnhof – Am Trachauer Bahnhof – Radebeul, Forststraße – Radebeul Ost, Schillerstraße (15-Minuten-Takt in Hauptlastzeiten, verkehrt nur von 5 bis 8 Uhr und von 15 bis 18 Uhr) |
| 17    | Prohlis, Dohnaer Straße/Langer Weg – Otto Grotewohl Platz – Straßenbahnhof Reick – Abzweig nach Reick – Bodenbacher-/Rennplatzstraße – Zwinglistraße – Comeniusplatz – Fucikplatz – Pirnaischer Platz – Postplatz – Bahnhof Mitte – Friedrichstadt, Fröbelstraße – Pennricher-/Rudolf-Renner-Straße – Hebbelplatz – Gorbitz, Platz der Bauarbeiter – Wölfnitz, Kesselsdorfer-/J. Vahlteich Straße (ganztägiger 15-Minuten-Takt, kein durchgehender Nachtverkehr; verkehrt nur von 4 bis 23 Uhr) |
| 18    | Bahnhof Mitte – Postplatz – Pirnaischer Platz – Fucikplatz – Fetscherplatz – Blasewitzer-/Fetscherstraße – Schillerplatz – Tolkewitz, Straßenbahnhof (ganztägiger 15-Minuten-Takt, kein durchgehender Nachtverkehr; verkehrt nur von 4 bis 19 Uhr) |
| 26    | Zschertnitz, Münzmeisterstraße – Ernst Thälmann Platz – Parkstraße – Hauptbahnhof – Ammon-/Freiberger Straße – Bahnhof Mitte – Anton/Leipziger Straße – Bahnhof Neustadt – Platz der Einheit – Bautzner-/Rothenburger Straße – Sachsenallee – Blasewitzer-/Fetscherstraße – Johannstadt (ganztägiger 15-Minuten-Takt, durchgehender Nachtverkehr ungefähr alle 60 Minuten, nur zwischen Zschertnitz und Parkstraße als Kombilinie 13/26 weiter nach Übigau) |

#### Liniennetz seit 1990
Seit 1990 wurde das Straßenbahnnetz mehrfach umfassend umgestellt. Dabei wurde vor allem die Zahl der Linien reduziert, aber auch einzelne Streckenabschnitte stillgelegt, dies sind:
- Meißner Landstraße – Cossebaude (seit 1990 ersetzt durch Buslinie 94, später 75, heute 68)
- Tharandter Straße – Altplauen – Reckestraße – Plauenscher Ring (seit 1998 ersetzt durch Buslinie 63, sowie Neubautrasse auf anderer Relation [Nöthnitzer Straße – Westendring])
- nördliche Fetscherstraße – Pfotenhauerstraße (seit 2000, die Gleise wurden beim Ausbau des Zubringers der Waldschlößchenbrücke entfernt).

Die erste größere Investition der Nach-Wende-Zeit war in den 1990er Jahren die exemplarische Modernisierung der Pilotlinie 2; ausgewählt für diesen Zweck als eine der Linien mit relativ großem Anteil an separatem Gleiskörper, vor allem weil sie die beiden großen Netzerweiterungen aus sozialistischer Zeit in Prohlis (1981) und Gorbitz (1986) befährt.
Im Zuge der Planung der Waldschlößchenbrücke war eine Neubautrasse von der Fetscherstraße über die Stauffenbergallee zur Königsbrücker Straße vorgesehen. Sie wurde jedoch – nach zwischenzeitlicher Umwandlung in eine „Straßenbahnoption“ – schließlich ganz aus dem Projekt „Verkehrszug Waldschlößchenbrücke“ gestrichen. Dies geschah, obwohl die Verkehrsbetriebe den Nachweis des volkswirtschaftlichen Nutzens einer solchen Trasse erbracht hatten, denn es entsprach der damaligen verkehrspolitischen Schwerpunktsetzung (Bevorzugung des MIV), siehe Dresdner Brückenstreit – Abschnitt „Straßenbahn“.

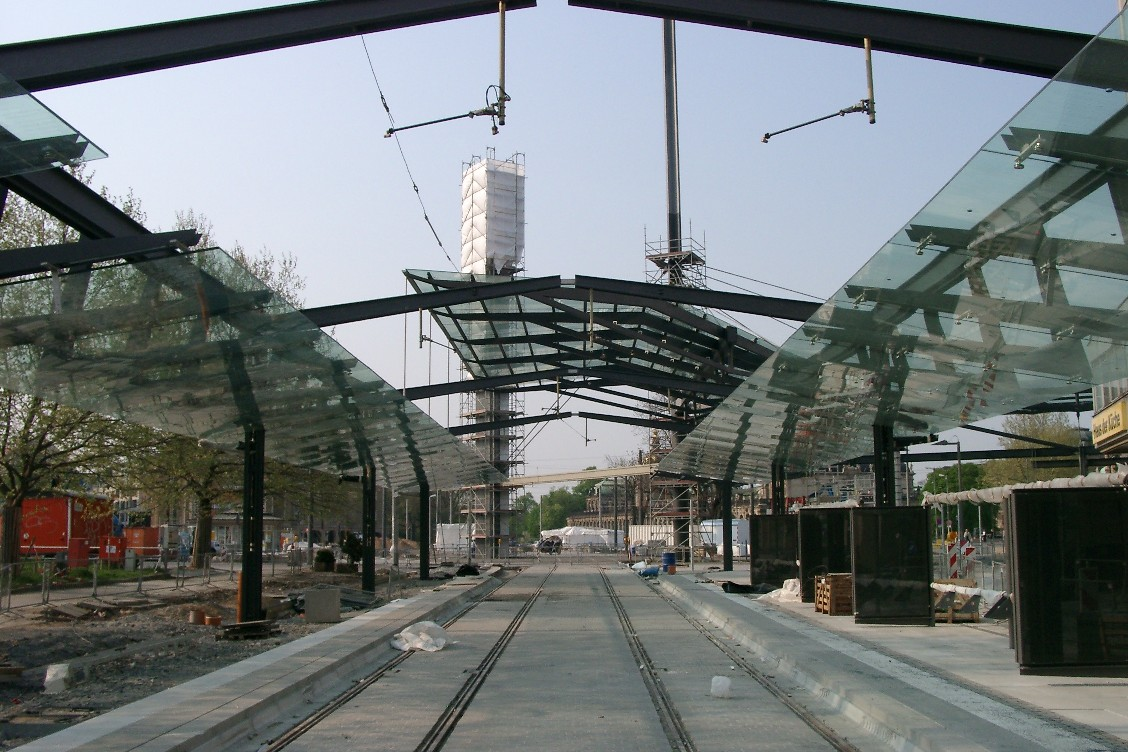
Bauarbeiten am Postplatz, Mai 2006

1999 wurde die Neubaustrecke nach Coschütz zwischen Nöthnitzer Straße und Westendring als Ersatz für die stillgelegte Strecke über Altplauen fertiggestellt. Durch das Elbhochwasser 2002 musste die Strecke über die Kaditzer Flutrinne nach Übigau aufgegeben und durch die Buslinie 79 ersetzt werden. 2004 wurde als Ersatz die Strecke ab Sternstraße über Elbepark nach Kaditz (Riegelplatz) gebaut. Eine weitere große Baumaßnahme war der Ende 2006 abgeschlossene umfassende Umbau des Postplatzes mit Reduzierung von 8 auf 4 Bahnsteige. Die vorher geradlinig über die Schweriner Straße geführten Linien 1 und 2 werden seitdem zunächst mit der Linie 12 auf der Freiberger Straße geführt.
Nachdem in den 1990er Jahren die vorher eingleisigen Strecken zu den Endpunkten Kleinzschachwitz und Niedersedlitz zweigleisig ausgebaut wurden, geschah dies 2006 auch auf der Leubener Straße zwischen Leuben und Laubegast. Durch eine neue Abbiegemöglichkeit am Leubener Friedhof kann seither auch Laubegast direkt vom Betriebshof Reick aus erreicht werden. Diese neue Fahrtroute für aus- und einrückende Fahrzeuge wurde wegen der Ausgliederung des Betriebshofs Tolkewitz erforderlich.
Im Februar 2007 konnte nach vier Jahren wieder die Strecke der Linie 6 vom Bahnhof Dresden Mitte zur Haltestelle Tharandter Straße auf der Kesselsdorfer Straße freigegeben werden. Dort musste eine Brücke über den Fluss Weißeritz nach dem Hochwasser 2002 neu errichtet werden. Am 29. November 2008 wurde die Neubaustrecke vom Betriebshof Gorbitz über Gompitz nach Pennrich in Betrieb genommen, was die bedeutendste Netzerweiterung seit mehr als 20 Jahren (damals Erschließung der Neubaugebiete Prohlis und Gorbitz) darstellte. Am 29. Mai 2011 wurde zudem die 1,3 km messende Verlängerung der Linie 10 von der Haltestelle Vorwerkstraße zur neuen Endhaltestelle Messe Dresden in Betrieb genommen. Die Strecke führt dabei mit einer neu errichteten Brücke parallel zur Schlachthofbrücke über die linkselbische Ostra-Flutrinne, nachdem Überlegungen zur ebenerdigen Durchfahrung und induktiver Energiezuführung mittels des Systems Primove von Bombardier Transportation verworfen wurden. Baubeginn war im Juli 2010, wobei es sich um das erste realisierte „Priorität-A“-Projekt der 2010 durch den Stadtrat beschlossenen Liste handelt.

#### Linienübersicht des Jahres 1991
| Linie | Endpunkt                              | Bemerkungen      |
| ----- | ------------------------------------- | ---------------- |
| 1     | Leutewitz – Tolkewitz                 |                  |
| 2     | Gorbitz – Laubegast                   |                  |
| 3     | Wilder Mann – Südvorstadt             |                  |
| 4     | Weinböhla – Johannstadt               |                  |
| 5     | Radebeul West – Plauen                |                  |
| 6     | Wilder Mann – Bf. Niedersedlitz       |                  |
| 7     | Weixdorf – Wölfnitz                   |                  |
| 8     | Hellerau – Leutewitz                  |                  |
| 9     | Friedrichstadt – Kleinzschachwitz     |                  |
| 10    | Gorbitz – Laubegast                   |                  |
| 11    | Plauen – Bühlau                       |                  |
| 12    | Bf. Niedersedlitz – Coschütz          |                  |
| 13    | Übigau – Prohlis                      |                  |
| 14    | Kleinzschachwitz – Strbf. Waltherstr. |                  |
| 15    | Übigau – Zschertnitz                  |                  |
| 16    | Mickten – Zschertnitz                 |                  |
| 17    | Wölfnitz – Prohlis                    |                  |
| 26    | Johannstadt – Fetscherplatz           | offene Ringlinie |

#### Linienübersicht des Jahres 1994
Übersicht der Standard-Straßenbahnlinien im Jahr 1994.
| Linien-Nr. | Anfangsstation   | Endstation       | Bemerkung                       |
| ---------- | ---------------- | ---------------- | ------------------------------- |
| 1          | Leutewitz        | Tolkewitz        |                                 |
| 2          | Prohlis          | Gorbitz          |                                 |
| 3          | Wilder Mann      | Plauen           |                                 |
| 4          | Laubegast        | Übigau           |                                 |
| 5          | Südvorstadt      | Weinböhla        |                                 |
| 6          | Wilder Mann      | Niedersedlitz    |                                 |
| 7          | Wölfnitz         | Weixdorf         |                                 |
| 8          | Hellerau         | Leutewitz        |                                 |
| 9          | Friedrichstadt   | Kleinzschachwitz |                                 |
| 10         | Gorbitz          | Laubegast        |                                 |
| 11         | Bühlau           | Plauen           |                                 |
| 12         | Coschütz         | Niedersedlitz    |                                 |
| 13         | Mickten          | Prohlis          |                                 |
| 14         | Kleinzschachwitz | Wölfnitz         |                                 |
| 26         | Johannstadt      | Johannstadt      | Ringlinie über Bahnhof Neustadt |

#### Linienübersicht des Jahres 1999
Übersicht der Standard-Straßenbahnlinien im Jahr 1999.
| Linien-Nr. | Anfangsstation   | Endstation     | Bemerkung |
| ---------- | ---------------- | -------------- | --------- |
| 1          | Leutewitz        | Tolkewitz      |           |
| 2          | Gorbitz          | Prohlis        |           |
| 3          | Wilder Mann      | Coschütz       |           |
| 4          | Laubegast        | Weinböhla      |           |
| 5          | Südvorstadt      | Übigau         |           |
| 6          | Bahnhof Neustadt | Niedersedlitz  |           |
| 7          | Weixdorf         | Gorbitz        |           |
| 8          | Hellerau         | Bahnhof Mitte  |           |
| 9          | Kleinzschachwitz | Friedrichstadt |           |
| 10         | Gorbitz          | Laubegast      |           |
| 11         | Bühlau           | Zschertnitz    |           |
| 13         | Mickten          | Prohlis        |           |
| 14         | Kleinzschachwitz | Leutewitz      |           |
| 26         | Bahnhof Neustadt | Johannstadt    |           |

#### Linienübersicht des Jahres 2000
Übersicht der Standard-Straßenbahnlinien im Jahr 2000. In diesem fanden die letzten grundlegenden Reformen, auf denen auch das heutige Netz basiert, statt.
| Linien-Nr. | Anfangsstation   | Endstation       | Bemerkung         |
| ---------- | ---------------- | ---------------- | ----------------- |
| 1          | Leutewitz        | Kleinzschachwitz |                   |
| 2          | Gorbitz          | Prohlis          |                   |
| 3          | Wilder Mann      | Coschütz         |                   |
| 4          | Weinböhla        | Laubegast        |                   |
| 6          | Gorbitz          | Niedersedlitz    |                   |
| 7          | Gorbitz          | Weixdorf         |                   |
| 8          | Hellerau         | Südvorstadt      |                   |
| 9          | Bahnhof Neustadt | Prohlis          | über Carolabrücke |
| 10         | Friedrichstadt   | Striesen         |                   |
| 11         | Zschertnitz      | Bühlau           |                   |
| 12         | Leutewitz        | Striesen         |                   |
| 13         | Übigau           | Prohlis          |                   |

## Liniennetz
Aktuell werden zwölf Straßenbahnlinien auf einem 213 Kilometer langen Liniennetz betrieben, das Streckennetz hat eine Länge von 134,3 Kilometer, davon sind 11,7 Kilometer eingleisig.
Obwohl das Straßenbahnnetz dezentral aufgebaut ist, lässt sich der Postplatz, an dem mehr als die Hälfte aller Linien verkehren, als wichtigster Umsteigepunkt bezeichnen. Weitere bedeutende Umsteigehaltestellen befinden sich am Hauptbahnhof/Wiener Platz, Hauptbahnhof/Unter den Brücken, Hauptbahnhof Nord, am Pirnaischen Platz, am Bahnhof Mitte, am Straßburger Platz (Gläserne Manufaktur) und am Albertplatz. Insgesamt queren zwei Drittel der Linien die Elbe über eine der drei (bis zum Teil-Einsturz der Carolabrücke vier) innerstädtischen Brücken, die Linie 6 als einzige zweimal (Marien- und Albertbrücke). Der Großteil der Verkehrsachsen, die parallel zur Elbe verlaufen, liegt südlich der Elbe.
Der Straßenring um die Innenstadt, der traditionell sogenannte 26er Ring, ist nach dem Streckenverlauf der eingestellten Ring-Straßenbahnlinie 26 benannt. Jede Straßenbahnlinie in der Stadt führt über Teile des Rings oder kreuzt diesen. Alle wichtigen Bahnhöfe der Stadt und zahlreiche weitere zentrale Umsteigehaltestellen befinden sich an diesem Ring.
Eine Besonderheit stellt die Straßenbahnlinie 4 dar, die außerhalb Dresdens noch durch die Großen Kreisstädte Radebeul und Coswig führt und in Weinböhla endet. Mit einer Länge von rund 29 Kilometern ist sie die mit Abstand längste Linie des Straßenbahnnetzes. Ihr Lauf durch Dresden – vor allem durch den Stadtteil Laubegast und durch die Innere Altstadt vorbei am Theaterplatz – sowie durch das Weinanbaugebiet in Radebeul macht die Linie touristisch interessant. Die DVB vermarktet sie daher als „KulTourlinie“. Ebenfalls den Charakter von Überlandstraßenbahnen tragen die Strecken der Linie 7 nach Weixdorf und der Linie 8 nach Hellerau. Linien, die nur vorübergehend eingerichtet werden (etwa aufgrund von Baumaßnahmen), erhalten traditionell Nummern im 40er-Bereich.
Nach dem Teil-Einsturz der Carolabrücke entschieden sich die DVB für die Linien 3, 7 und 8 neue Standardlinienwege festzulegen. Zuvor fuhren die Linien 3 und 7 über den Pirnaischen Platz und die Linie 8 über die Prager Straße und den Postplatz. Um die stark frequentierte Augustusbrücke zu entlasten, führte man die weniger stark frequentierte Linie 8 über den Stadtring.
Am 11. August 2025 wurden die östlichen Endpunkte der Linien 4 und 9 getauscht. Die Linie 4 verkehrt seitdem von Prohlis nach Weinböhla, die Linie 9 von Laubegast nach Kaditz.
Die nachfolgende Tabelle beinhaltet die aktuelle Linienübersicht ohne Baumaßnahmen. (Stand: 11. August 2025)
| Linie             | Strecke (mit wichtigen Haltestellen) | Länge   | Fahrzeit | Anzahl der Haltestellen                                   | Besonderheiten | Fahrzeugeinsatz                       | Fahrgastzahlen * |
| ----------------- | --- | ------- | -------- | --------------------------------------------------------- | --- | ------------------------------------- | ---------------- |
| 1                 | Prohlis, Gleisschleife – Dobritz – Gruna – Pirnaischer Platz – Postplatz – Bahnhof Mitte – Friedrichstadt – Leutewitz                                              | 15,2 km | 47 min   | 33                                                        | im Spät- und Wochenendfrühverkehr nur bis Bf. Mitte | NGT6DD, (NGT D8DD)                    | 24.200           |
| 2                 | Kleinzschachwitz, Freystraße – Leuben – Gruna – Pirnaischer Platz – Postplatz – Bahnhof Mitte – Cotta – Gorbitz, Betriebshof                                       | 18,1 km | 54 min   | 38                                                        | | NGT DXDD, NGT8DD, (NGT D12DD)         | 36.400           |
| 3                 | Coschütz – Plauen – Hauptbahnhof – Postplatz – Albertplatz – Bahnhof Neustadt – Wilder Mann                                                                        | 12,8 km | 42 min   | 28                                                        | | NGT DXDD, NGT D12DD                   | 38.300           |
| 4                 | Prohlis, Gleisschleife – Reick – Strehlen – Hauptbahnhof – Prager Straße – Postplatz – Mickten – Radebeul Ost – Radebeul West, Flemmingstraße – Coswig – Weinböhla | 30,3 km | 84 min   | Richtung Prohlis: 63, Richtung Weinböhla: 62              | im Nachtverkehr nur Postplatz (landwärts) / Mickten (stadtwärts) – Weinböhla; ab Mickten weiter als Li. 9 bis Laubegast; Fahrten nach Radebeul West verkehren nur bis Radebeul Ost | NGT D8DD, NGT6DD, (NGT D12DD)         | ?                |
| 6                 | Niedersedlitz, S-Bahnhof – Leuben – Laubegast – Tolkewitz – Schillerplatz – Sachsenallee – Bahnhof Neustadt – Bahnhof Mitte – Löbtau – Wölfnitz                    | 19,1 km | 62 min   | Richtung Wölfnitz: 44, Richtung Niedersedlitz: 43         | im Nachtverkehr nur Niedersedlitz – Löbtau; weiter als Li. 12 bis Leutewitz | NGT8DD, NGT6DD, (NGT D12DD, NGT D8DD) | (34.100) *       |
| 7                 | Weixdorf – Klotzsche – Albertplatz – Postplatz – Hauptbahnhof – Löbtau – Wölfnitz – Gorbitz, Betriebshof – Pennrich                                                | 23,9 km | 67 min   | 45                                                        | | NGT D12DD, (NGT8DD)                   | 55.600           |
| 8                 | Hellerau, Kiefernweg – Infineon Süd – Albertplatz – Sachsenallee – Straßburger Platz – Hauptbahnhof – Südvorstadt                                                  | 14,0 km | 41 min   | 28                                                        | an Sonntagen bis 12 Uhr nur zwischen Hellerau und Infineon Süd | NGT D8DD, (NGT6DD)                    | 21.200           |
| 9                 | Laubegast, Kronstädter Platz – Tolkewitz – Striesen – Pirnaischer Platz – Postplatz – Mickten – Kaditz, Riegelplatz                                                | 15,3 km | 47 min   | 37                                                        | im Nachtverkehr nur Laubegast – Postplatz (landwärts) / Mickten (stadtwärts); ab Postplatz weiter als Li. 4 bis Weinböhla                                                          | NGT DXDD, NGT D12DD, (NGT8DD, NGT6DD) | ?                |
| 10                | Messe, Gleisschleife – Friedrichstadt – Hauptbahnhof – Straßburger Platz – Pohlandplatz – Striesen, Ludwig-Hartmann-Straße                                         | 11,2 km | 35 min   | 24                                                        | | NGT6DD, NGT D12DD, NGT D8DD, (NGT8DD) | 24.700           |
| 11                | Bühlau, Ullersdorfer Platz – Weißer Hirsch – Albertplatz – Bahnhof Neustadt – Prager Straße – Hauptbahnhof – Lennéplatz – Zschertnitz, Münzmeisterstraße           | 15,8 km | 46 min   | 30                                                        | | NGT D12DD, (NGT8DD)                   | 43.300           |
| 12                | Leutewitz – Löbtau – Prager Straße – Fetscherplatz – Schillerplatz – Striesen, Ludwig-Hartmann-Straße                                                              | 14,5 km | 50 min   | 32                                                        | im Nachtverkehr nur Leutewitz – Löbtau; weiter als Li. 6 | NGT6DD, NGT D12DD, NGT D8DD, (NGT8DD) | (30.000) ***     |
| 13                | Prohlis, Gleisschleife – Reick – Strehlen – Straßburger Platz – Neustadt – Mickten – Kaditz, Riegelplatz                                                           | 17,3 km | 57 min   | 43                                                        | | NGT D8DD, NGT6DD, (NGT D12DD)         | 29.100           |
| 20 (Bedarfslinie) | Messe, Gleisschleife – Postplatz | 3,7 km  | 13 min   | Richtung Postplatz: 10, Richtung Messe, Gleisschleife: 15 | | NGT D12DD, NGT8DD                     | unterschiedlich  |

In den 1990er Jahren wurde die Liniennummer 51 für den „Citysprinter“, eine Straßenbahnschnelllinie von Bühlau nach Gorbitz verwendet. Dienstfahrten und Sonderfahrten kennzeichnet die DVB mit der Liniennummer 59. Dies entspricht der Tradition der Verkehrsbetriebe aus den 1960er Jahren, damals wurden in der Berufsverkehrszeit bedarfsdeckende Zusatzlinien mit Nummern von 51 bis 59 eingeführt. Damit wurde den „Werktätigen“ ein ergänzendes System angeboten, so dass auf ausgelasteten Strecken auf dem Weg zur Arbeit kein Umsteigen nötig war. Als Linie 20 verkehrt zu bestimmten Veranstaltungen eine Straßenbahnlinie als Zubringer vom Stadtzentrum zur Messe Dresden.

### Taktung
Der Grundtakt beträgt 10 Minuten von Montag bis Freitag und 15 Minuten an Samstagen sowie Sonn- und Feiertagen. Darüber hinaus wird auf den Linien 3, 4, 7, 9 und 11 an Samstagen wegen der höheren Nachfrage im Vergleich zu anderen Linien ein 10-Minuten-Takt angeboten. In den Ferien (außer Sommerferien) wird größtenteils weiterhin der normale Takt beibehalten. Seit April 2025 gibt es auch für die Oster-, Herbst- und Winterferien einen Ferienfahrplan. Der Takt wird hier jedoch nur auf wenigen Linien ausgedünnt. Diese Linien verkehren dann von Montag bis Freitag mit einer Taktfrequenz von 15 min. In den Sommerferien gilt diese Taktfrequenz für alle Linien. Lediglich die Linien 3, 4, 7, 9 und 11 verkehren aufgrund der höheren Nachfrage von Montag bis Samstag ab 9 Uhr im 10-Minuten-Takt.
| Linie *           | Takt                                       | Takt                                       | Takt                                             | Betriebszeiten                              |
| Linie *           | montags bis freitags                       | samstags                                   | sonntags                                         | Betriebszeiten                              |
| ----------------- | ------------------------------------------ | ------------------------------------------ | ------------------------------------------------ | ------------------------------------------- |
| 1                 | 10 min                                     | 15 min                                     | 15 min (8–13 Uhr: 30 min)                        | 5–1 Uhr                                     |
| 2                 | 10 min                                     | 15 min                                     | 15 min                                           | 0–24 Uhr                                    |
| 3                 | 10 min                                     | 10 min                                     | 15 min                                           | 0–24 Uhr                                    |
| 4                 | 10 min (Radebeul West – Weinböhla: 30 min) | 10 min (Radebeul West – Weinböhla: 30 min) | 15 min (Radebeul West – Weinböhla: 30 min)       | 0–24 Uhr                                    |
| 6                 | 10 min                                     | 15 min                                     | 15 min (8–13 Uhr: Bf. Neustadt–Wölfnitz: 30 min) | 0–24 Uhr                                    |
| 7                 | 10 min (Gorbitz – Pennrich: 20 min)        | 10 min (Gorbitz – Pennrich: 20 min)        | 15 min (Gorbitz – Pennrich: 30 min)              | 0–24 Uhr                                    |
| 8                 | 10 min                                     | 15 min                                     | 15 min (8–13 Uhr: 30 min)                        | 5–1 Uhr                                     |
| 9                 | 10 min                                     | 10 min                                     | 15 min (9- 12 Uhr : 30 min)                      | 5–22 Uhr                                    |
| 10                | 10 min                                     | 15 min                                     | 15 min                                           | 5–23 Uhr                                    |
| 11                | 10 min                                     | 10 min                                     | 15 min                                           | 0–24 Uhr                                    |
| 12                | 10 min                                     | 15 min                                     | 15 min                                           | 0–24 Uhr                                    |
| 13                | 10 min                                     | 15 min                                     | 15 min                                           | 0–24 Uhr                                    |
| 20 (Bedarfslinie) | einzelne Fahrten                           | einzelne Fahrten                           | einzelne Fahrten                                 | nur zu Veranstaltungen in der Messe Dresden |

Langfristig ist die Verdichtung der Linien 3, 6, 7, 11 und 13 auf einen 7/8-Minuten-Takt geplant, und an Samstagen eine Verdichtung aller Straßenbahnlinien auf einen 10-Minuten-Takt.

### Nachtverkehr

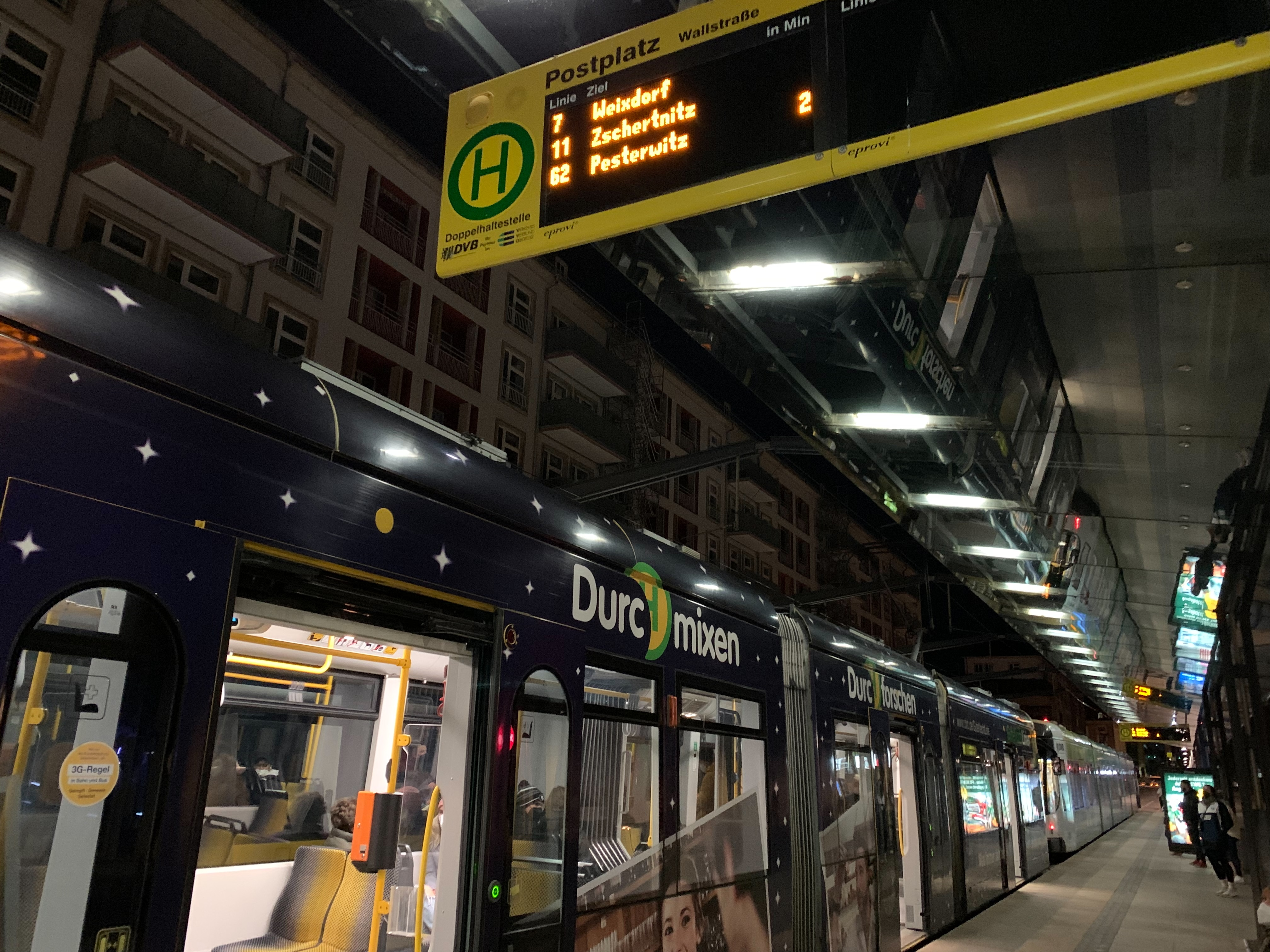
Postplatztreffen

Die meisten Straßenbahnlinien verkehren die gesamte Nacht hindurch auf zumindest einem Teil ihrer gewöhnlichen Linienführung. Dabei fahren sie im Allgemeinen bis circa 22:45 Uhr alle 15 Minuten, bis gegen 0:45 Uhr in einem 30-Minuten-Takt, danach alle 60 Minuten. Seit 2018 wird am Wochenende und vor Feiertagen durchgehend im 30-Minuten-Takt gefahren. In der Nacht besteht am Postplatz eine Umsteigemöglichkeit zwischen fast allen Linien (Postplatztreffen) mit garantierten Anschlüssen, an weiteren Umsteigeknoten im Stadtgebiet gibt es ebenso garantierte Anschlüsse zwischen verschiedenen Linien.

### Stadtbahnkonzept

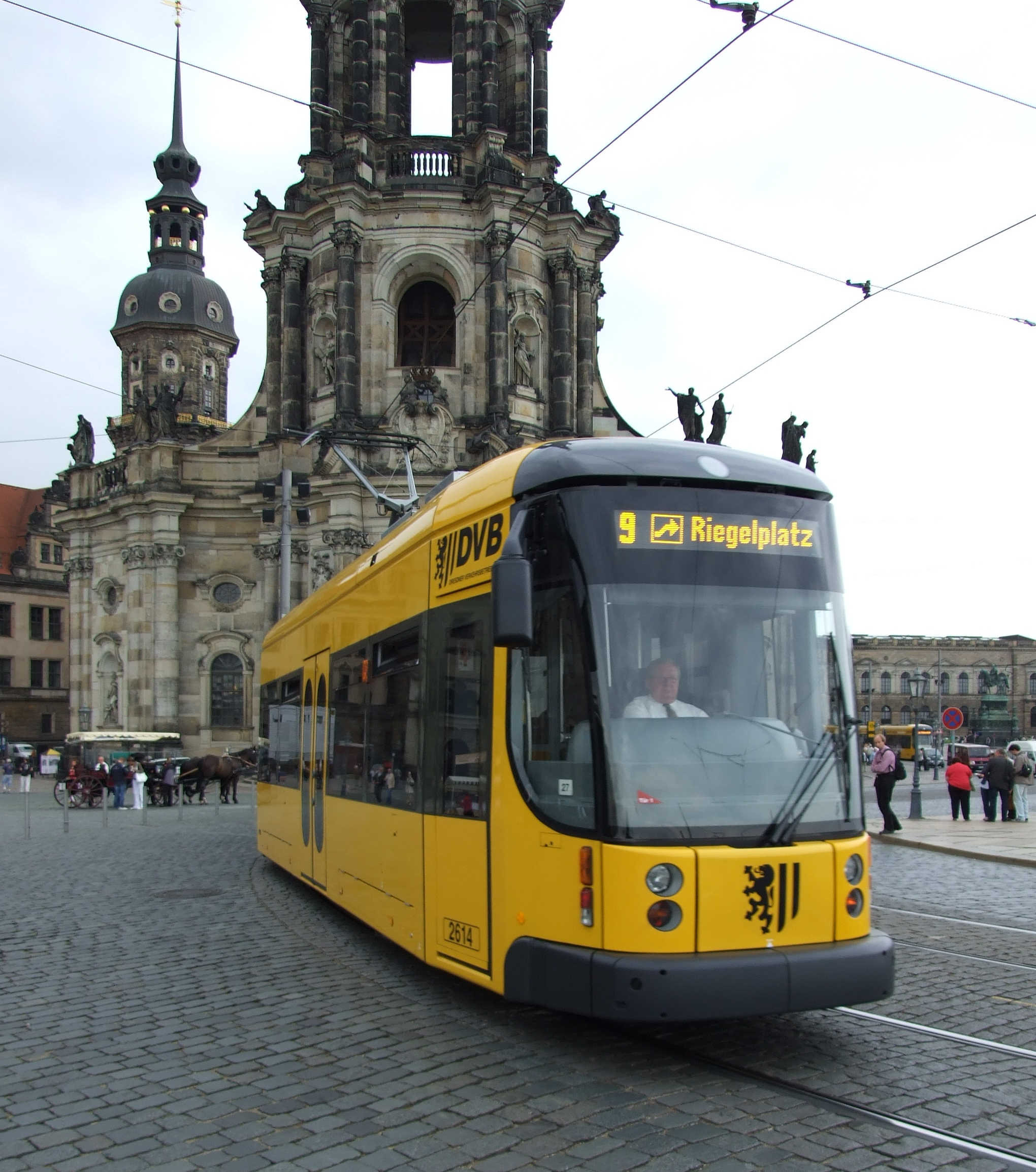
Auffahrt zur Augustusbrücke am Schloßplatz, 2008

Das Stadtbahnkonzept in Dresden unterscheidet sich in einiger Hinsicht von anderen. Es sind in Dresden keine U-Bahn-ähnlichen Strecken geplant. Eine Stadtbahn im engsten Sinn wird es daher wohl nie geben. Im Innenstadtbereich, zum Beispiel auf dem Theaterplatz wird auch weiterhin eine Straßenbahn im klassischen Sinn fahren. Auf Grund der dortigen Sichtbeziehungen konnten Hochflurbahnen sehr schnell ausgeschlossen werden. Über die Modernisierung des Fuhrparks setzen die Verkehrsbetriebe auf Niederflur. Um auch die Haltestellen komfortabler zu gestalten, werden sie dort, wo ein Parkstreifen existiert, bis auf Straßenmitte gezogen. In anderen Fällen wird die Fahrbahn erhöht, um ein ebenes Einsteigen zu ermöglichen. An einigen Stellen werden Haltestellen zusätzlich über Lichtsignalanlagen gesichert. Neben dem Komfort soll dabei vor allem Barrierefreiheit gewährleistet werden.
In der Innenstadt fahren die Bahnen teilweise auf besonderen Bahnkörpern, wie bei der Trasse vom Hauptbahnhof zum Albertplatz und der kreuzenden Haupttrasse vom Straßburger Platz zum Postplatz. Die Carolabrücke ist die einzige Elbbrücke in Dresden mit baulich getrennten Straßenbahngleisen. In den Außenbereichen der Stadt wurden besondere Bahnkörper vor allem in den letzten Jahren errichtet, zum Beispiel der Gleisbogen am südlichen Westendring in Coschütz, in dem auf knapp 1 km Fahrstrecke 50 Höhenmeter überwunden werden. Bei der Anbindung der Großsiedlungen Gorbitz und Prohlis in den 1970er und 1980er Jahren wurden die Trassen von Anfang an mit besonderen Bahnkörpern ausgestattet, ebenso war dies bei der Überlandstraßenbahnstrecke nach Weixdorf, Hellerau und Weinböhla außerhalb der Ortschaften der Fall.

Haltestellenformen
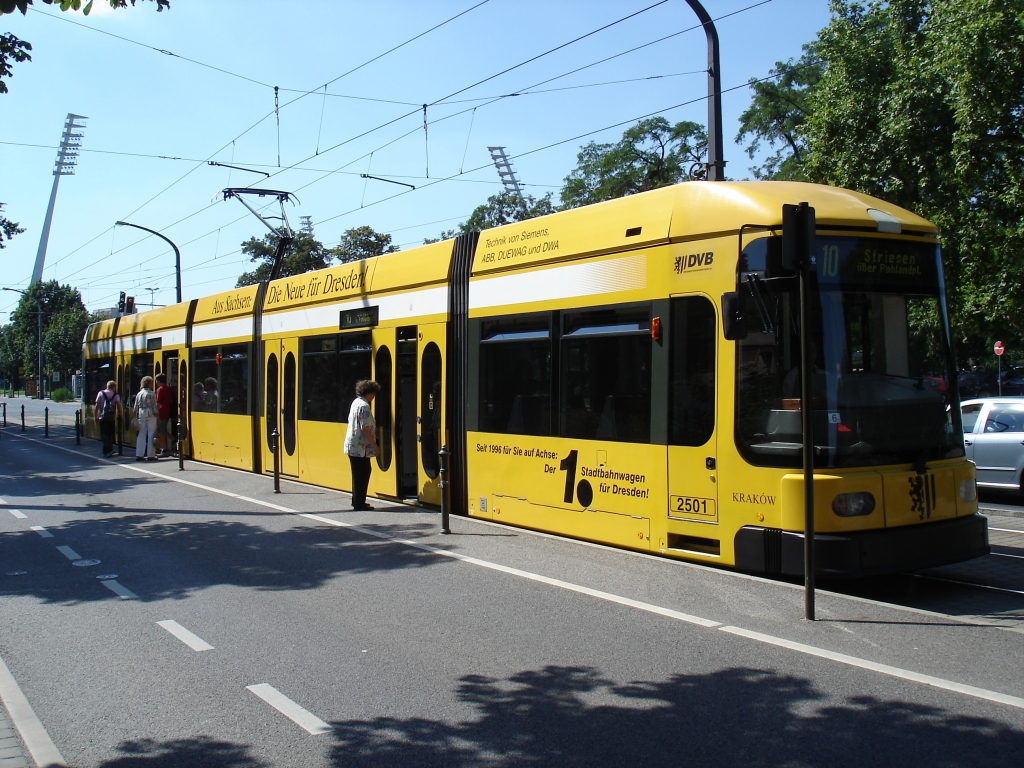
Erhöhung der Straßenfahrbahn zum ebenen Einstieg bei Platzmangel, hier am Großen Garten
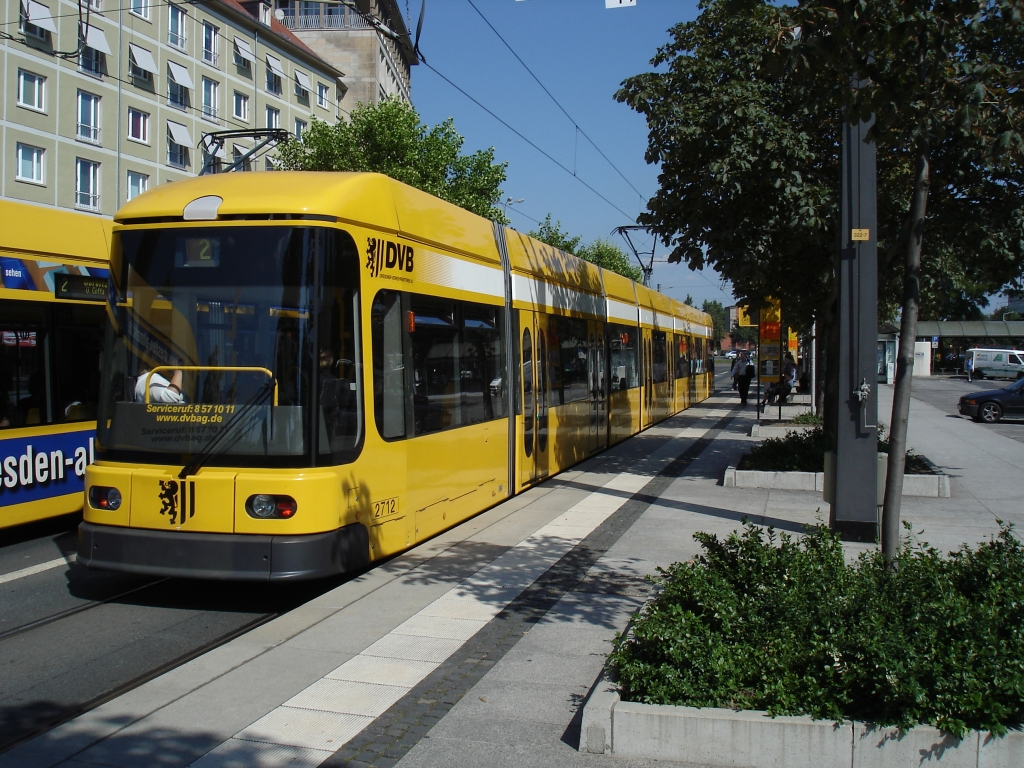
Haltestelle am Straßenbahngleiskörper, hier am Pirnaischen Platz
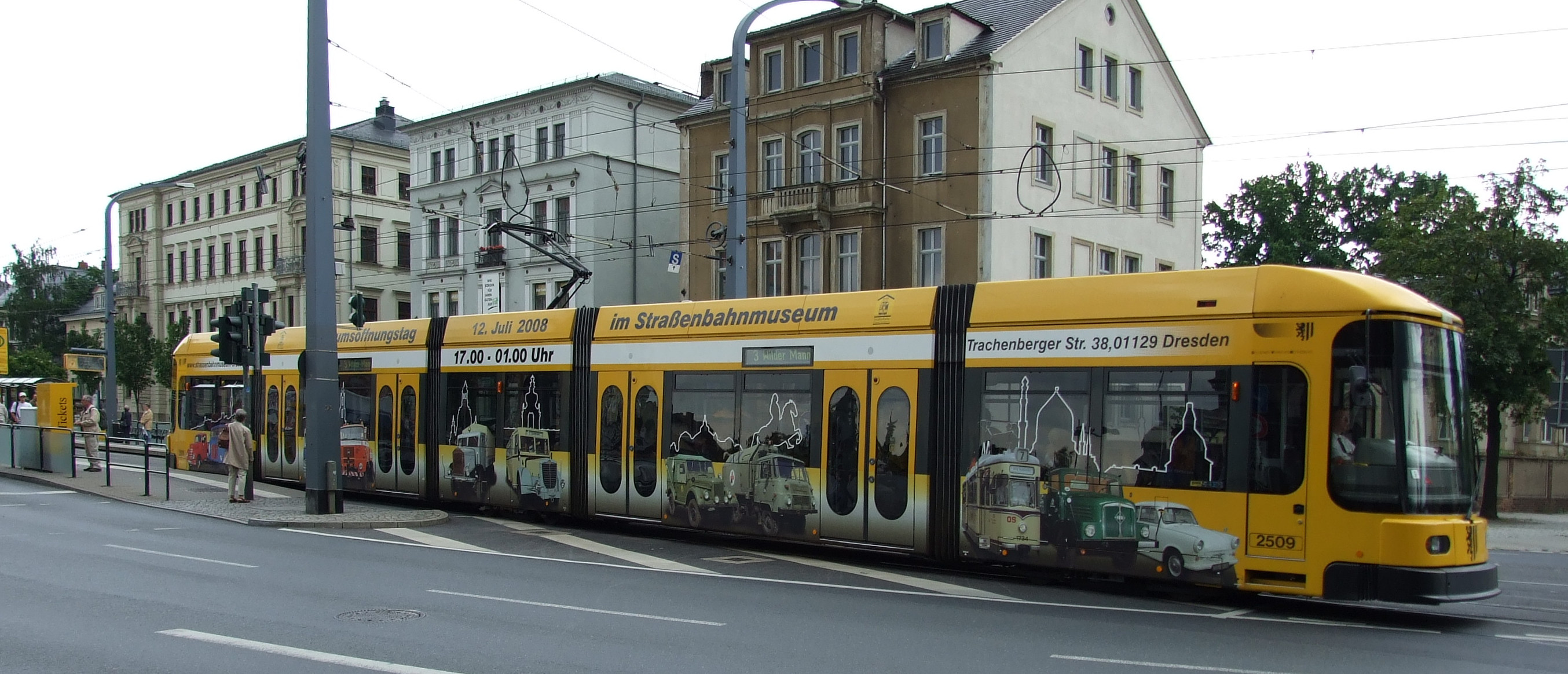
Haltestelle in Insellage in Straßenmitte, hier am Bahnhof Dresden-Neustadt
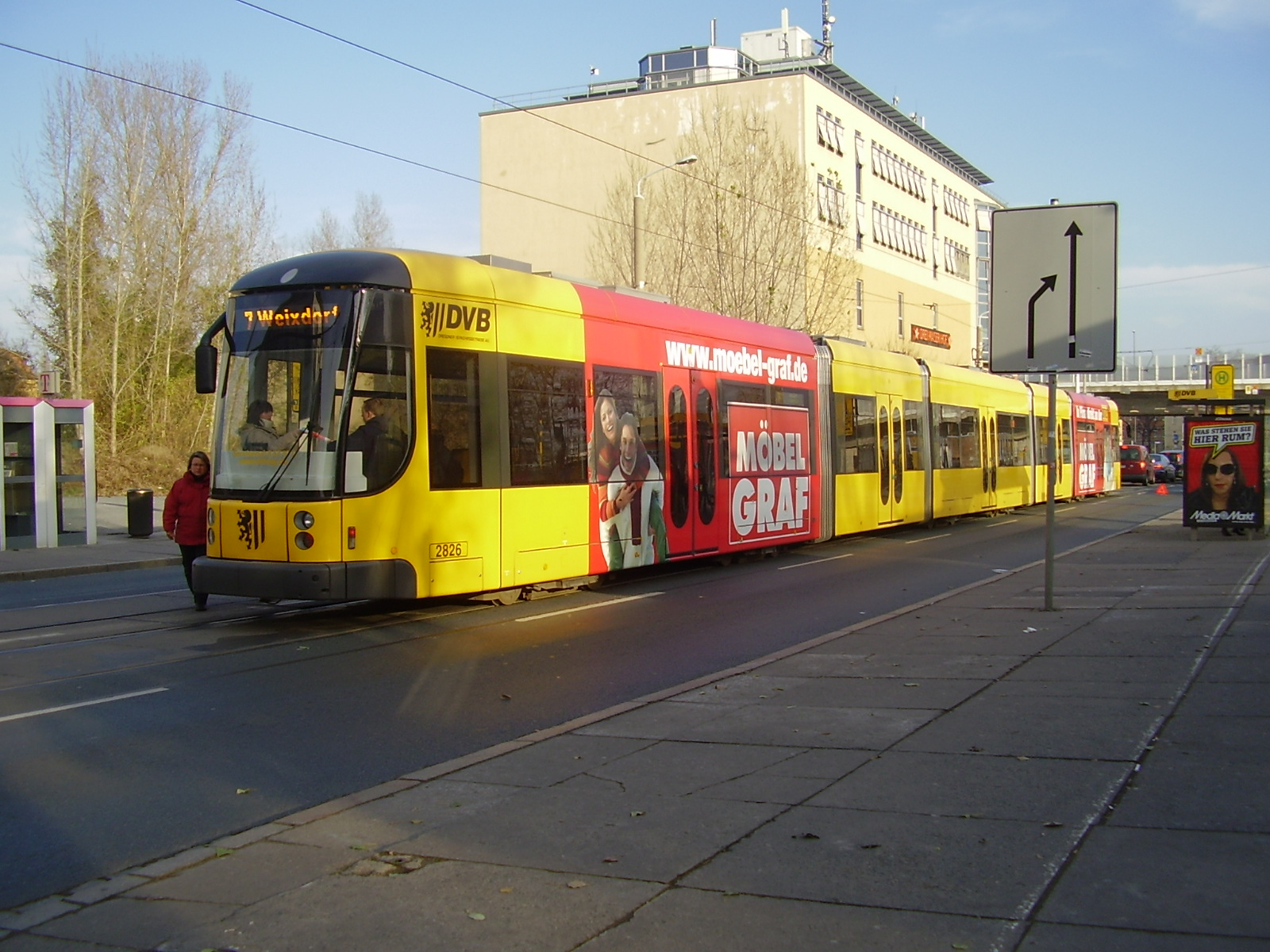
Haltestelle in Straßenmitte, hier in der Kesselsdorfer Straße an der Haltestelle Tharandter Straße (mittlerweile modernisiert)

An einigen Stellen sind die Bahnkörper als Rasengleis gestaltet, um eine Lärmreduzierung und eine Vergrößerung der Regenwassersickerfläche (Flächenentsiegelung) zu erreichen. Dort, wo Straßenbahntrassen entlang von Parks und Alleen geführt werden, hat das Rasengleis auch einen ästhetischen Wert. Neben oder auf stark befahrenen Straßen ist der besondere Bahnkörper teilweise gepflastert, so dass er von Linienbussen und Rettungsfahrzeugen befahren werden kann. An Kreuzungen gibt es für Bahnen und Busse Vorrangschaltungen.

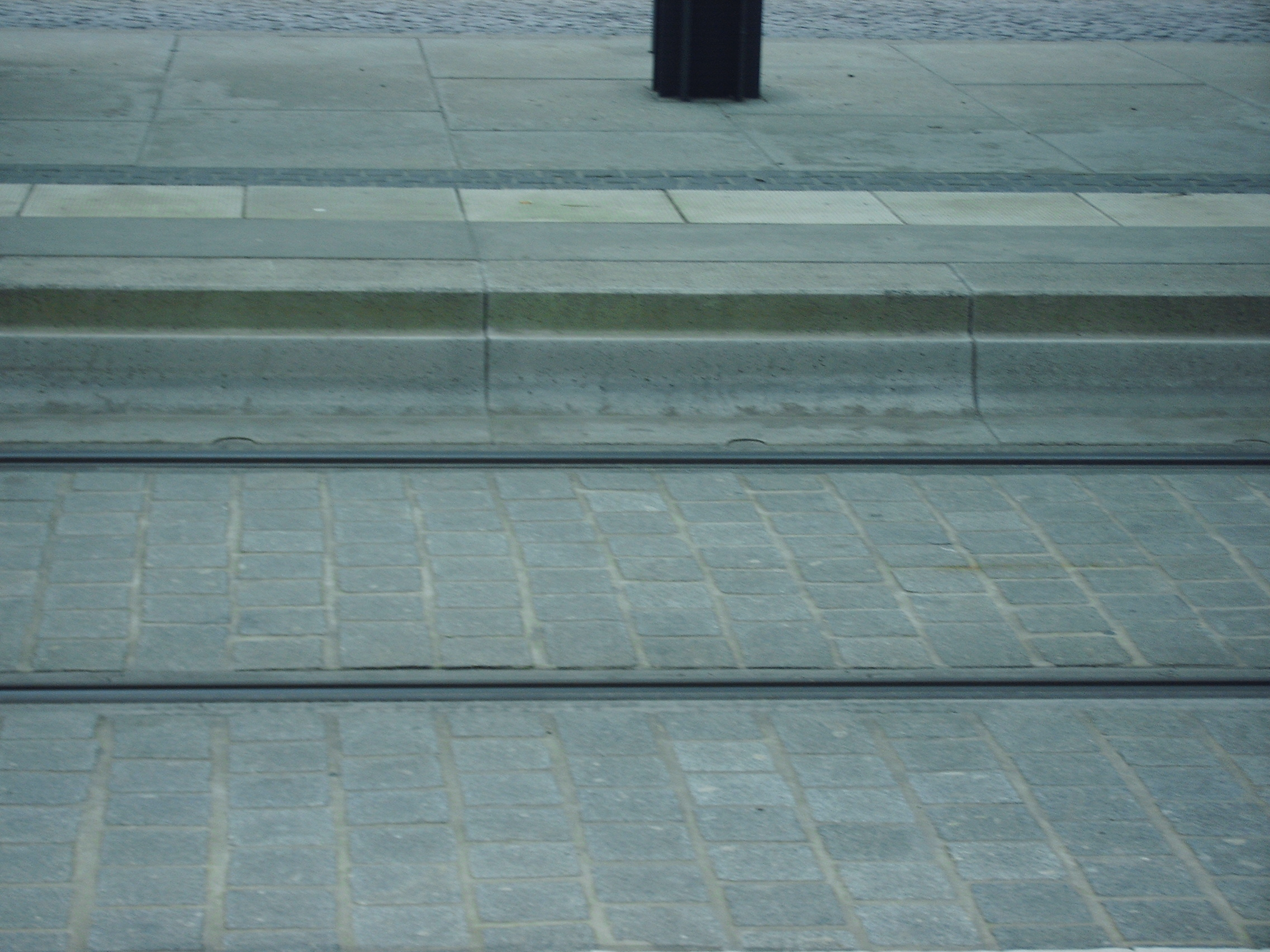
„Combibord“-Bahnsteig

An Haltestellen, wo Bus und Straßenbahn halten, wird angestrebt, dass von beiden Verkehrsmitteln aus ein barrierefreier Umstieg möglich ist. Dazu wurde von den Dresdner Verkehrsbetrieben der „Combibord“ entwickelt und patentiert – ein Bahnsteig, der sowohl von Bussen als auch von Bahnen barrierefrei genutzt werden kann. Der „Combibord“ kann, wie beim Kasseler Sonderbord, auch an andere Niederflurbusse und -bahnen angepasst werden.

## Pläne für Neubaustrecken
Im November 2009 legten die Dresdner Verkehrsbetriebe dem Dresdner Stadtrat Planungen für mehrere neue Straßenbahnstrecken vor. Dieser beschloss in seiner Sitzung am 15. April 2010 eine Projektliste, unterteilt in die Prioritäten A (hochprioritär) bis D (nicht weiterzuverfolgen), die auch in den Verkehrsentwicklungsplan 2025plus einfließen sollten. Die Planungen für Strecken der Prioritätsstufe A wurden seitdem im Gesamtvorhaben Stadtbahn 2020 gebündelt fortgeführt und Anfang März 2011 der Landesdirektion Dresden ein entsprechender Rahmenantrag übermittelt. Die Projekte im Einzelnen sind:
Priorität A (siehe auch Stadtbahn 2020):
- Wiederaufbau der Straßenbahnstrecke von der Johannstadt über Pfotenhauerstraße nach Plauen (3,2 km) als Wiedereinführung der Linie 5 (aktuell Buslinie 62); zeitweise von Förderung zurückgestellt[28]
- Neubau einer Straßenbahnstrecke bis Bühlau, Rossendorfer Straße (aktuell Buslinie 61); zurückgestellt[29]
- Neubau einer Straßenbahnstrecke von Löbtau zur Südvorstadt über die Nossener Brücke (Bedienung durch Umlegung der Linie 7) sowie Weiterführung über den Zelleschen Weg bis zum Wasaplatz (Umlegung der Linie 9) als Entlastung der Buslinie 61[30]

Priorität B:
- Neu- oder Wiederaufbau der Straßenbahnstrecke vom Wasaplatz nach Leubnitz (Buslinie 68)
- Neubau einer Straßenbahnstrecke im Korridor Strehlen – Tiergartenstraße – Gruna – Striesen – Blasewitz (Einführung als Linie 14, aktuell Buslinie 61)

Priorität C:
- Neubaustrecke von der Karl-Marx-Straße bis zum Flughafen (Einführung Linie 17)[25]
- Korridor Tolkewitz – Seidnitz – Reick (ungefährer Verlauf Buslinie 65 zwischen Schillerplatz und Hülßestraße)
- Dohnaer Straße (Buslinie 66)
- Bürgerwiese (Buslinie 68)
- Reisewitzer Straße (ungefähr ehemalige Linie 8, heute Buslinie 63)
- Briesnitz Cossebaude (ehemalige Linie 1, heute Buslinie 68)
- Korridor Wilschdorf/Rähnitz
- Waltherstraße (über Waltherstraßenbrücke)
- Kesselsdorfer Straße (heutige Buslinie 70)
- Begradigung Prohliser Allee (zwischen Albert-Wolf-Platz und Haltepunkt Dobritz)
- Laubegast (Verlängerung Linie 4 auf Teilstrecke Linie 86)
- Ostragehege – Mickten (Weiterführung Linie 10, benötigt Brückenneubau im Ostragehege)
- Kaditz/Serkowitz (Verlängerung Linie 9 im Bereich Buslinie 64)
- Prohlis
- Südhöhe (Teilstrecke Buslinie 63)

ohne Priorität in Abstimmung mit dem Umland:
- Neubau einer Straßenbahnstrecke von Weixdorf nach Ottendorf-Okrilla (5,0 km) bzw. Königsbrück (15,0 km)
- Neubau einer Stadtbahnstrecke von Pennrich in Richtung Kesselsdorf

### Stadtbahn 2020
Im Juli 2011 gab das Sächsische Staatsministerium für Wirtschaft, Arbeit und Verkehr (SMVA) bekannt, die höchstpriorisierte Strecke Johannstadt–Plauen wegen mangelnder Umsetzbarkeit nicht zur Förderung beim Bundesverkehrsministerium (BMVBS) anzumelden. Den daraufhin reduzierten Rahmenantrag übergaben die DVB im September 2011 dem SMWA, welches diesen bis Juli 2012 dem BMVBS zur Förderung nach GVFG weiterleitete. Die Vorplanungen für die folgenden darin enthaltenen Abschnitte sollten teilweise bis Anfang 2014 abgeschlossen sein.

#### Teilprojekt 1.1: Neue ZentralhaltestelleTharandter Straße
Das Teilprojekt 1.1 umfasste den Ausbau eines 300 Meter langen Teilstücks der Kesselsdorfer Straße zwischen Tharandter Straße und Reisewitzer Straße. Im Zuge dessen wurde die neue, barrierefreie Zentralhaltestelle Tharandter Straße angelegt. Der Bau begann im Januar 2019 und war am 29. September 2019 abgeschlossen.

#### Teilprojekt 1.2: Nossener Brücke und Nürnberger Straße
Das Teilprojekt 1.2 umfasst den Neubau einer 1,7 Kilometer langen Straßenbahnstrecke von der Haltestelle Tharandter Straße in Löbtau (Teilprojekt 1.1) zur Südvorstadt über die Nossener Brücke. Die neue Strecke soll nach Fertigstellung durch die Linie 7 bedient werden, die dafür verlegt wird. Der Baubeginn ist (Stand: August 2025) für Sommer 2026 vorgesehen, steht allerdings unter Vorbehalt einer Fördermittelzusage des Freistaats Sachsen.

#### Teilprojekt 1.3: Nürnberger Straße, Zellscher Weg und Caspar-David-Friedrich-Straße
Im Rahmen des Teilprojekts 1.3 soll eine neue, 2,8 Kilometer lange Straßenbahnstrecke vom Nürnberger Platz entlang des Zelleschen Wegs und der Caspar-David-Friedrich-Straße zur Haltestelle Wasaplatz (Teilprojekt 1.4) geführt werden. Bedient werden soll die neue Strecke nach Fertigstellung durch die Linie 4, die dafür verlegt wird. Die Vorplanung für den Streckenabschnitt wurde 2016 durch den Stadtrat bestätigt. 2024 erfolgte eine erneute Befassung des Stadtrats mit den Plänen. Im Rahmen des Beschlusses wurden zusätzliche Untersuchungen gefordert, deren Ergebnisse noch ausstehen (Stand: Juli 2025). Spätestens im März 2026 muss der Antrag zur Planfeststellung des Streckenabschnitts bei der Landesdirektion eingereicht werden, damit die Förderfähigkeit des Gesamtprojekts erhalten bleibt. Der Baubeginn könnte (Stand: August 2025) im Jahr 2029 erfolgen.  

#### Teilprojekt 1.4: Oskarstraße und Tiergartenstraße
Das Teilprojekt 1.4 umfasste die 1,2 Kilometer lange Verlegung der Straßenbahnstrecke zwischen Tiergartenstraße und Wasaplatz (Straßenbahnlinien 4 (früher: 9) und 13) aus der Wasastraße in die Oskarstraße über den Gustav-Adolf-Platz mit Verknüpfung zum S-Bahnhof Strehlen. Das Baurecht wurde im September 2016 erteilt, der Baubeginn war am 1. März 2017, die Eröffnung war für 2018 angestrebt. Am 18. April 2017 wurde jedoch durch das Sächsische Oberverwaltungsgericht ein Baustopp wegen Verfahrensfehlern verhängt. Im August 2017 wurden seitens der Landesdirektion Sachsen weitere Zahlen zur prognostizierten Verkehrsbelastung im Jahr 2030 im Umfeld des S-Bahnhofs Strehlen verlangt, sodass sich die erneute Baugenehmigung weiter verzögerte. Nach einem 14-monatigen Baustopp konnten die Arbeiten wiederaufgenommen werden. Die Inbetriebnahme der Straßenbahnstrecke fand am 5. Juli 2019 statt, am 6. Juli wurde der planmäßige Linienbetrieb aufgenommen.

#### Teilprojekt 2: Bühlau – Weißig
Das Teilprojekt 2 umfasst den Neubau einer Straßenbahnstrecke vom Ullersdorfer Platz bis zur Rossendorfer Straße. Wegen der Schwierigkeiten beim Umbau des Ullersdorfer Platzes und einer veränderten Einschätzung der Nutzen-Kosten-Relation ist seit 2016 nur eine Verlängerung bis zur Rossendorfer Straße geplant, anstatt wie ursprünglich bis nach Weißig. An der neuen Wendeschleife soll auch ein großräumiger Park-and-Ride-Platz entstehen.

### Johannstadt – Plauen
2016 beschloss der Stadtrat, die Planungen für die neue Straßenbahnstrecke Johannstadt – Plauen wieder aufzunehmen und eine Förderung beim Freistaat Sachsen zu beantragen. Aufgrund fehlender finanzieller und personeller Ressourcen ruhen die Planungen jedoch derzeit (Stand: August 2025).

### Strehlen – Striesen – Blasewitz
Ende 2016 wurde der Korridor Strehlen – Striesen – Blasewitz aus der Priorität B zur vertieften Untersuchung beauftragt. In Umsetzung dieses Beschlusses erfolgte 2018 eine Untersuchung mehrerer Trassenvarianten. Dabei wurde insbesondere für den Streckenabschnitt nördlich der Schandauer Straße festgestellt, dass die Trasse nach gegenwärtigem Stand der Technik nur schwer umsetzbar ist und aufgrund der Sensibilität der Stadtstruktur mit hohen Widerständen zu rechnen ist. Es wird daher keine mittelfristige Realisierungsperspektive gesehen. Seitdem ruhen die Planungen für den Korridor.

### Hellerau – TSMC-Werk
Anfang Mai 2024 wurden Pläne für eine Neubaustrecke zu dem geplanten TSMC-Werk sowie zu Globalfoundries und Bosch im Dresdner Norden bekannt gemacht. Auf dieser Neubaustrecke, die die bestehende Linie 8 ab Hellerau verlängert, könnten frühestens ab 2028 Straßenbahnen fahren. Mit der neuen Straßenbahnstrecke sollen bis zu 25.000 Arbeitsplätze im Jahr 2035 an das Straßenbahnnetz angebunden werden. Noch im Jahr 2024 sollte die Streckenführung beschlossen und eine Vorzugsvariante gefunden werden. Diese soll anschließend im Stadtrat zur Abstimmung gestellt werden. Danach soll ein Planfeststellungsverfahren mit einer geplanten Dauer von einem Jahr eröffnet werden. Die Stadt Dresden hofft dabei auf finanzielle Unterstützung des Freistaates Sachsen.

### Verkehrsentwicklungsplan 2025plus
Der seit 2009 erarbeitete Verkehrsentwicklungsplan 2025plus (VEP) befand sich seit Oktober 2013 in der politischen Beratung und wurde im November 2014 durch den Stadtrat beschlossen. Die Stadtbahn betreffende Maßnahmen sind in Anlage 6 sowie den Abbildungen 11 und 23 des Planwerks enthalten und umfassen:
Priorität A+:
- Nutzung der Bahnstrecke zwischen Weixdorf und Königsbrück für eine Stadtbahnanbindung mit der Linie 7 nach Ottendorf-Okrilla Nord, ggf. Königsbrück (lfd. Nr. 81, langfristig)

Priorität B++:
- Stadtbahntrasse Strehlen – Schillerplatz über Zwinglistraße/Pohlandplatz (lfd. Nr. 99, nach Umsetzung Stadtbahn 2020)

Flächenvorhaltung:
- Stadtbahnstrecke von Pennrich in Richtung Kesselsdorf (Plan-Nr. 8)
- die in der Projektliste vom 15. April 2010 enthaltenen Vorhaben der Priorität C (Plan-Nr. 14–18, 20–25, 27, 28)
- Korridor Gittersee (Plan-Nr. 19)
- Schillerplatz – Loschwitz (Plan-Nr. 26)
- Fetscherstraße Nord (Plan-Nr. 29)

## Fahrzeuge

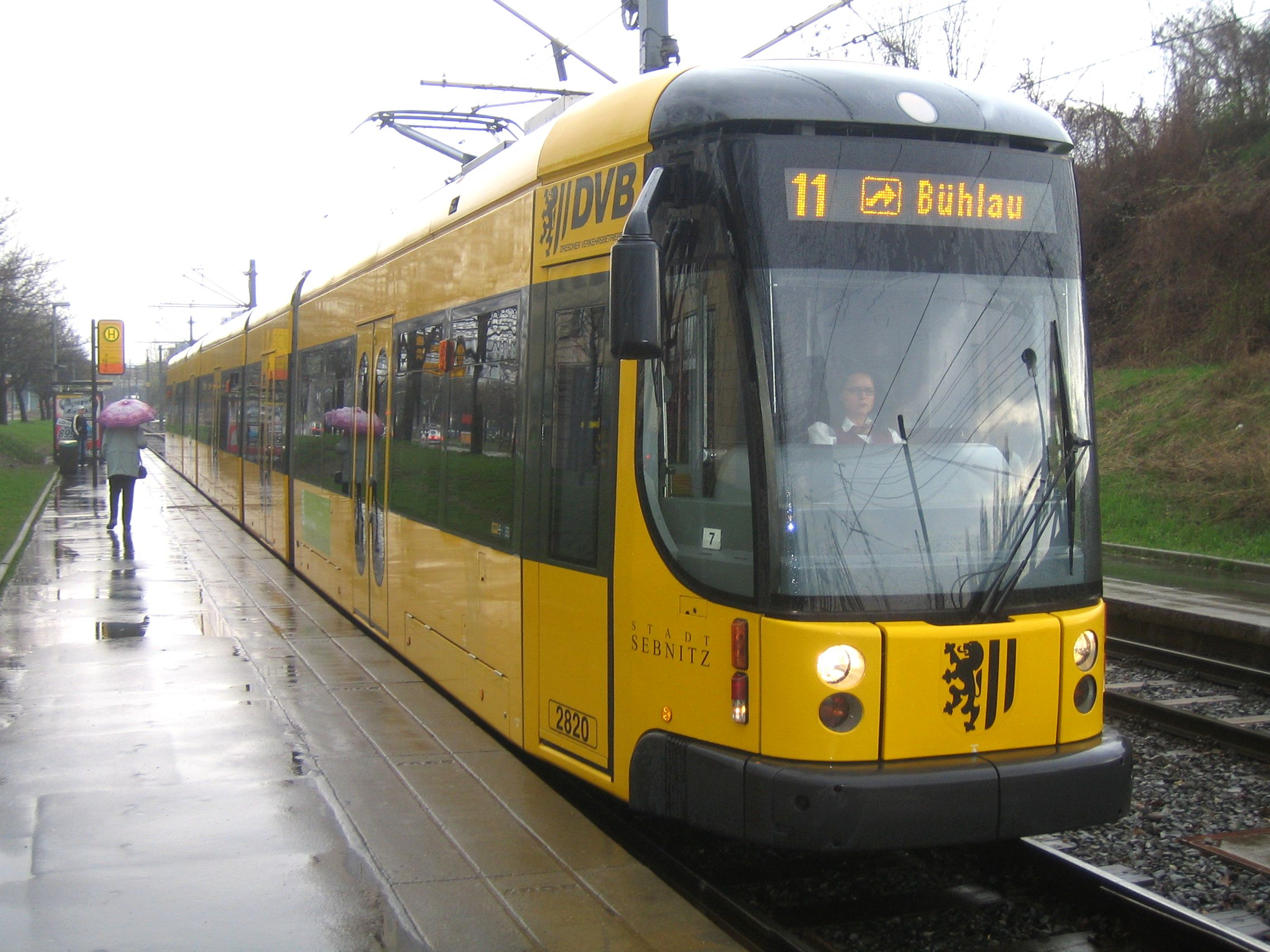
Der 45 Meter lange Niederflurgelenktriebwagen NGT D12DD ist das Vorzeigefahrzeug der DVB

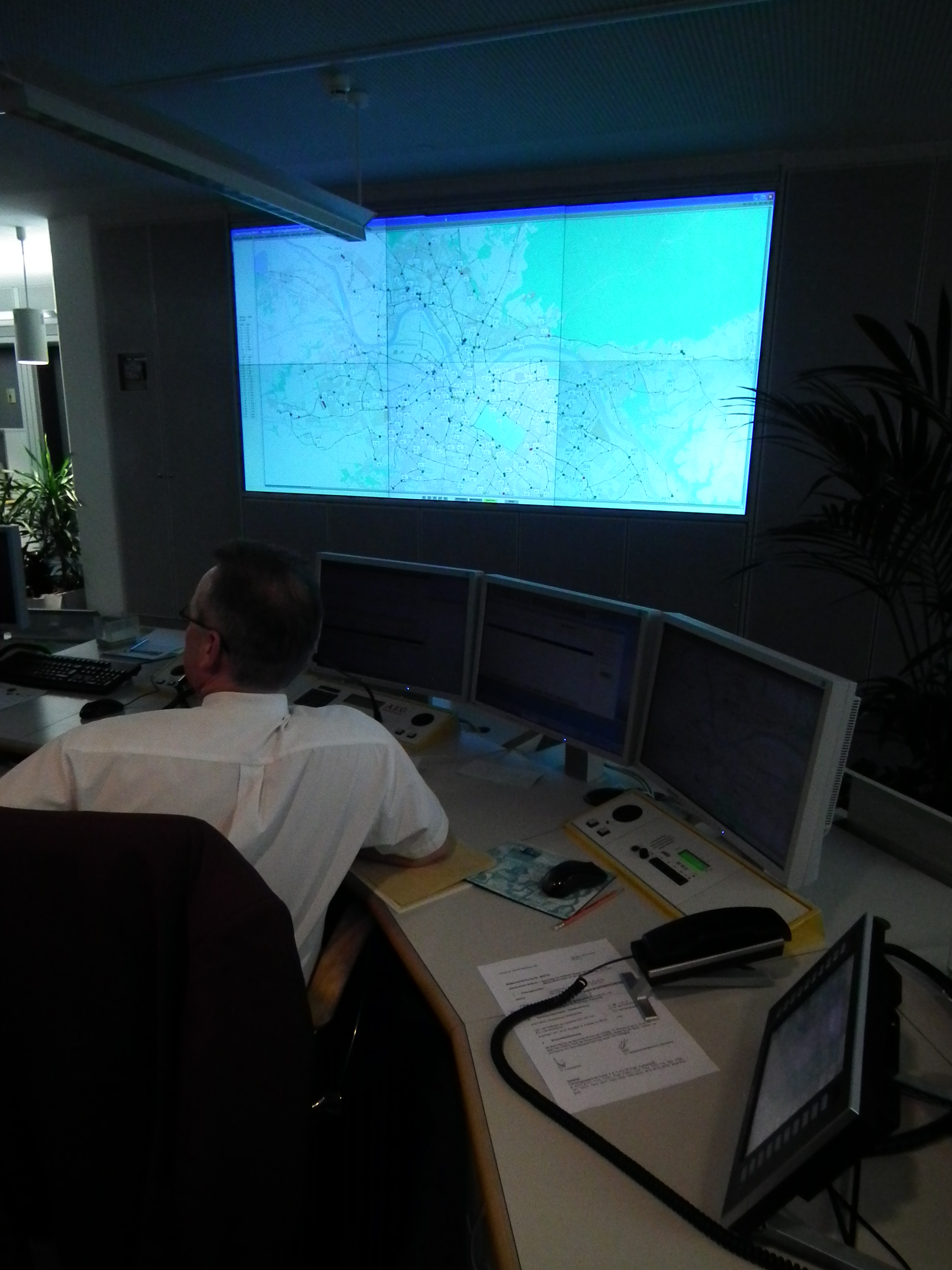
Arbeitsplatz des Disponenten für den Straßenbahnverkehr in der Betriebsleitstelle in Trachenberge

### Allgemeines
Die Fahrzeuge sind in den Stadtfarben Schwarz und Gelb lackiert. Mittlerweile ist ein Großteil des Fahrzeugparks modernisiert, mit neuer Informationstechnik ausgestattet und barrierefrei ausgebaut. Dazu gehören das BLIS (Blindeninformationssystem), die elektronischen Zielanzeigen und Fahrgastinformationsmonitore, die vom IBIS (Integriertes BordInformationsSystem) gesteuert werden. Die Kommunikation zwischen jedem Fahrzeug im Liniennetz der DVB AG und der Betriebsleitstelle wird über das Rechnergestützte Betriebsleitsystem (RBL) und Schnittstellen wie dem IBIS-Gerät über Datentelegramme (alle 15 Sekunden an die Leitstelle) und Infrarot-Baken (an Fahrtstrecken installiert) in moderner Form realisiert.
Seit etwa 1993 wird der Fahrzeugbestand kontinuierlich modernisiert. Direkt nach der Deutschen Wiedervereinigung wurde damit begonnen, die Tatra-Wagen (T4D) zu modernisieren. Seit Anfang 1996 bauen die Verkehrsbetriebe ihren Straßenbahnfuhrpark stadtbahnähnlich um, eine Stadtbahn im klassischen Sinne soll jedoch nicht verkehren. Ziel ist es, einen Großteil der Strecken auf eigenen Gleiskörpern zu führen sowie behindertengerechte Haltestellen (Bahnsteige) zu errichten und der Dresdner Straßenbahn somit einen stadtbahnähnlichen Charakter zu verleihen. Deshalb wurden die Tatra-Wagen bis zum Jahr 2010 aus dem regulären Liniendienst genommen.
Besondere Anforderungen an die Fahrzeuge stellt in Dresden die Topografie. Der höchste Punkt im Streckennetz der Straßenbahn ist der Endpunkt Pennrich. Er liegt mit 300 Metern über Normalnull knapp 190 Meter höher als die Innenstadt. Auch andere Teilstrecken, nämlich die beiden Strecken nach Bühlau und Coschütz, erreichen Punkte, die über einhundert Meter höher als die Innenstadt liegen. Die Niederflurwagen sind – gemessen je Tonne Gewicht – etwa doppelt so stark motorisiert wie die Tatra-Wagen.
Die letzten verbliebenen Tatratriebwagen T4D-MT (modernisiert, mit Thyristor-Steuerung) wurden 2023 endgültig ausgemustert. Sie wurden zum Teil verschrottet und zum Teil verkauft. Zuvor wurden sie noch auf dem Stadionzubringer E13 und der Messelinie 20 gelegentlich eingesetzt, ansonsten dienten sie als Reserve bei Ausfall von Niederflurwagen.
Zwischen 1995 und 1998 bezogen die DVB mit dem Gelenktriebwagen NGT6DD die ersten Niederflurwagen. Von den insgesamt 60 Fahrzeugen sind 13 Wagen als Zweirichtungsfahrzeuge ausgelegt. Genutzt werden können diese Fahrzeuge vor allem bei Baumaßnahmen, die kein Wenden gestatten. Beide Ausführungen haben eine Gesamtlänge von 30 Metern und ermöglichen die Beförderung von etwa 200 Passagieren.
In den Jahren 2001/2002 ließen die Verkehrsbetriebe den Gelenktriebwagen NGT8DD bauen. Er ist mit 41 Metern eine um zwei Segmente verlängerte Version des NGT6DD. In ihm finden 256 Passagiere Platz. Die 23 Wagen dieses Typs waren die ersten Niederflurwagen in Dresden, die mit ihrer Kapazität auf stark belasteten Linien die Tatra-Großzüge (T4D + T4D/TB4D + B4D) ersetzen konnten.

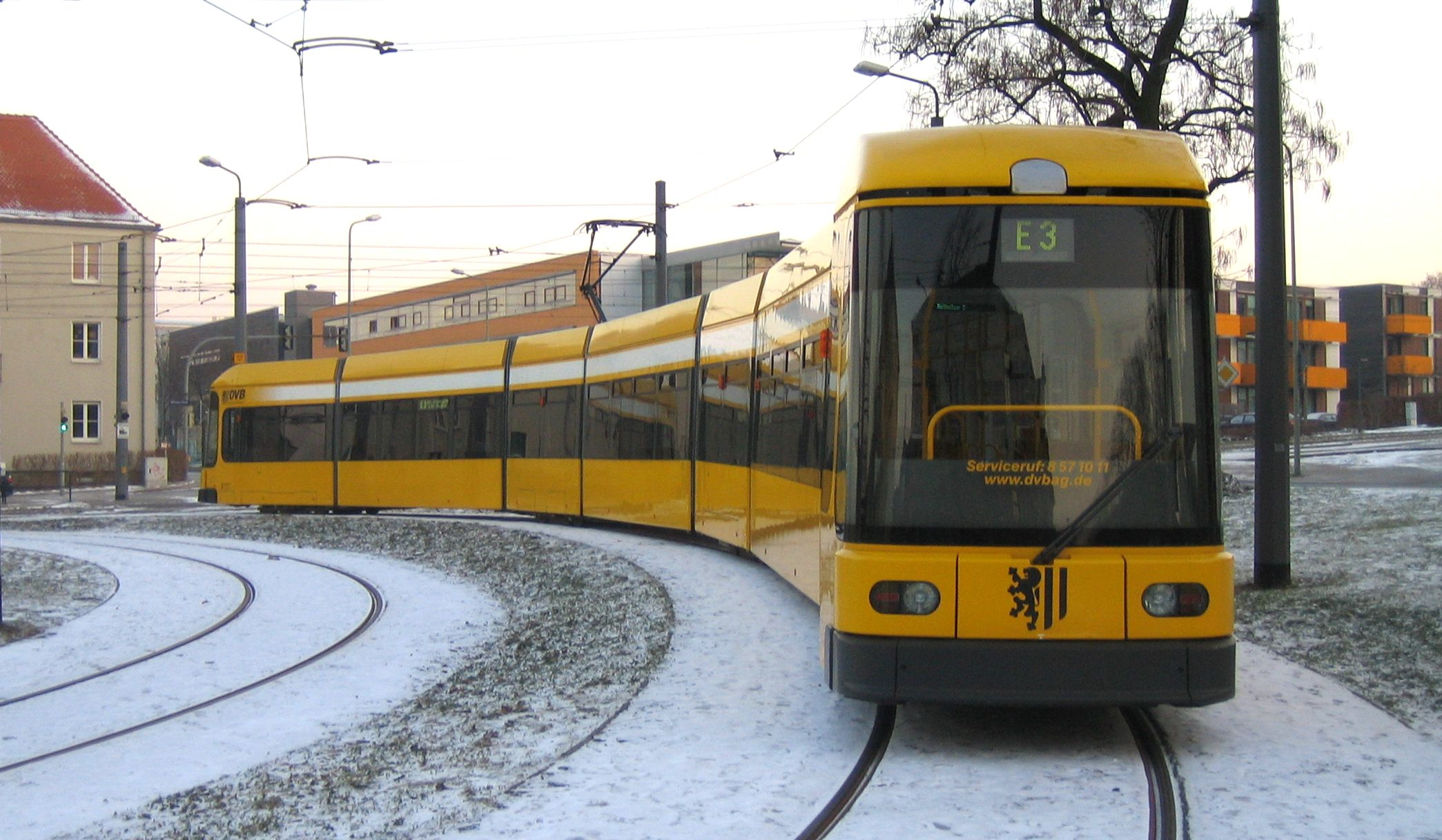
NGT8DD in Dresden-Plauen

Seit der Einführung der Triebwagen des 45 Meter langen, 12-achsigen Typs NGT D12DD 2003–2005 wurden die Tatra-Beiwagen B4D-MS nicht mehr genutzt. Die Verkehrsbetriebe kauften 32 Wagen und bestellten eine äußerlich ähnliche kurze Variante. Insgesamt kann ein Triebwagen 260 Passagiere befördern. Der erste Wagen wurde nach dem Herstellungsort „Stadt Bautzen“ getauft. Bis auf den 17. Wagen, der gleichzeitig der 100. Niederflur-Straßenbahnwagen in Dresden war und „Freistaat Sachsen“ getauft wurde, sind viele Wagen nach sächsischen Städten, vornehmlich aus dem Verkehrsverbund um Dresden, benannt. Die NGT D12DD bilden die zweite Generation von Niederflurwagen, bei deren Entwicklung die gesammelten Erfahrungen einfließen konnten. So hat der NGT D12DD wieder vollwertige Drehgestelle unter den langen Segmenten der Bahn (wie bei den Tatra-Wagen), anstatt der festen Fahrwerke unter den kurzen Segmenten der ersten Generation. Weitere Neuerungen sind z. B. die Fahrgastinformation im Innenraum über TFT-Bildschirme. So können z. B. die nächste Haltestelle mit Zusatzinformationen oder die folgenden vier Haltestellen angezeigt werden (die Darstellungen alternieren zyklisch).
Der Niederflurwagen-Typ NGT D8DD ist die Kurzversion des Typs NGT D12DD und diesem optisch und technisch sehr ähnlich. Das innere Design unterscheidet sich lediglich durch die Anordnung der Sitzflächen in den Türbereichen sowie durch das aktualisierte Fahrgastinformationssystem, welches auch englische Textausgaben unterstützt. Mit 30 m Länge ist der Einsatz der modernen Fahrzeuge auch auf schwächer nachgefragten Linien möglich. Im Rahmen einer Einweihungsfeierlichkeit wurde der erste Zug mit der Nummer 2601 auf den Namen der Partnerstadt Columbus/Ohio getauft; künftig sollen alle Partnerstädte Dresdens auf diese Weise geehrt werden. Seit September 2006 fahren diese Wagen im Dresdner Liniennetz. Die Bestellung belief sich auf 20 Wagen und zwei eingelöste Optionen auf jeweils 10 weitere Fahrzeuge, sodass 40 Wagen dieses Typs auf Dresdens Gleisen rollen. Eine Lieferung von 11 weiteren 12-Achsern in den Jahren 2009 bis 2010 ergänzte die Niederflurfahrzeugflotte. Seit Mai 2010 übernehmen 166 Niederflurwagen den gesamten Fahrbetrieb, jeweils 83 der ersten und zweiten Generation. Die Tatras kommen planmäßig nicht mehr zum Einsatz. Auch auf der Sonderlinie 16 wurden sie seit November 2023 durch NGT DXDD ersetzt.
Seit Februar 2023 rüstet die DVB die NGT6DD, NGT8DD, NGT D8DD und NGT D12DD auf LED-Beleuchtung um. Dabei war 2544 das Testfahrzeug; es ist seit dem 21. Februar 2023 mit dieser Beleuchtung unterwegs. Alle NGT D8DD und NGT D12DD werden auf LED-Beleuchtung umgestellt. Die NGT6DD bekommen die neue Beleuchtung nur, falls diese eine vierte Hauptuntersuchung bekommen.
Am 22. August 2019 wurde der Vertrag zwischen Bombardier Transportation und der DVB zur Lieferung der nächsten Fahrzeuggeneration unterschrieben. Es sollten insgesamt 30 Bahnen angeschafft werden. Mehr als 40 Zulieferbetriebe aus Sachsen sind beteiligt. Die als NGT DX DD bezeichneten Bahnen sind zehnachsige Fahrzeuge mit einer Kapazität von 290 Passagieren, einer Länge von 43,5 Metern und einer Breite von erstmals 2,65 Metern in Dresden. Die Bahnen sind ähnlich wie in Rostock erst über der Bahnsteighöhe 2,65 Meter breit, damit sie die gleichen Bahnsteige wie die bisherigen Bahnen anfahren können. Die Bahnen sind vollständig klimatisiert sowie mit WLAN und USB-Ladebuchsen ausgestattet. Von den neuen Bahnen wurden 21 Einrichtungs- und 9 Zweirichtungswagen bestellt. Es besteht eine Option zur Lieferung von weiteren 10 Bahnen. Inzwischen wurden 3 Fahrzeuge aus der Option fest bestellt. Die restlichen Optionen können bis Ende 2025 eingelöst werden. Der Auftrag im Wert von 197 Millionen Euro umfasst zudem die Instandhaltung für 24 Jahre. Das Projekt wurde durch den Freistaat Sachsen mit ca. 103 Millionen Euro durch die Regionalen Fonds zur regionalen Entwicklung (EFRE) unterstützt. Die erste Bahn wurde bereits von Alstom, in der Nacht vom 16. auf den 17. September 2021 angeliefert. Seit dem 26. November 2022 werden die Bahnen auf der Linie 2 eingesetzt. Bis zum Herbst 2023 sollte die Lieferung und Inbetriebnahme der Bahnen abgeschlossen sein, im Dezember 2023 wurde die letzte Bahn ausgeliefert. Die neuen Bahnen können nur auf Strecken fahren, welche schon mit einem Gleismittenabstand von 3 Metern ausgestattet sind. Das sind aktuell (Stand: Mai 2024) die Strecken der Linien 2 und 3. Auf der Strecke der Linie 3 befindet sich im Zuge der Großenhainer Straße noch eine Engstelle, welche durch Signale gesichert wurde.
Im Februar 2024 wurde ein Markterkundungsverfahren zur Beschaffung von sieben Einrichtungswagen mit dem NGT DXDD entsprechenden Grundanforderungen veröffentlicht. Ende Juli 2024 folgte eine Direktvergabe eines Auftrags an Alstom über sieben weitere NGT DXDD zur Lieferung bis 2027. Für diese Anschaffung gewährt der Freistaat Sachsen den DVB erneut Fördermittel, die sieben Wagen werden mit insgesamt 14,4 Millionen Euro bezuschusst.
Alle NGT D12DD und NGT D8DD haben von Anfang an Videoüberwachungsanlagen. Von den Fahrzeugen der Typen NGT6DD und NGT8DD wurden inzwischen alle Exemplare mit Kameras nachgerüstet.

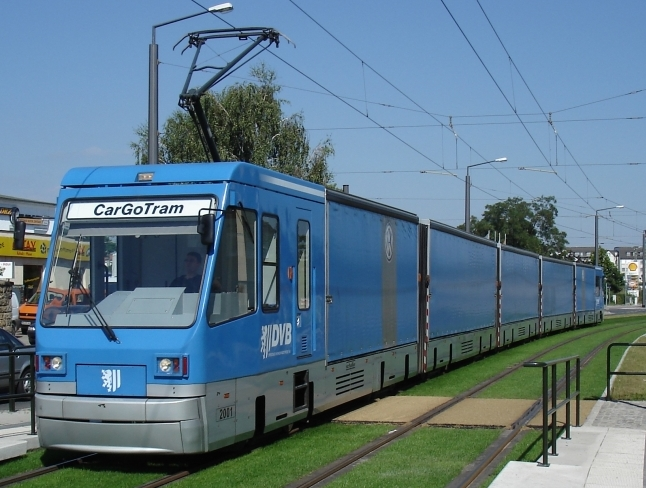
Güterstraßenbahn CarGoTram

Zum Einsatz bei Baumaßnahmen verfügt der Fuhrpark über Zweirichtungsfahrzeuge. Bei Verwendung von auflegbaren Verbindungsweichen können diese Fahrzeuge ohne Wendeschleifen umkehren.
Eine Besonderheit im Fuhrpark stellte die Güterstraßenbahn CarGoTram dar. Mit ihr belieferten die Dresdner Verkehrsbetriebe fast 20 Jahre lang von März 2001 bis Dezember 2020 die zentral in Dresden gelegene Gläserne Manufaktur der Volkswagen AG. Dazu verkehrten zwei Züge auf der etwas mehr als vier Kilometer langen Strecke zwischen dem Fahrzeugwerk und dem Logistikzentrum in der Dresdner Friedrichstadt. Mit einer Länge von knapp 60 Metern waren diese Züge die längsten Fahrzeuge im Dresdner Straßenverkehr. Um Verkehrsstörungen ausweichen zu können, gab es mehrere Routen für die Bahnen.
Im Betriebshof Trachenberge ist das Straßenbahnmuseum Dresden eingerichtet. Dort werden historische Dresdner Straßenbahnfahrzeuge gesammelt, zum Beispiel der Große Hecht, und vom Straßenbahnmuseum Dresden e. V. gepflegt. Der Besuch des Straßenbahnmuseums ist einmal monatlich möglich (nach Anmeldung) oder an den Frühjahrs- und Herbstöffnungstagen.

### Bestand
Aktuell (Stand: August 2025) sind alle Fahrzeuge der NGT-Familie planmäßig im Linienverkehr anzutreffen. Seit Januar 2024 bereitet die DVB die Ausmusterung von zehn NGT6DD-ER vor, deren Reparatur oder Hauptuntersuchung als unwirtschaftlich angesehen wird. Die ausgemusterten Fahrzeuge werden dann zunächst als Ersatzteilspender dienen.
Seit Februar 2023 finden turnusmäßige Hauptuntersuchungen vorwiegend an den Typen NGT8DD, NGT D8DD und NGT D12DD statt.
| Name        | Bild | Herkunft           | Baujahre            | Anzahl                              | Nummern                                                     | LÜP       | Achsanzahl | Leergewicht | Vmax    | Leistung | Beförderung                                                   |
| ----------- | ---- | ------------------ | ------------------- | ----------------------------------- | ----------------------------------------------------------- | --------- | ---------- | ----------- | ------- | -------- | ------------------------------------------------------------- |
| NGT DXDD-ZR |      | Alstom Bautzen     | 2023                | 9                                   | 2981 – 2989                                                 | 43.300 mm | 10         | ca. 55 t    | 70 km/h | 760 kW   | 289 Personen                                                  |
| NGT DXDD-ER |      | Alstom Bautzen     | 2021–2027           | 24 (7 weitere bestellt)             | 2901 – 2924                                                 | 43.300 mm | 10         | ca. 54 t    | 70 km/h | 760 kW   | 290 Personen                                                  |
| NGT D12DD   |      | Bombardier Bautzen | 2003–2005 2009–2010 | 43                                  | 2801 – 2843                                                 | 45.090 mm | 12         | 56,7 t      | 70 km/h | 680 kW   | 260 Personen                                                  |
| NGT D8DD    |      | Bombardier Bautzen | 2006–2009           | 40 (in 2 Baureihen mit je 20 Wagen) | 2601 – 2620 (erste Baureihe), 2621 – 2640 (zweite Baureihe) | 30.040 mm | 8          | 38,7 t      | 70 km/h | 510 kW   | 171 Personen (erste Baureihe), 175 Personen (zweite Baureihe) |
| NGT8DD      |      | Bombardier Bautzen | 2001–2002           | 23                                  | 2701 – 2723                                                 | 41.020 mm | 8          | 48,1 t      | 70 km/h | 570 kW   | 256 Personen                                                  |
| NGT6DD-ZR   |      | DWA Bautzen        | 1995–1998           | 13                                  | 2581 – 2593                                                 | 30.280 mm | 6          | 34,5 t      | 70 km/h | 380 kW   | 184 Personen                                                  |
| NGT6DD-ER   |      | DWA Bautzen        | 1995–1998           | 37                                  | 2502, 2503, 2505, 2508 – 2520, 2522 – 2529, 2531 – 2544     | 30.280 mm | 6          | 33,4 t      | 70 km/h | 380 kW   | 184 Personen                                                  |

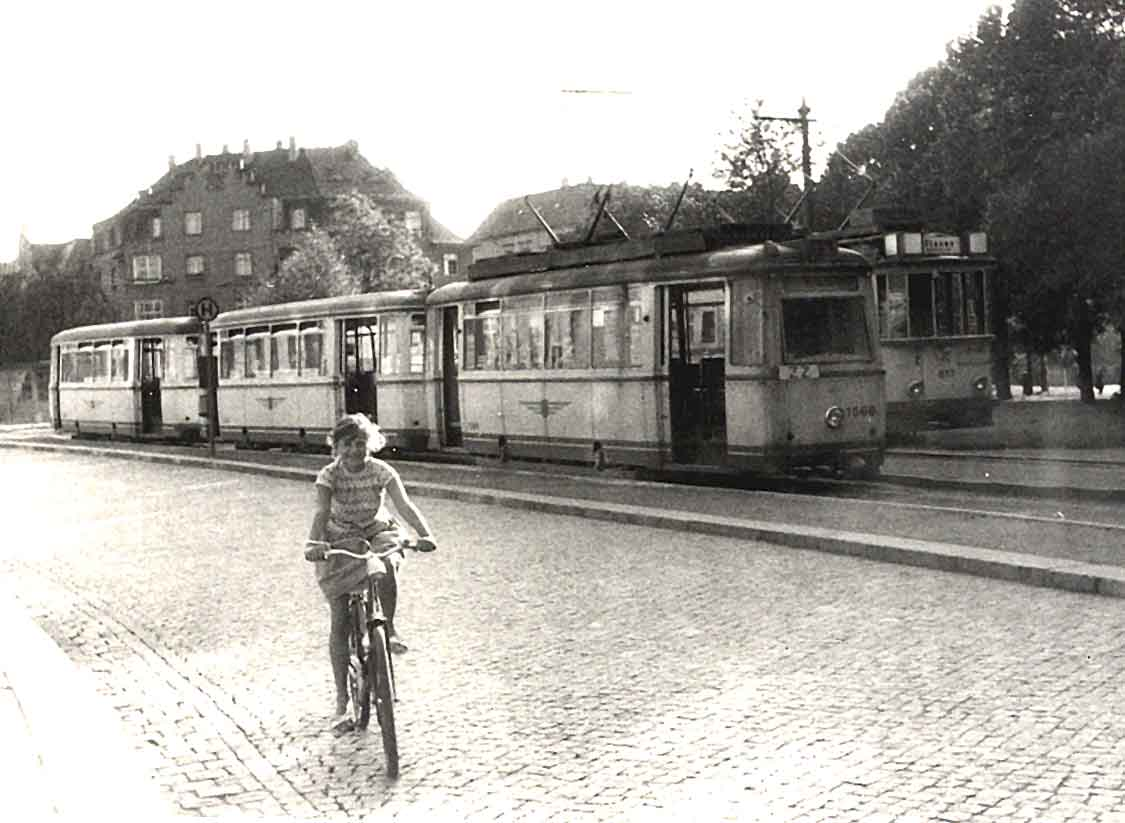
ET 54 an der Endhaltestelle Plauen
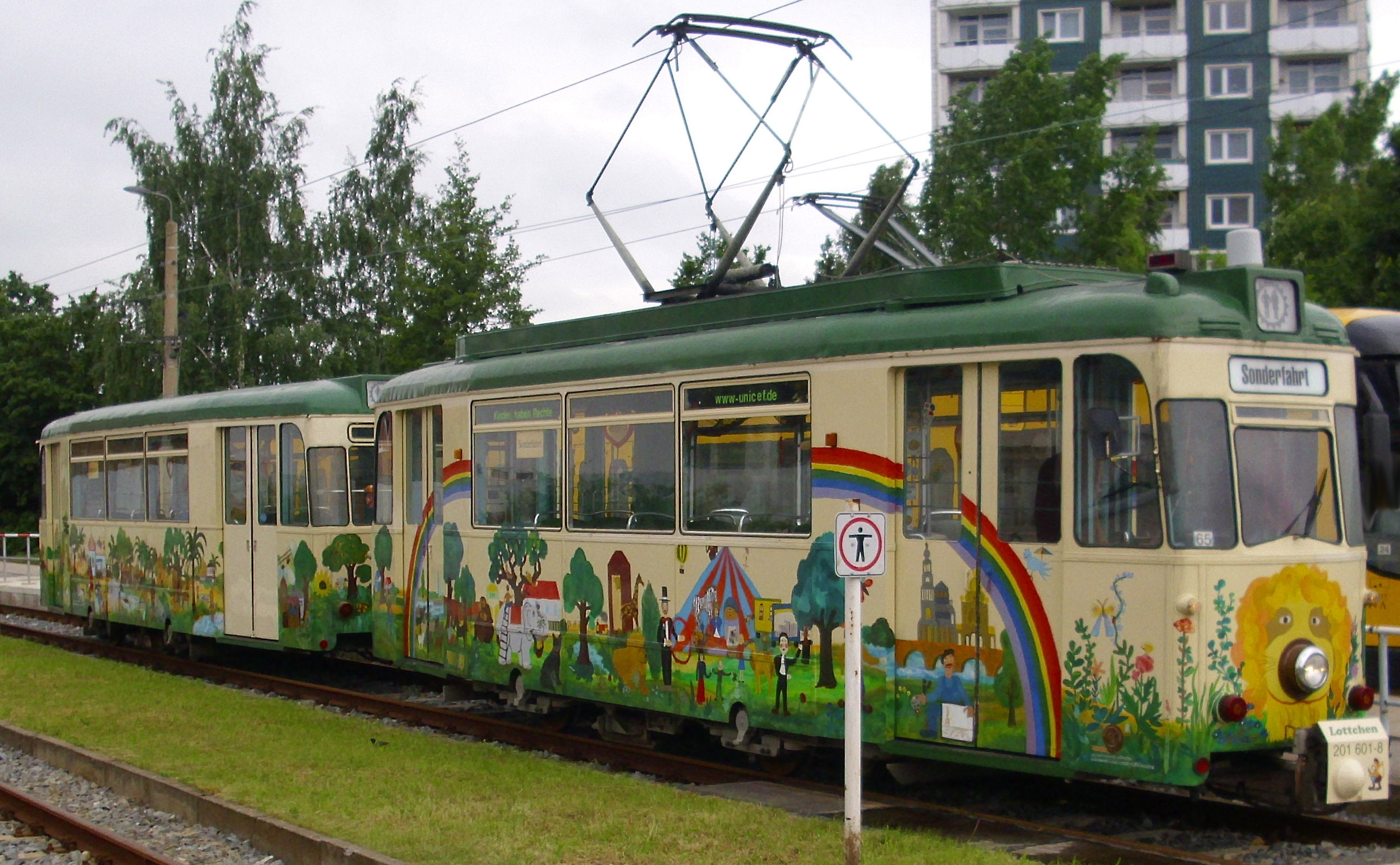
Die alte Kinderstraßenbahn Lottchen, heute im DDR-Museum Pirna
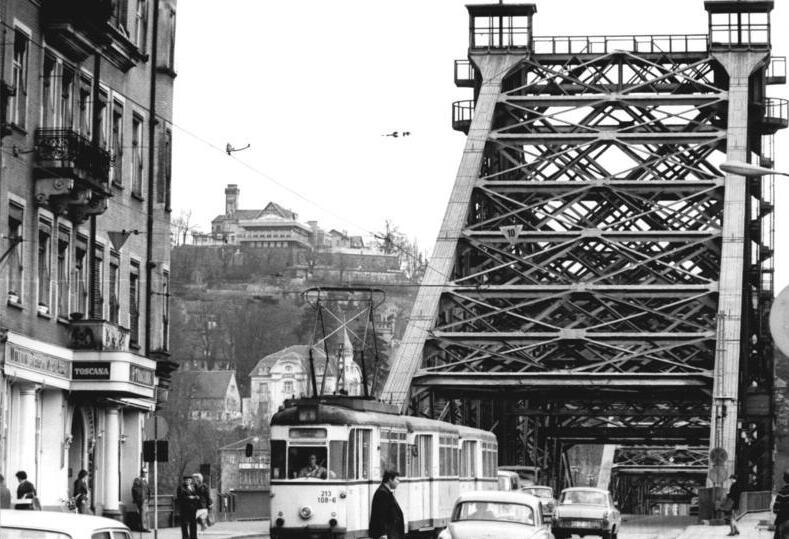
ET 57 auf dem Blauen Wunder
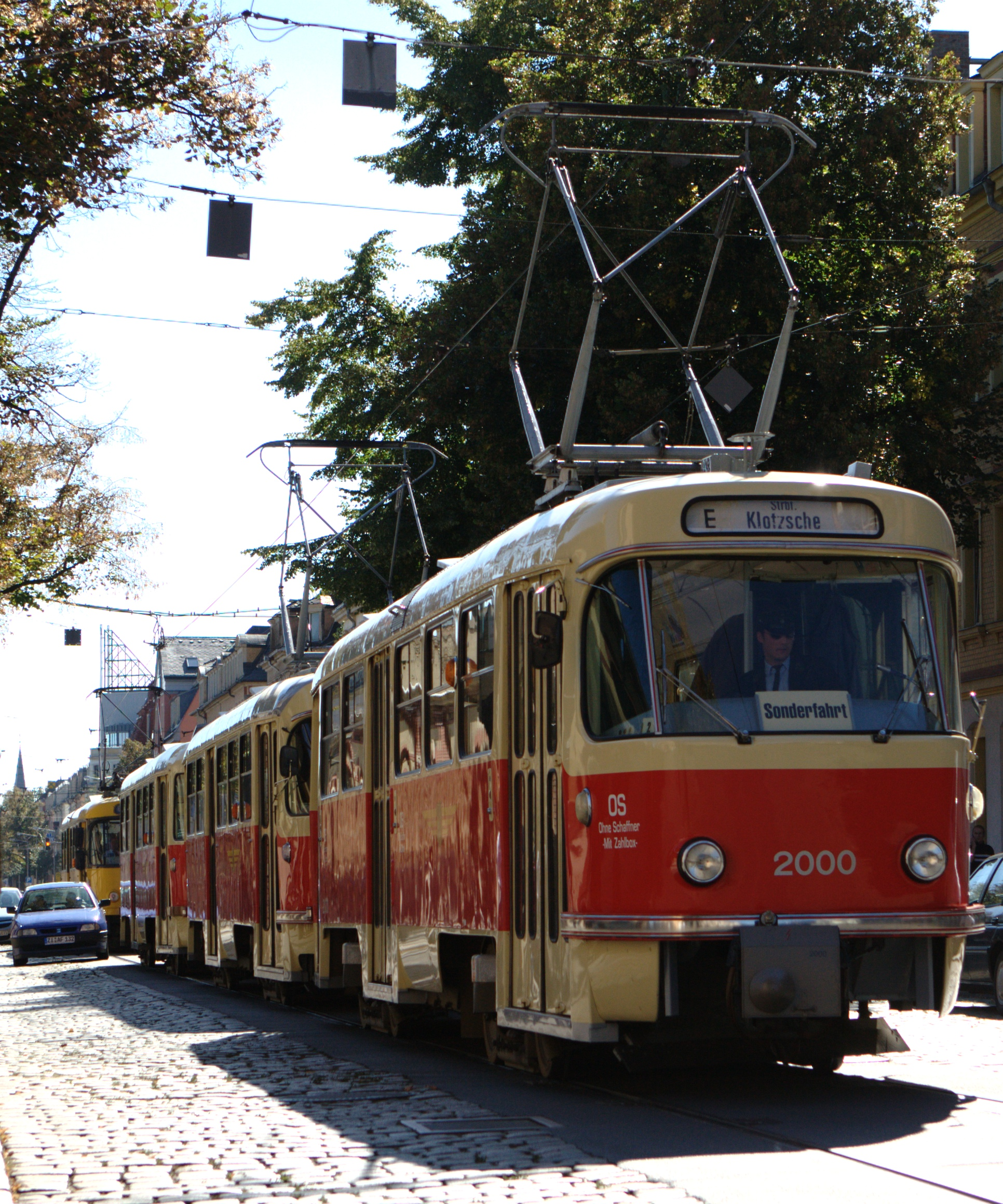
T4D-T4D-B4D-Großzug in Ursprungslackierung (Museumsfahrzeuge des Straßenbahnmuseums)
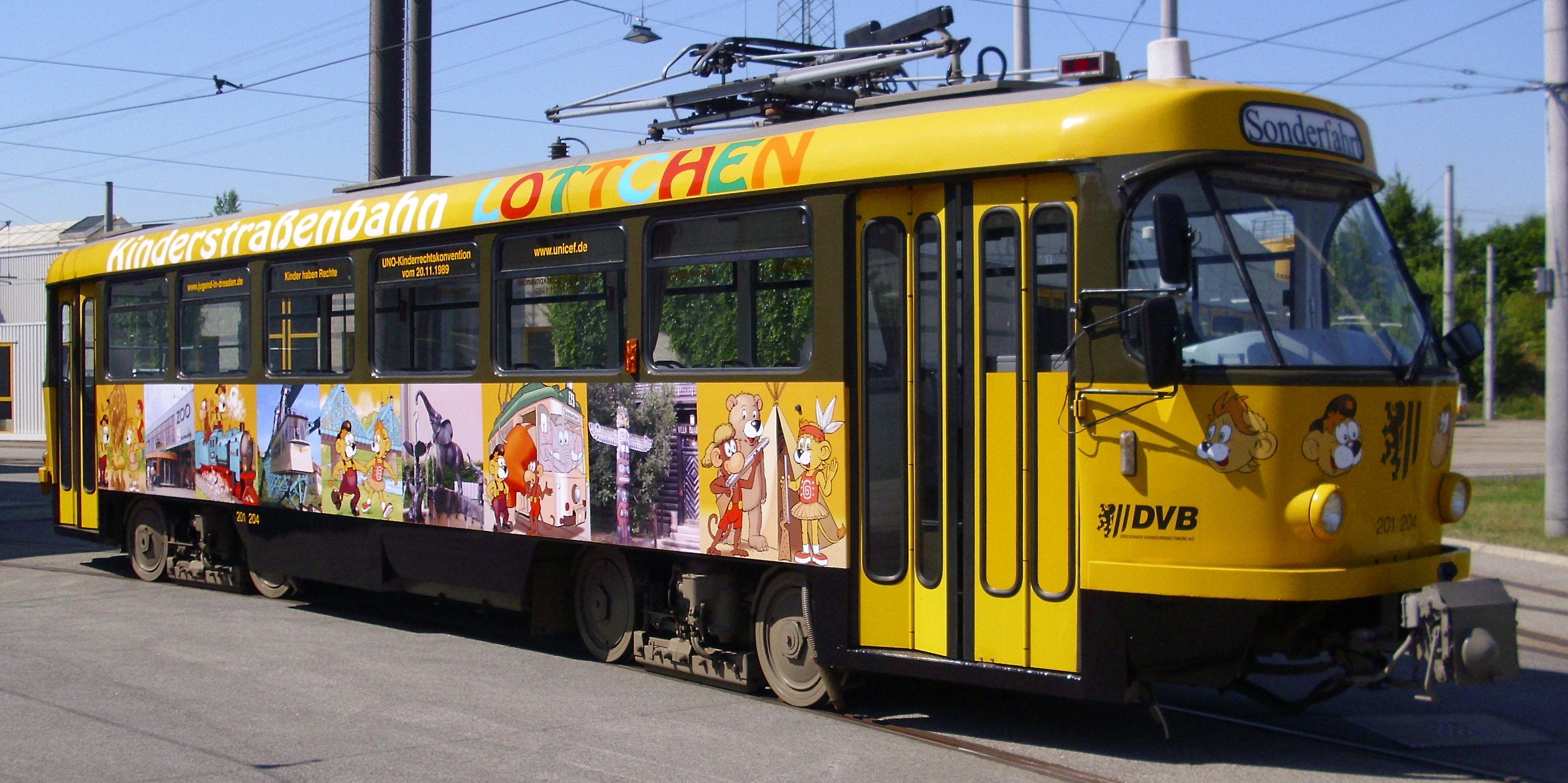
Die neue Kinderstraßenbahn Lottchen
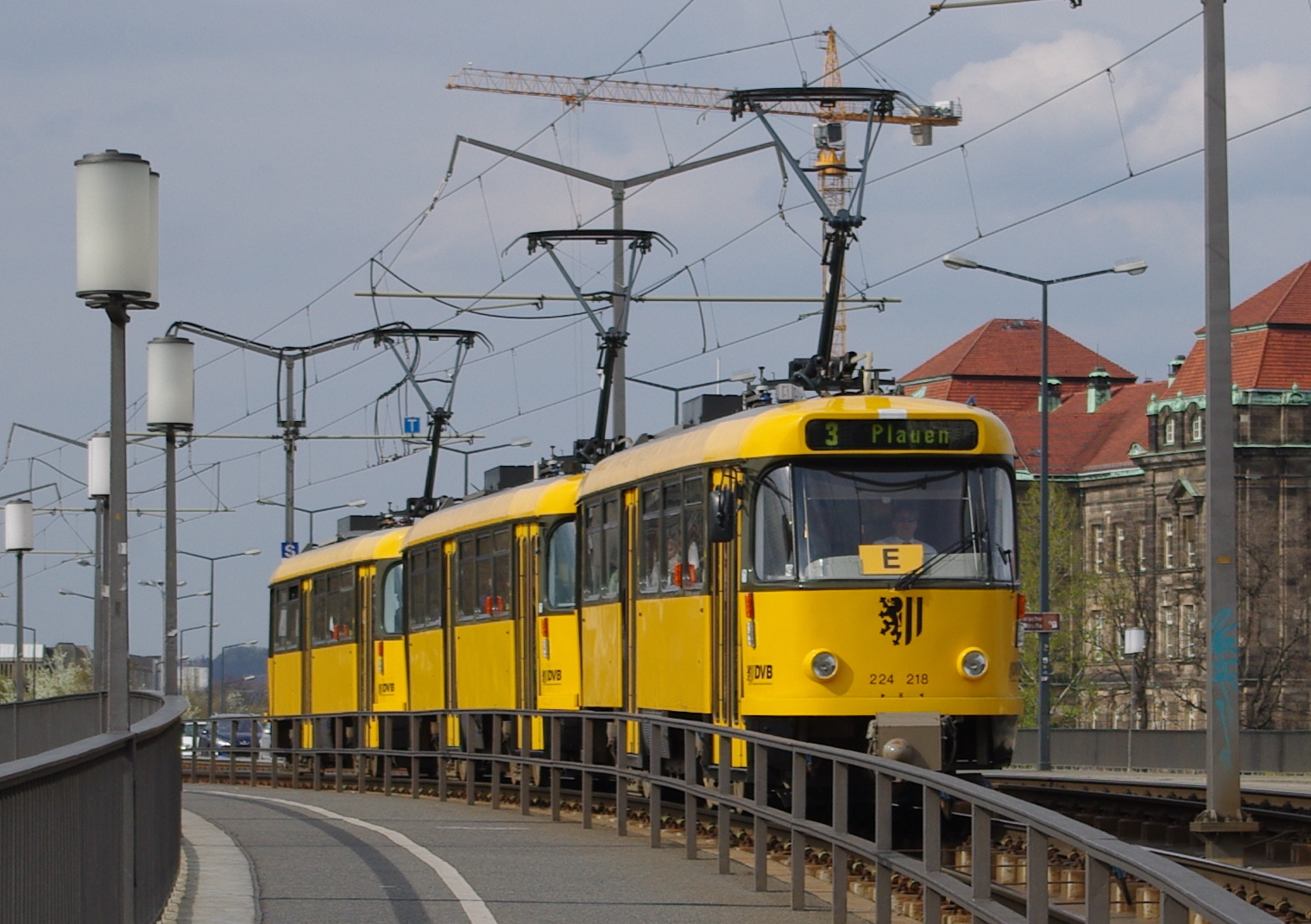
Eine Traktion von 3 Tatra T4D-MT auf der Carolabrücke

### Messstraßenbahn

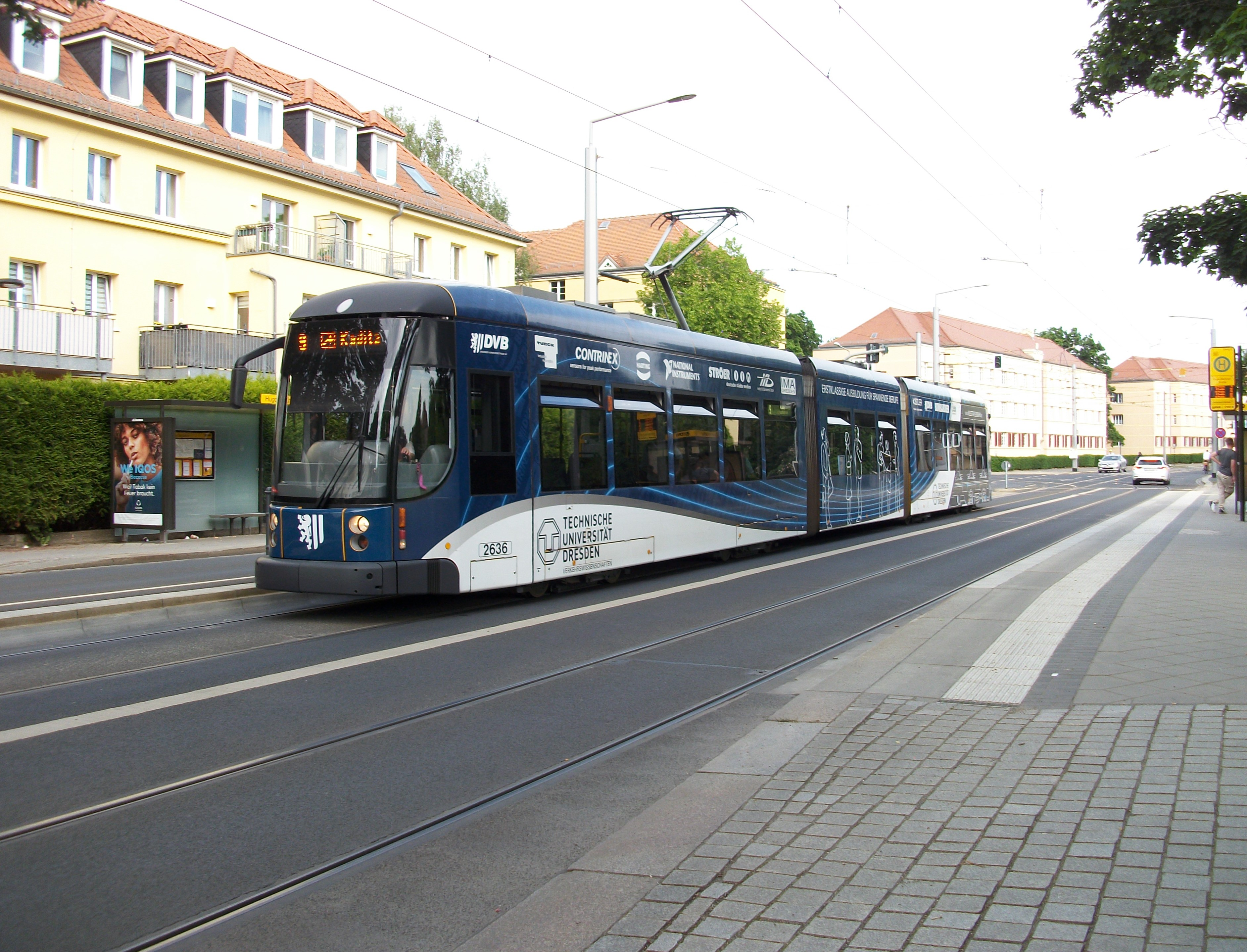
Die Messstraßenbahn im Juni 2021

Von März 2009 bis 2021 wurde durch die DVB eine Messstraßenbahn eingesetzt, die Daten über strukturelle Belastungen im normalen Einsatz sammeln sollte. Die Straßenbahn war ein Fahrzeug vom Typ Gelenktriebwagen NGT D8DD und war seit der Auslieferung mit Beschleunigungs- und Dehnungssensoren ausgestattet. Mit der Auswertung der Daten befasste sich das Institut für Bahnfahrzeuge und Bahntechnik der Fakultät Verkehrswissenschaften an der TU Dresden. Die gewonnenen Erkenntnisse sollen später helfen, Simulationen der Materialbelastung zu verbessern, Wartungsintervalle zu optimieren und verbesserte Fahrzeuge zu entwickeln. An dem Projekt beteiligten sich weitere Partner, wie der Fahrzeughersteller Bombardier Transportation mit dem Werk in Bautzen oder das Unternehmen für Materialforschung IMA Dresden. Das Fahrzeug trug Ganzreklame, die das Projekt und alle Partner bewarb. Die Bahn verkehrte auch im Linienbetrieb mit der üblichen Ausstattung und legte über 1 Mio. Kilometer zurück. 2022 wurde die Beklebung des Wagens entfernt.

### Arbeitsfahrzeuge
| Name          | Baujahre   | Anzahl | Nummern                            | Verwendung                                                                                       |
| ------------- | ---------- | ------ | ---------------------------------- | ------------------------------------------------------------------------------------------------ |
| T4D-MI        | 1975–1981  | 4      | 201 002, 201 008, 201 009, 201 204 | 1 Schienenschleif- und Fahrleitungspflegewagen, 2 Winterdienst/Rangierwagen, 1 Kinderstraßenbahn |
| IFTEC VRG 1   | 2012       | 2      | 251 401, 251 402                   | Schneepflüge                                                                                     |
| T4D-MT        | 1970, 1973 | 2      | 201 122, 201 021                   | 1 Fahrleitungsinspektionswagen, 1 Rangierwagen (Btf. Gorbitz)                                    |
| Windhoff SF50 | 1997       | 1      | 201 001                            | Schienenschleifwagen                                                                             |

## Betriebshöfe

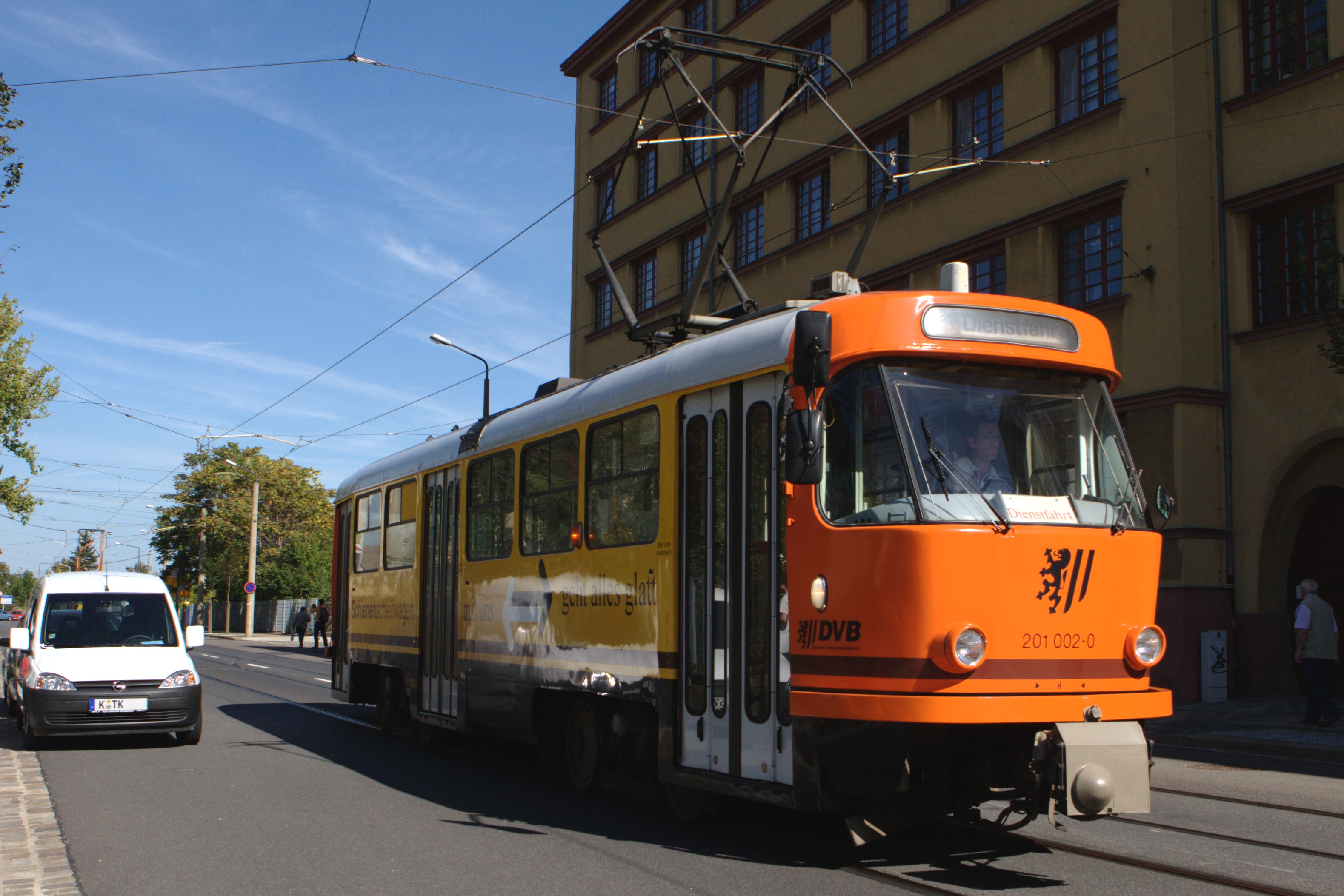
Tatra T4D als Schienenschleifwagen am Betriebshof Waltherstraße

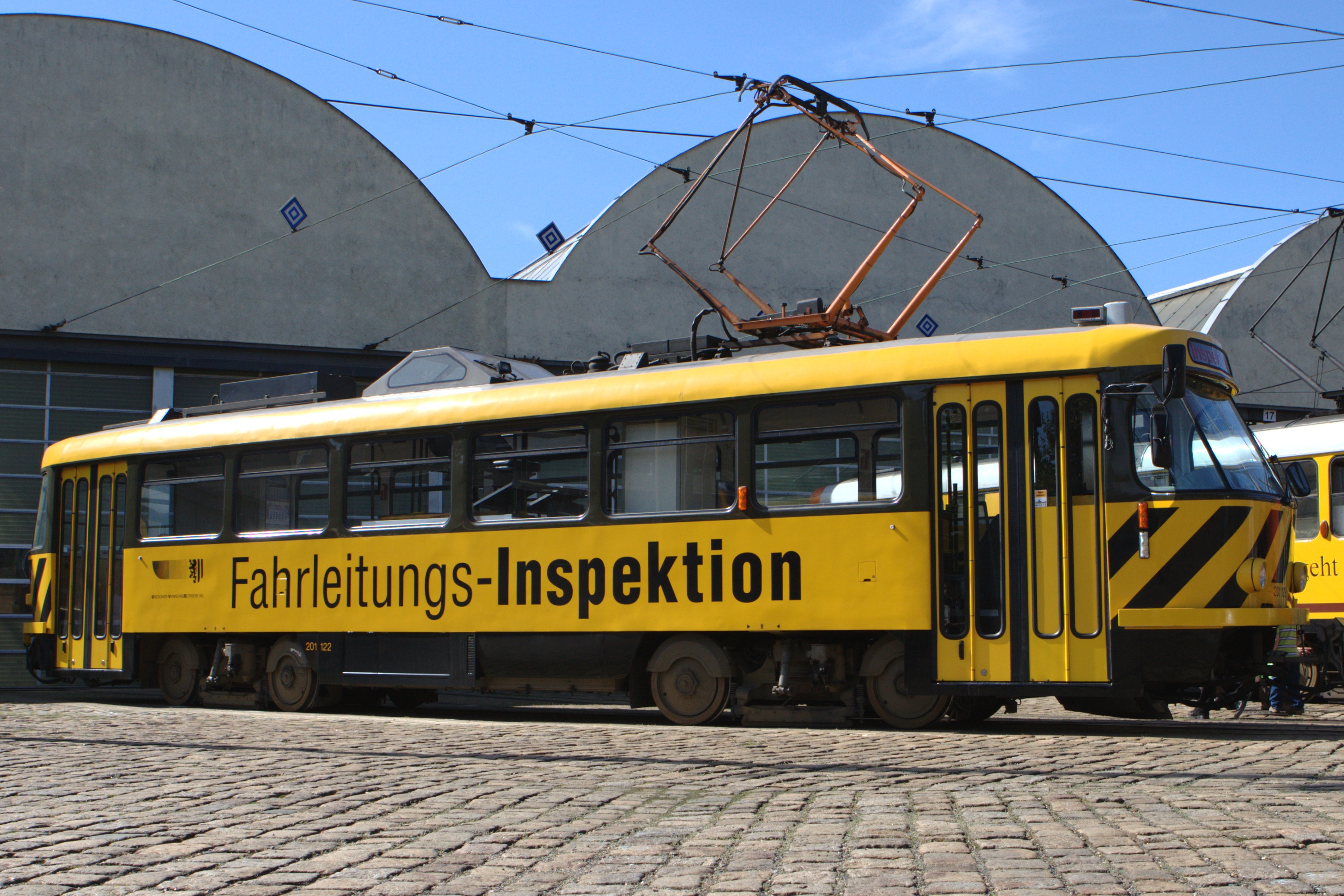
Umgebauter Tatra T4D als Fahrleitungsinspektionswagen vor dem Betriebshof Tolkewitz

Seitdem 1996 der neue Betriebshof in Gorbitz (inklusive Werkstätten) im Westen des Dresdner Netzes in Betrieb ging, wurden die meisten der ursprünglich recht zahlreichen kleineren Straßenbahnbetriebshöfe schrittweise stillgelegt. Erhalten blieben ab 2007 neben Gorbitz nur noch die Betriebshöfe in Trachenberge (im Nordwesten) und in Reick (im Südosten). Letzterer wurde von 2005 bis 2007 grundlegend erneuert und erweitert. Alle Anlagen sind als moderne Betriebshöfe mit Gleisschleifen angelegt und erfordern im Gegensatz zu den kleineren Anlagen kein Rangieren im öffentlichen Verkehrsraum.

### Betriebshof Gorbitz
Der Betriebshof Gorbitz liegt in südwestlicher Außenlage des Straßenbahnnetzes und umfasst ein Betriebsgelände von 11.000 m². Zum Betriebshof gehören neben der Abstellhalle mit zwölf Gleisen die Betriebswerkstatt mit sechs Gleisen und die Schwerpunktwerkstatt mit angeschlossener Nebenwerkstatt, die fünf Gleise umfasst. In der Betriebswerkstatt werden Fristenuntersuchungen und in der Schwerpunktwerkstatt Hauptuntersuchungen sowie umfangreiche Reparaturen vorgenommen. Die Verkehrsbetriebe können in der Schwerpunktwerkstatt Instandsetzungen und Reparaturen an Drehgestellen durchführen und Fahrzeuge lackieren. Er ersetzte den Betriebshof Naußlitz, in dem heute ein „Kaufland“-SB-Markt untergebracht ist. Die Hauptwerkstatt befand sich vorher im inzwischen ebenfalls geschlossenen Betriebshof Tolkewitz (dieser war lediglich für die Tatrabahnreparatur konzipiert).

### Betriebshof Reick
Der Betriebshof Reick liegt in südöstlicher Randlage des Netzes und ist hauptsächlich als Abstellanlage konzipiert. Er ersetzt die alte Fahrzeughalle in Reick sowie den Betriebshof in Tolkewitz und verfügt über neun 150 Meter lange Gleise in einer Abstellhalle. In Reick können 45 der 30-Meter-Triebwagen abgestellt werden. Durch einen Kreuzungsausbau in Leuben werden alle östlichen Endhaltestellen (Laubegast, Kleinzschachwitz, Niedersedlitz und Prohlis) südlich der Elbe direkt erreicht. In der Anlage befindet sich außerdem eine zweigleisige Halle für Reinigungsarbeiten in und an den Fahrzeugen. Im Betriebshof ist auch der Gleisbau stationiert.
Die 6200 m² große Anlage befindet sich im Gelände des alten Betriebshofs. Dieser hatte seinen Zugang an der Mügelner Straße, die nördlich der Anlage verläuft. Die Einfahrt des neuen Betriebshofs befindet sich dagegen an der südlichen Neubaustrecke vom Albert-Wolf-Platz nach Altreick. Vom Bahnhof Dresden-Reick bestand bis ca. 2000 ein Gleisanschluss.

### Betriebshof Trachenberge
Der Betriebshof Trachenberge liegt im Dresdner Norden, zwischen Heidestraße und Trachenberger Straße. Er ist als Abstellanlage mit 22 Gleisen konzipiert und bietet außerdem einen Abstellplatz für 34 Busse. Zusätzlich enthält er in der alten Fahrzeughalle das Straßenbahnmuseum. Auf dem Gelände haben die Dresdner Verkehrsbetriebe ihren Sitz.
Auf dem Betriebshof Trachenberge fand im September 2012 die Feier anlässlich 140 Jahren Straßenbahn in Dresden (beginnend ab der Pferdestraßenbahn) statt. In diesem Rahmen erfolgte die erstmalige Austragung der Tram-EM zur Ermittlung der besten Straßenbahnfahrer Europas. Sieger wurde das Team der Straßenbahn Budapest.

### Sonstige Betriebshöfe
Außerdem gab es in Dresden die Betriebshöfe Johannstadt (seit der Zerstörung 1945 nur als Freiabstellfläche; 1998 stillgelegt und beseitigt für das neue Max-Planck-Institut für molekulare Zellbiologie und Genetik), Gohlis (Meißner Straße 23, heute gewerblich genutzt), Blasewitz (Tolkewitzer Straße, umgebaut zu einer Frida-Filiale), Bühlau (heute bebaut mit der Schwimmhalle Bühlau), Klotzsche (mittlerweile abgerissen und Fläche renaturiert) und Mickten (umgebaut zu einem Einkaufszentrum) sowie außerhalb der Stadtgrenze in Coswig (bebaut mit einem Einkaufszentrum und dem Rathaus), Freital-Deuben und in Kreischa (Meterspur, für die Lockwitztalbahn).
Weiterhin gibt es noch den Betriebshof Waltherstraße, der aber schon längere Zeit nur noch für die Arbeitsfahrzeuge der DVB benutzt wird.
Der Betriebshof Tolkewitz wurde im Dezember 2015 abgerissen. Auf dem Gelände entstand der im Sommer 2018 eingeweihte Schulcampus Tolkewitz.

## Film
- SWR: Eisenbahn-Romantik – Die gute alte Elektrische (Folge 646)
- Hirsch Film Filmproduktion: Dresden Einst & Jetzt. Unterwegs mit der Straßenbahn. Dresden 2002